# Revelaciones sobre la red de vigilancia mundial (2013-2015)
Los datos acerca de la vigilancia mundial vieron la luz tras una serie de revelaciones divulgadas al público por la prensa internacional entre 2013 y 2015, que demuestran la vigilancia que principalmente las agencias de inteligencia de Estados Unidos, en colaboración con otros países aliados, han estado ejerciendo de manera masiva sobre la población mundial. Las víctimas potenciales de este espionaje podrían cuantificarse en miles de millones de personas alrededor del mundo; además, los periódicos revelaron que cientos de líderes mundiales, incluyendo jefes de Estado e importantes empresarios, fueron o están siendo vigilados.
La información salió a la luz gracias al excontratista de la NSA y la CIA, Edward Snowden, quien copió y posteriormente filtró miles de documentos clasificados de alto secreto (top secret) mientras trabajaba para Booz Allen Hamilton, uno de los mayores contratistas militares y de inteligencia del gobierno de Estados Unidos. Los documentos extraídos por Snowden, que en conjunto superarían los 1,7 millones, además de miles de documentos secretos de las agencias de inteligencia de Estados Unidos, también contendrían miles de archivos secretos de países como Australia, Canadá o Reino Unido, gracias a su acceso a la exclusiva red Five Eyes.
Los informes pusieron al descubierto y demostraron la existencia de una compleja red de colaboración entre decenas de agencias de inteligencia de varios países con el objetivo de expandir y consolidar una vigilancia globalizada. Los informes sacaron a la luz la existencia de tratados secretos y otros acuerdos bilaterales para la transferencia masiva de metadatos, registros y otras informaciones a la Agencia de Seguridad Nacional (NSA) de Estados Unidos, que se mostró como la agencia que capitanea los esfuerzos de vigilancia. Se descubrió que la NSA opera programas secretos de vigilancia masiva como PRISM o XKeyscore.
Para la vigilancia y recogida masiva de datos las agencias han recurrido a métodos tan diversos como la introducción de software espía en aplicaciones móviles muy populares como Angry Birds o Google Maps, la ruptura de la seguridad de los sistemas operativos iOS, Android, o la violación de los cifrados de las BlackBerry. La NSA también infectó cientos de miles de redes informáticas con malware a nivel internacional e incluso espía los correos electrónicos Hotmail, Outlook o Gmail. La inteligencia internacional también vigila y almacena miles de millones de llamadas y registros telefónicos. Gracias a esto, las agencias capitaneadas por la NSA son capaces de conseguir los contactos, geolocalización, fotografías, aplicaciones o mensajes, datos que les permiten crear perfiles de prácticamente cualquier individuo, pues a partir de esto pueden deducir su modo de vida, país de origen, edad, sexo, ingresos, etc. La NSA también intercepta y almacena los datos de millones de transacciones financieras electrónicas, pudiendo tener acceso prácticamente a cualquier dato bancario. Según los documentos filtrados, las más importantes empresas de telecomunicaciones, tecnología y de Internet colaboran con la NSA de manera voluntaria o a cambio de millones de dólares para la cesión masiva de datos de sus clientes, además del acceso a sus servidores: entre estas empresas se encuentran Microsoft, Google, Apple, Facebook, Yahoo!, AOL, Verizon, Vodafone, Global Crossing o British Telecommunications.
En junio de 2013, el primero de los documentos de Snowden se publicó simultáneamente en The Washington Post y en The Guardian, lo que captó la atención de una gran cantidad de lectores. La revelación de información continuó durante todo el 2013 y los documentos fueron obtenidos y publicados posteriormente por muchos otros medios de comunicación internacionales, sobre todo por The New York Times (Estados Unidos), Der Spiegel (Alemania), la Australian Broadcasting Corporation (Australia), O Globo (Brasil), la Canadian Broadcasting Corporation (Canadá), Le Monde (Francia), L'Espresso (Italia), NRC Handelsblad (Países Bajos), Dagbladet (Noruega), El País (España) y Sveriges Television (Suecia).
De manera simultánea también se descubrió que si bien el peso de la vigilancia lo soportan países anglosajones, mediante acuerdos y tratados secretos las agencias de inteligencia de diversos países también han cooperado con Estados Unidos mediante el espionaje directo a sus propios ciudadanos o la transferencia de datos e informaciones: entre estos países se encuentran Italia, Países Bajos, España, Suiza, Suecia, Alemania, Francia o Noruega.
Como consecuencia, una coalición de diversos grupos demandaron a la NSA. Varias organizaciones de derechos humanos como Amnistía Internacional, Human Rights Watch o Transparencia Internacional presionaron a la administración Obama para que, en vez de perseguir, protegiese al informante Snowden. Edward Snowden se vio obligado a exiliarse. El 14 de junio de 2013, fiscales de los Estados Unidos acusaron, con base en la Ley de Espionaje de 1917, a Edward Snowden de espionaje y de robo de propiedad gubernamental. A finales de julio de 2013 el Gobierno de la Federación de Rusia le otorgó el derecho de asilo, lo que contribuyó al deterioro de las relaciones entre Rusia y Estados Unidos. La posibilidad de que Snowden pudiera escapar a Bolivia derivó en el conflicto diplomático entre Bolivia y Europa  de 2013. Por otra parte, el presidente Barack Obama criticó el supuesto sensacionalismo con que las revelaciones habían salido a la luz, al tiempo que defendió que «no se está espiando a la ciudadanía estadounidense» y que «Estados Unidos no posee un programa nacional de espionaje». En el Reino Unido, el gobierno conservador de David Cameron amenazó a The Guardian y le instó a que no publicara más documentos de los sustraídos. En una evaluación inicial acerca de estas revelaciones, el Pentágono determinó que Snowden cometió el mayor robo de secretos en la historia de los Estados Unidos. Sir David Omand, exdirector del GCHQ, dijo que las revelaciones de Snowden son la pérdida más catastrófica que haya tenido jamás la inteligencia británica. A raíz de esto se generó un debate aún vigente acerca de cuan responsable ha sido la información periodística para la opinión pública y la «necesidad» de esta vigilancia en contraposición al derecho a la privacidad.

## Antecedentes
Barton Gellman, periodista ganador del Premio Pulitzer que condujo la cobertura de The Washington Post acerca de las revelaciones de Snowden, resumió lo ocurrido de esta manera:

En conjunto, las revelaciones han traído a la luz un sistema de vigilancia mundial que se ha liberado de muchas de sus restricciones históricas después de los ataques del 11 de septiembre de 2001. Autoridades legales secretas facultaron a la NSA para revisar los registros telefónicos, de Internet y la localización de grandes grupos humanos.
The Washington Post

Las revelaciones pusieron a la luz detalles específicos acerca de la íntima cooperación de la NSA con instancias del gobierno federal tales como el Buró Federal de Investigaciones (FBI) y la CIA (Agencia Central de Inteligencia), además de los pagos, hasta entonces desconocidos, que había hecho la agencia a numerosos socios comerciales y a compañías de telecomunicaciones, y las relaciones hasta entonces desconocidas con socios internacionales como Gran Bretaña
Francia,
Alemania y los tratados secretos que firmaron recientemente con gobiernos extranjeros para compartir información interceptada de los ciudadanos de ambos.
Toda esta información la hizo pública la prensa de varios países durante varios meses desde junio de 2013 a partir del tesoro oculto que filtró el excontratista de la NSA Edward J. Snowden, quien obtuvo la información mientras trabajaba para Booz Allen Hamilton, uno de los mayores contratistas para defensa e inteligencia en los Estados Unidos.
George Brandis, el procurador general de Australia, aseguró que la información revelada por Snowden es el «más grave revés para la inteligencia de Occidente desde la Segunda Guerra Mundial».

### Vigilancia global
| Programas de vigilancia global | Programas de vigilancia global | Programas de vigilancia global | Programas de vigilancia global |
| Programa                       | Colaboradores o socios internacionales | Socios comerciales |                                |
| ------------------------------ | --- | --- | ------------------------------ |
| PRISM                          | - Australia: ASD/DSD - Reino Unido: Cuartel General de Comunicaciones del Gobierno (GCHQ) - Países Bajos: Algemene Inlichtingen en Veiligheidsdienst (AIVD) | - Microsoft |                                |
| Estados Unidos XKeyscore       | - Alemania: Bundesnachrichtendienst (BND) - Alemania: Bundesamt für Verfassungsschutz (BfV) - Suecia: Försvarets radioanstalt (FRA)                         | |                                |
| Reino Unido Tempora            | - Estados Unidos: Agencia de Seguridad Nacional (NSA) | - British Telecommunications (código Remedy) - Interoute (código Streetcar) - Level 3 (código Little) - Global Crossing (código Pinnage) - Verizon Business (código Dacron) - Viatel (código Vitreous) - Vodafone Cable (código Gerontic) |                                |
| Reino Unido: Muscular          | - Estados Unidos: NSA | |                                |
| Alemania Project 6             | - Estados Unidos: CIA (Agencia Central de Inteligencia) | |                                |
| Stateroom                      | - Australia: DSD - Canadá: Communications Security Establishment Canada (CSEC) - Reino Unido: GCHQ - Estados Unidos: Special Collection Service (SCS)       | |                                |
| Lustre                         | - Estados Unidos: NSA - Francia: Direction Générale de la Sécurité Extérieure (DGSE)                                                                        | |                                |

Última actualización: diciembre de 2013

### Información revelada
El tamaño exacto del paquete de documentos revelado por Snowden se desconoce, pero varios funcionarios gubernamentales han presentado las siguientes cifras aproximadas:
- Al menos 15 000 archivos de la Australian Intelligence Community, según los funcionarios de ese país;[66]

- Al menos 58 000 archivos de la inteligencia británica, según los funcionarios de ese país[67]

- Los medios manejaron la cifra de 1,7 millones de archivos de la inteligencia estadounidense, según funcionarios de ese país.[68] Sin embargo, la NSA declaró que no sabía cuantos documentos podían haber sido sustraídos, mientras que uno de los periodistas involucrados en su filtrado, Glenn Greenwald, dijo de esa cifra que era mentira y propaganda.[69]

Como excontratista de la NSA, Snowden tenía asegurado el acceso a los documentos del gobierno estadounidense y también a información clasificada relativa a varios gobiernos aliados occidentales, a través de la exclusiva alianza Five Eyes.
Snowden afirma que actualmente no posee físicamente ninguno de estos documentos, después de haber entregado todas las copias a los periodistas con quienes se reunió en Hong Kong.
Según su abogado, Snowden se ha comprometido a no liberar ningún documento mientras se halle en Rusia, y la responsabilidad de la liberación de más documentos la ha dejado en manos únicamente de los periodistas.
Hasta el 2014, los siguientes medios informativos han tenido acceso a algunos de los documentos entregados por Snowden: Australian Broadcasting Corporation, Canadian Broadcasting Corporation, Channel 4, Der Spiegel, El País, El Mundo, L'Espresso, Le Monde, NBC, NRC Handelsblad, Dagbladet, O Globo, South China Morning Post, Süddeutsche Zeitung, Sveriges Television, The Guardian, The New York Times y The Washington Post.

### Contexto histórico
En la década de 1970, el analista de la NSA Perry Fellwock (con el seudónimo «Winslow Peck») hizo pública la existencia del Acuerdo UKUSA, que conforma la base de la red ECHELON, cuya existencia fue revelada en 1988 por Margaret Newsham, empleada de Lockheed Corporation.
Meses antes de los ataques del 11 de septiembre y durante los días posteriores, el periodista y exfuncionario del MI5 británico David Shayler y el periodista James Bamford, entre otras personas, revelaron detalles acerca del aparato de vigilancia mundial, y después de ellos se presentaron otros casos:
- William Binney y Thomas Andrews Drake, empleados de la NSA, declararon que la NSA está expandiendo aceleradamente sus operaciones de vigilancia.[77][78]

- Katharine Gun, traductora que trabajaba para GCHQ, hizo público en el 2003, a través del periódico The Observer, un plan de la NSA para colocar micrófonos escondidos en las personas de los representantes de varios países ante las Naciones Unidas poco antes de la guerra de Irak (seis países cuyos votos resultaban decisivos para que la ONU aprobara la invasión estadounidense en Irak: Angola, Bulgaria, Camerún, Chile, Guinea y Pakistán). Después de su revelación, GCHQ dio por terminada la relación laboral, y el gobierno británico la acusó, el 13 de noviembre del 2003, conforme a la sección 1 de la Ley de Secretos Oficiales de 1989. El caso llegó a los tribunales el 25 de febrero de 2004; por causas que aún se desconocen, la parte acusadora no presentó evidencias, y ella quedó libre en tan solo media hora.[79][80][81][82][83][84][85][86][87][88][89]

- Clare Short, miembro del gabinete británico de mayo de 1997 a mayo de 2003, declaró en el 2004 que el Reino Unido había espiado al secretario general de la ONU Kofi Annan.[90]

- Russ Tice, empleado de la NSA, disparó la controversia acerca de la vigilancia sin garantías de la NSA después de haber dicho que la administración de George W. Bush había espiado a los ciudadanos estadounidenses sin la autorización de la corte.[91][92]

- La periodista Leslie Cauley, de USA Today, reveló en el 2006 que la NSA lleva una base de datos masiva de la llamadas telefónicas de los ciudadanos de los Estados Unidos[93]

- Mark Klein hizo pública, en el 2006, dos años después de haberse retirado de su empleo en AT&T, la existencia del llamado Room 641A (‘Cuarto 641A’), una instalación de intercepción de telecomunicaciones de la NSA que inició sus operaciones en el 2003.[94]

- Los activistas Julian Assange y Chelsea Manning revelaron en el 2011 la existencia de la industria de la vigilancia masiva[95]

- El periodista Michael Hastings publicó en el 2012 que los manifestantes del movimiento Ocupa Wall Street estaban siendo vigilados[96]

Después de las revelaciones de Edward Snowden, el Pentágono concluyó que él cometió el «robo» más grande de secretos de los Estados Unidos en la historia de ese país.
En Australia, el gobierno de coalición declaró que las filtraciones habían sido el daño más grave a la inteligencia australiana en la historia.
David Omand, exdirector del GCHQ, afirmó que los actos de Snowden habían sido «la pérdida más catastrófica jamás ocurrida a la inteligencia británica».

## Cronología

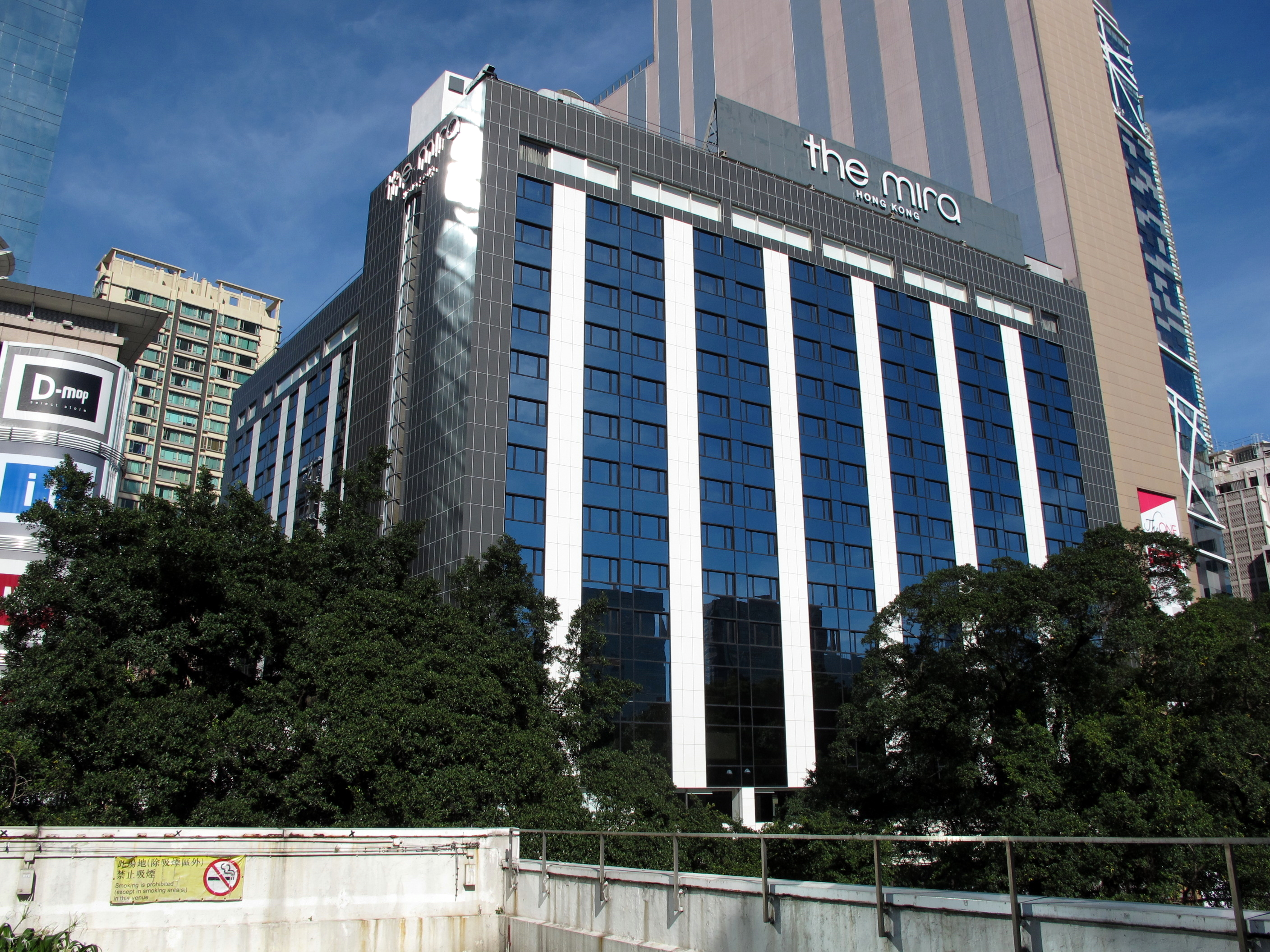
Hotel Mira de Hong Kong, en donde Edward Snowden se citó por vez primera con Glenn Greenwald, Laura Poitras y el periodista Ewen MacAskill de The Guardian

En abril de 2012, el entonces contratista de la NSA Edward Snowden comenzó a bajar documentos.
Ese año, contactó por vez primera con el periodista Glenn Greenwald, de The Guardian; en enero de 2013 contactó con la directora de cine documental Laura Poitras.

### 2013
En mayo de 2013, Snowden abandonó temporalmente su trabajo en la NSA, con el pretexto de que estaba recibiendo tratamiento para su epilepsia. Hacia finales de mayo, viajó a Hong Kong.
Greenwald, Poitras y el corresponsal de defensa e inteligencia de The Guardian, Ewen MacAskill, volaron a Hong Kong para citarse con Snowden.

#### Junio
Después de varias reuniones del editor de The Guardian en Nueva York (sus oficinas se hallan en los Estados Unidos), se decidió que Greenwald, Poitras y el corresponsal de defensa e inteligencia del periódico Ewen MacAskill volarían a Hong Kong para reunirse con Snowden. El 5 de junio, en la primera nota periodística relativa al material filtrado,
The Guardian hizo pública una orden judicial confidencial que demostraba que la NSA había recolectado grabaciones telefónicas de más de 120 millones de suscriptores de Verizon.
Según la orden, los números telefónicos de quienes participaban en las llamadas, los datos de su localización, los identificadores únicos, la hora de la llamada y la duración de la llamada eran enviados a la FBI, la que a su vez reenviaba los registros a la NSA.
Según el Wall Street Journal, la orden forma parte de un controvertido programa de datos que intenta almacenar registros de todas las llamadas realizadas en los Estados Unidos pero que no recolecta información directamente de T-Mobile US y de Verizon Wireless, en parte debido a que se trata de compañías que tienen acciones en el extranjero.
El 6 de junio de 2013, la segunda revelación en los medios, relativa al programa de vigilancia PRISM (que recolecta el correo electrónico, la voz, el texto y las conversaciones en video de extranjeros y de una cantidad desconocida de ciudadanos estadounidenses en Microsoft, Google, Yahoo, Apple y otros gigantes de la tecnología), se publicó de manera simultánea en los periódicos The Guardian y The Washington Post.

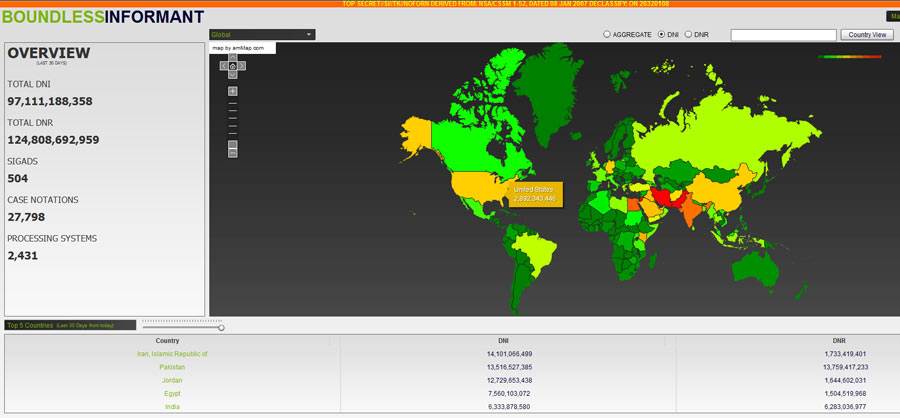
El 11 de junio del 2013 The Guardian publicó una instantánea del mapa global de la NSA de la recolección de datos electrónicos para el mes de marzo de 2013. Conocido con el nombre de Boundless Informant, la NSA lo utiliza para rastrear la cantidad de datos analizados durante periodos específicos. El esquema a colores va del verde (el menor nivel de vigilancia) hasta el amarillo y el naranja y rojo (el mayor nivel de vigilancia).

El diario Der Spiegel reveló el espionaje llevado a cabo por la NSA en múltiples misiones diplomáticas de la Unión Europea (UE) y en la sede de la Organización de las Naciones Unidas en Nueva York.
Durante episodios específicos en un lapso de cuatro años, la NSA hackeó a varias compañías chinas de telefonía celular, La Universidad China de Hong Kong y la Universidad Tsinghua en Pekín, y Pacnet, el operador asiático de redes de fibra óptica.
Únicamente Australia, Canadá, Nueva Zelanda y el Reino Unido se hallan exentos de manera explícita de los ataques de la NSA, cuyo principal blanco en la Unión Europea es Alemania.
Un método para intervenir máquinas de fax encriptadas utilizado en la embajada estadounidense se conoce con el nombre clave Dropmire.
Durante la Cumbre del G-20 de Londres, la agencia británica de inteligencia GCHQ interceptó las comunicaciones de diplomáticos extranjeros.
Además, la GCHQ ha estado interceptando y almacenando, a través de Tempora, cantidades masivas de información transmitida por fibra óptica.
Dos componentes principales de Tempora se denominan «Mastering the Internet» (MTI) y «Global Telecoms Exploitation».
Los datos permanecen tres días, y los metadatos duran treinta días.
La información recolectada por GCHQ a través de Tempora se comparte con la NSA.
Del 2001 al 2011, la NSA recolectó grandes cantidades de registros de metadatos que detallaban el uso que hacía la ciudadanía estadounidense del correo electrónico y de Internet a través de Stellar Wind, que más tarde se dio por terminada, debido a limitaciones operativas y de recursos. Fue reemplazada posteriormente por nuevos programas de vigilancia tales como ShellTrumpet, que «procesó su registro de un trillonésimo de metadatos» para finales de diciembre de 2012.
Según el Boundless Informant, se recolectaron más de 97 000 millones de datos de inteligencia durante un periodo de 30 días que finalizó en marzo de 2013. De un total de 97 000 millones de conjuntos de datos, aproximadamente 3 000 millones provenían de redes de cómputo de los Estados Unidos y alrededor de 500 millones de registros de metadatos se recolectaron de las redes alemanas.
Varias semanas después, se descubrió que el Servicio Federal de Inteligencia alemán (BND) transfiere cantidades masivas de registros de metadatos a la NSA.

#### Julio

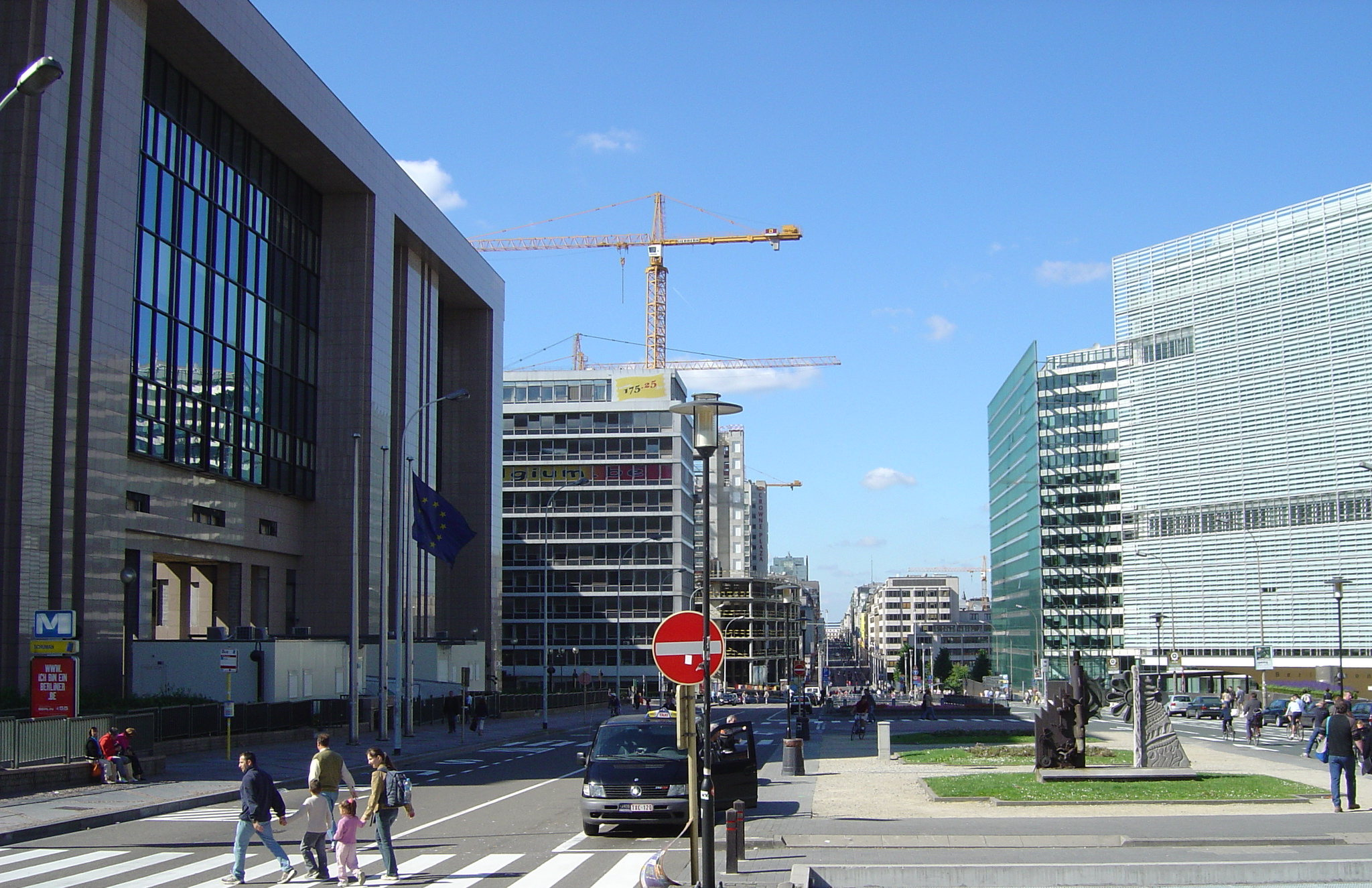
Según reveló un documento de 2010, el edificio Justus Lipsius ―sede del Consejo de la Unión Europea― fue atacado por personal de la NSA que trabajaba en una cercana oficina de la OTAN.

Según el periódico brasileño O Globo, la NSA espió millones de correos electrónicos y llamadas de ciudadanos de ese país; por otra parte, Australia y Nueva Zelanda participaron en la operación conjunta del sistema analítico global XKeyscore de la NSA.
Entre las numerosas instalaciones de los aliados occidentales que contribuyeron a XKeyscore se hallan cuatro instalaciones en Australia y una en Nueva Zelanda:
- Pine Gap, cerca de Alice Springs, Australia, es administrada parcialmente por la CIA de los Estados Unidos;[132]
- la Estación Receptora de Shoal Bay, cerca de Darwin, Australia, es dirigida por el ASD;[132]
- la Estación de Comunicaciones Satelitales para Defensa de Australia, cerca de Geraldton, Australia, es administrada por el ASD;[132]{
- HMAS Harman, fuera de Canberra, Australia, es administrado por el ASD;[132]
- la Estación Waihopai, cerca de Blenheim, Nueva Zelanda, es administrada por GCSB (Nueva Zelanda).[132]

O Globo publicó un documento de la NSA intitulado «Primary FORNSAT Collection Operations», que revelaba las localizaciones y nombres de código específicos de las estaciones de intercepción de FORNSAT en el 2002.
Según Edward Snowden, la NSA ha creado convenios secretos de inteligencia con muchos gobiernos del mundo occidental.
El FAD de la NSA está a cargo de estos convenios que, según Snowden, están organizados de tal manera que los gobiernos extranjeros pueden «aislar a sus líderes políticos» del reclamo social, en caso de que estos convenios de vigilancia global sean objeto de filtraciones.
En una entrevista publicada por Der Spiegel, Snowden acusó a la NSA de «estar íntimamente asociada con Alemania».
La NSA les dio a las agencias de inteligencia alemanas (la BND (inteligencia extranjera) y la BfV (inteligencia interior)) acceso a su controvertido sistema XKeyscore.
A cambio, la BND entregó copias de dos sistemas llamados Mira4 y Veras que, se dice, exceden las posibilidades del SIGINT en algunas áreas.
Todos los días, la BND recolecta cantidades masivas de registros de metadatos y los transfiere a la NSA a través de la Bad Aibling Station, cerca de Múnich, Alemania.
Tan solo en diciembre de 2012 la BND entregó más de 500 millones de registros de metadatos a la NSA.
En un documento fechado en enero de 2013, la NSA reconoció los esfuerzos de la BND por debilitar la legislación relativa a la privacidad:

La BND ha estado intentando influir sobre el gobierno alemán para relajar la interpretación de las leyes de privacidad y ofrecer mayores oportunidades para que se intercambie la información de inteligencia.

Según un documento de la NSA fechado en abril de 2013, Alemania se ha convertido en «el socio más productivo» de la NSA.
En un fragmento de un documento independiente filtrado por Snowden, intitulado «Success Stories» (‘historias de éxito’), la NSA reconoció los esfuerzos realizados por el gobierno alemán para acrecentar el intercambio internacional de información de la BND con sus socios:

El gobierno alemán modifica su interpretación de la ley de privacidad G-10 … para darle al BND más flexibilidad al compartir información compartida con socios extranjeros.

Además, el gobierno alemán estaba muy al tanto del programa de vigilancia PRISM mucho antes de que Edward Snowden hiciera públicos los detalles. Según Steffen Seibert, vocero de Angela Merkel, hay dos programas PRISM distintos: uno es utilizado por la NSA y el otro es utilizado por las fuerzas de la OTAN en Afganistán.
Ambos programas de vigilancia «no son idénticos».
The Guardian reveló más detalles de la herramienta XKeyscore de la NSA, que permite a los analistas del gobierno hacer una búsqueda a través de amplias bases de datos que contienen correos electrónicos, conversaciones en línea y la navegación por las historias de millones de individuos sin autorización previa.
Microsoft «desarrolló una función de vigilancia para poder trabajar» con la intercepción de conversaciones encriptadas en Outlook.com, en los cinco meses posteriores a la fecha en la que el servicio se puso a prueba. La NSA tuvo acceso a los correos Outlook.com porque «Prism recolecta estos datos antes del cifrado».
Además, Microsoft trabajó con el FBI para permitir que la NSA tenga acceso a su servicio de alojamiento de archivos SkyDrive. Un documento interno de la NSA fechado el 3 de agosto de 2012 describió el programa de vigilancia PRISM como un «deporte de equipo».
Aunque no haya razones para pensar mal de los ciudadanos estadounidenses, el Centro Nacional Antiterrorismo de la CIA está autorizado para revisar los archivos del gobierno federal en busca de posibles comportamientos criminales. Antes a la NTC se le había prohibido hacerlo, a menos que una persona fuese sospechosa de terrorismo o que estuviese relacionada con una investigación.
Snowden también confirmó que Stuxnet se desarrolló de manera conjunta por los Estados Unidos y por Israel.
En un informe no relacionado con Edward Snowden, el periódico francés Le Monde reveló que la Dirección General de Seguridad Exterior de Francia también estaba llevando a cabo actividades de vigilancia masiva, que describió como «ilegales y fuera de cualquier medida seria de control».

#### Agosto
Los documentos filtrados por Edward Snowden que fueron vistos por el Süddeutsche Zeitung (SZ) y el Norddeutscher Rundfunk revelaron que el papel de varios operadores de telecomunicaciones ha sido fundamental para ayudar a la GCHQ a tener acceso a las comunicaciones por fibra óptica. Los operadores de telecomunicaciones son:
- Verizon Business (nombre clave «Dacron»)[7][148]
- British Telecommunications (nombre clave «Remedy»)[7][148]
- Vodafone Cable (nombre clave «Gerontic»)[7][148]
- Global Crossing (nombre clave «Pinnage»)[7][148]
- Level 3 (nombre clave «Little»)[7][148]
- Viatel (nombre clave «Vitreous»)[7][148]
- Interoute (nombre clave «Streetcar»)[7][148]

A cada uno de ellos se le asignó el área específica de la red de fibra óptica de la que estaba a cargo. Las siguientes redes han sido infiltradas por la GCHQ: TAT-14 (Europa-Estados Unidos), Atlantic Crossing 1 (Europa-Estados Unidos), Circe South (Francia-Reino Unido), Circe North (Países Bajos-Reino Unido), FLAG Atlantic-1, FLAG Europa-Asia, SEA-ME-WE 3 (Sudeste Asiático-Medio Oriente-Europa Occidental), SEA-ME-WE 4 (Sudeste Asiático-Medio Oriente-Europa Occidental), Solas (Irlanda-Reino Unido), UK-France 3, UK-Netherlands 14, el sistema de cable ULYSSES (Europa-Reino Unido), Yellow (Reino Unido-Estados Unidos) y el sistema de cable PEC (Pan European Crossing).
Las compañías de telecomunicaciones que participaron se vieron «obligadas» a hacerlo y «no podían decidir en el asunto».
Algunas de las compañías recibieron posteriormente un pago de GCHQ por su participación en la infiltración de los cables. Según el Süddeutsche Zeitung, GCHQ tiene acceso a la mayoría de los mensajes en Internet que circulan por toda Europa, puede escuchar las llamadas telefónicas, leer los correos electrónicos y los mensajes de texto, ver los sitios web que están visitando los usuarios en Internet en todo el planeta. También puede retener y analizar casi todo el tráfico de Internet.
GCHQ está recolectando toda la información transmitida hacia y desde el Reino Unido y el norte de Europa a través del cable de telecomunicaciones SEA-ME-WE 3. La División de Seguridad e Inteligencia (SID) de Singapur coopera con Australia para tener acceso y compartir comunicaciones llevadas a cabo por el cable SEA-ME-WE-3. La ASD) también está asociada con agencias de inteligencia británicas, estadounidenses y de Singapur para intervenir cables de telecomunicaciones submarinos de fibra óptica que vinculan a Asia, al Medio Oriente y que transmiten gran parte del tráfico de Internet y telefónico internacional de Australia.
Estados Unidos tiene un sistema de vigilancia y espionaje de alto secreto conocido como SCS (Special Collection Service: Servicio de Recogida Especial) que opera en más de 80 consulados y embajadas de Estados Unidos en todo el mundo.
La NSA hackeo el sistema de videoconferencia de las Naciones Unidas (ONU) en el verano de 2012, en una clara violación de los acuerdos de la ONU.
La NSA no solo ha estado interceptado las comunicaciones de estadounidense en el extranjero que estén en contacto directo con extranjeros, sino que también posee grandes cantidades de correos electrónicos y comunicaciones procedentes de estadounidenses de tanto dentro como fuera de Estados Unidos que estén en contacto con extranjeros vigilados.
La NSA también espió a la cadena Al Jazeera y sus sistemas de comunicación interna.
Se estima que gracias a la red de vigilancia que posee la NSA, el gobierno de Estados Unidos tiene acceso a aproximadamente el 75% de todo el tráfico de Internet en Estados Unidos.
Los organismos policiales del país utilizan herramientas empleadas por piratas informáticos para obtener información de sus sospechosos.
Una auditoría interna de la NSA de mayo de 2012 identificó un total de 2776 incidentes, es decir, se detectaron 2776 violaciones de las normas u órdenes judiciales en materia de vigilancia de estadounidenses y extranjeros residentes en Estados Unidos desde abril de 2011 a marzo de 2012. Los funcionarios salieron al paso de las críticas insistiendo en que estos «errores» no son intencionados.
El tribunal FISA, que se supone, debe supervisar desde un punto de vista crítico los vastos programas de espionaje y vigilancia del gobierno de Estados Unidos, ha ido limitando sus funciones y tiene que confiar en la información del propio gobierno.
Una sentencia jurídica desclasificada del 21 de agosto de 2013 reveló que la NSA interceptó durante tres años un máximo de 56 000 comunicaciones electrónicas anuales de estadounidenses que no eran sospechosos de estar vinculados con el «terrorismo». El tribunal encargado de supervisar estas actividades, el FISC (United States Foreign Intelligence Surveillance Court: Tribunal de Vigilancia de Inteligencia Extranjera de Estados Unidos), encontró, en 2011, que estas operaciones eran inconstitucionales.
Bajo el llamado proyecto Corporate Partner Access, los principales proveedores de telecomunicaciones de Estados Unidos reciben cada año cientos de millones de dólares procedentes de la NSA.
La cooperación voluntaria entre la agencia y los proveedores de comunicaciones mundiales empezó en la década de 1970 bajo el nombre en clave BLARNEY.
Una carta redactada por el gobierno de Barack Obama dirigida al Congreso para informar sobre los programas de recogida masiva de datos del gobierno, fue retenida por los legisladores que conforman la Comisión Permanente Selecta sobre Inteligencia de la Cámara de Representantes (United States House Permanent Select Committee on Intelligence) en los meses previos a la votación clave que decidiría el futuro de estas actividades.
La NSA pagó al GCHQ más de 100 millones de libras entre 2009 y 2012 a cambio de la colaboración del GCHQ (must pull its weight and be seen to pull its weight...).
Varios documentos que hacen referencia a estos hechos señalan que las lagunas legales que existen en las leyes británicas son explotadas por el GCHQ en nombre de la NSA a cambio de dinero, lo que los documentos llaman «un punto de venta» (a selling point). El GCHQ británico está desarrollando tecnologías «que le permitan acceder a cualquier móvil en cualquier momento». La NSA tiene una puerta trasera en las bases de datos de todas las grandes empresas de Internet, lo que le permite acceder a correos electrónicos y llamadas de los ciudadanos estadounidenses sin que exista una orden judicial.

La Agencia de Seguridad Nacional (NSA) hackeó los sistemas informáticos de reserva de billetes de vuelo de la compañía rusa Aeroflot

La Junta de Supervisión de Privacidad y las Libertades Civiles (The Privacy and Civil Liberties Oversight Board) instó a los jefes de inteligencia de Estados Unidos a elaborar directrices más duras sobre la vigilancia y el espionaje interno, pues algunas de estas normas no se han actualizado en los últimos 30 años.
Los analistas estadounidenses, usando el enorme poder de las agencias de espionaje, han roto deliberadamente las leyes diseñadas para evitar el espionaje a estadounidenses, que tratan de proteger la privacidad de los usuarios.
Después de que el Tribunal de Vigilancia de Inteligencia Extranjera de los Estados Unidos dictaminara en octubre de 2011 que algunas de las actividades de la NSA eran inconstitucionales, la agencia pagó millones de dólares a las principales compañías de Internet para cubrir costes adicionales y posibles multas por su participación en el programa de vigilancia masiva PRISM.
El gobierno británico, como parte de su llamado IMP (Interception Modernisation Programme: Programa de Modernización de Intercepción), está desarrollando un proyecto de vigilancia masiva llamado MTI (Mastering the Internet: ‘dominación de Internet’). La operación consiste en la inserción de miles de DPI (deep packet inspection: ‘inspección profunda de paquete’) en los servidores de los proveedores de red, según lo revelado por los medios británicos en 2009.
En 2013, los papeles de Snowden revelaron que la NSA había ayudado financieramente al desarrollo del proyecto con 17,2 millones de libras y que el sistema era capaz de «aspirar» la señal de hasta 200 cables de fibra óptica en cualquier punto físico de entrada en Reino Unido.

#### Septiembre

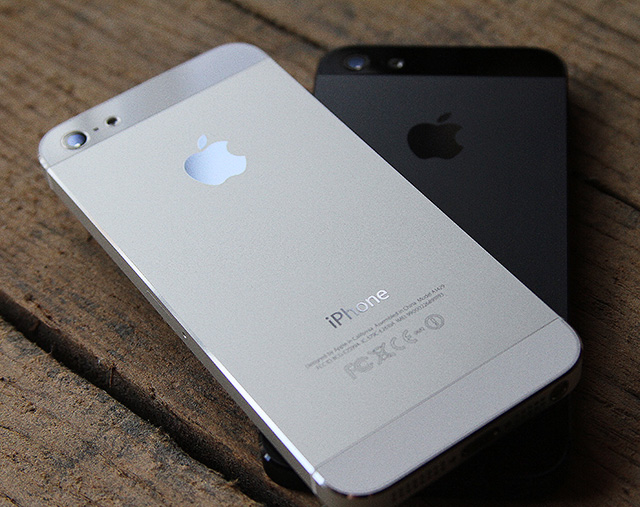
Según documentos vistos por Der Spiegel, la NSA tiene acceso a diversas funciones de los teléfonos inteligentes, como la geolocalización; resalta el caso de los iPhone de Apple, aunque otros como las Blackberry tampoco están «libres».

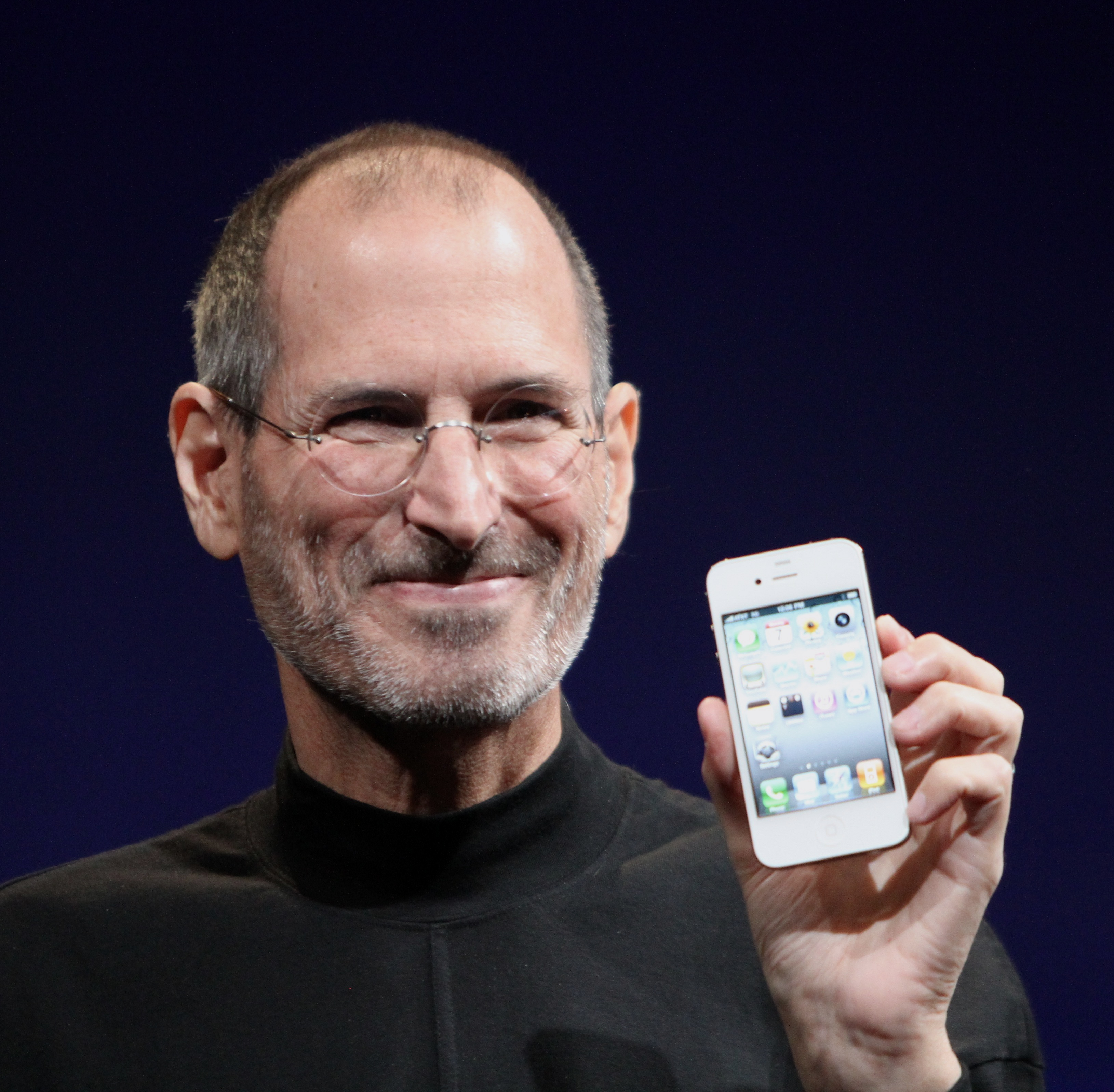
La NSA describía a Steve Jobs como un Gran Hermano, ya que la agencia tiene acceso a sus productos y puede violar fácilmente su privacidad (lo demostraba enseñando una foto robada del móvil de un talibán afgano).

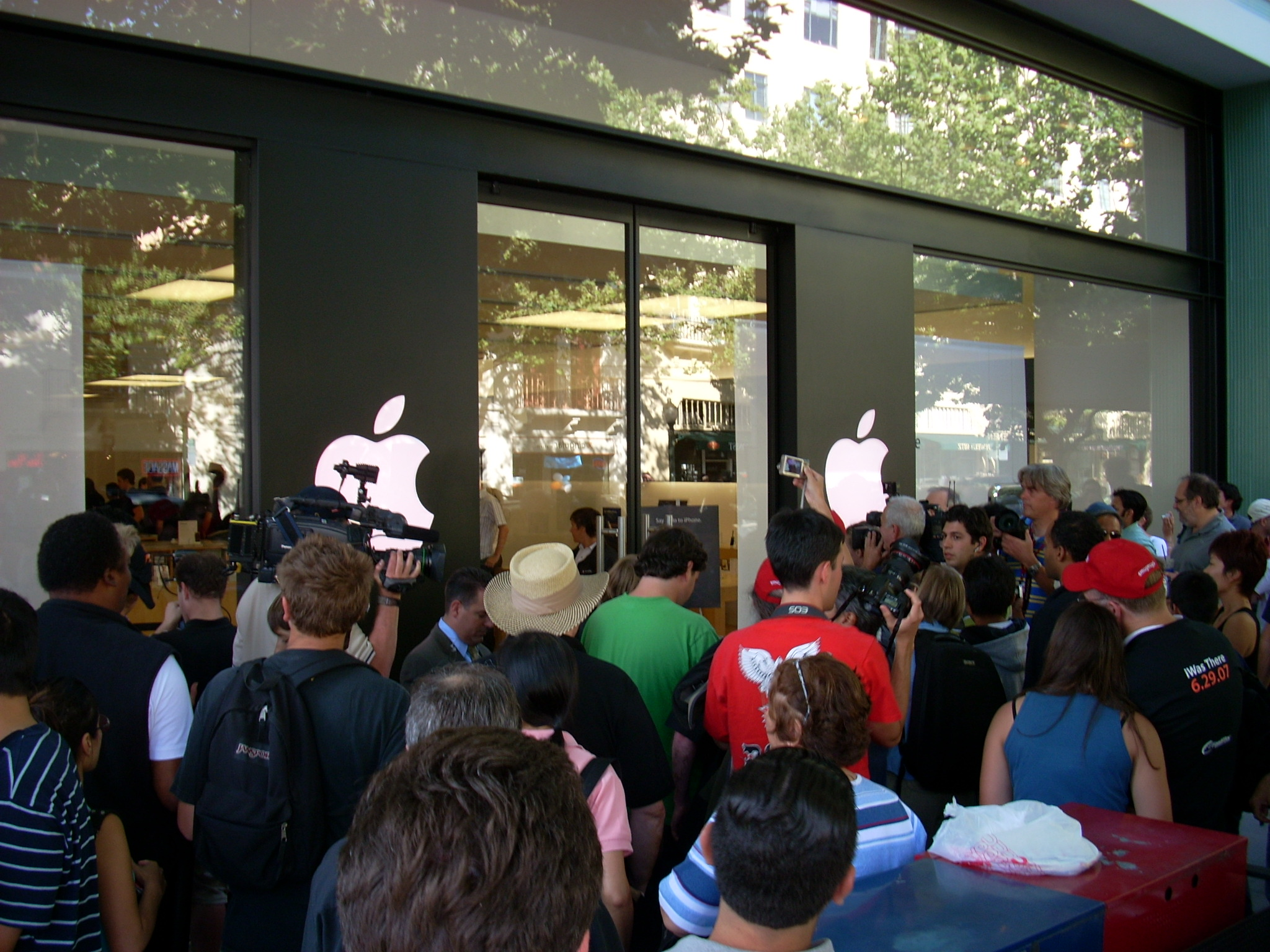
En una de sus presentaciones secretas, la NSA se burlaba de los usuarios de iPhone, al ironizar con que ellos son los causantes o cómplices de su propia vigilancia al comprar estos móviles.

La NSA se jactaba de su capacidad de vigilancia mundial y en uno de sus documentos se comparaba con el libro 1984 de George Orwell («Who knew in 1984... that is would be big brother... and the zombies would be paying customers») y la icónica publicidad de Apple de la final de la Super Bowl del año 1984, que también hacía referencia al libro.

The Guardian y The New York Times informaron, a partir de los documentos filtrados, que la NSA ha estado colaborando con las empresas tecnológicas como parte de un agresivo esfuerzo multifacético para romper los cifrados incorporados en los software comerciales. También salió a la luz que el GCHQ tiene un equipo dedicado a formar «grietas» en el tráfico de datos de Hotmail, Google, Yahoo! y Facebook.
Israel, Suecia e Italia colaboran con las agencias de inteligencia estadounidenses y británicas. Con la firma de un tratado secreto bajo el nombre en código Lustre, las agencias de inteligencia francesas transfirieron millones de registros y metadatos a la NSA.
En el año 2011, la Administración de Barack Obama consiguió en secreto el permiso del Tribunal de Vigilancia de Inteligencia Extranjera para quitar las restricciones a la vigilancia de llamadas y correos electrónicos pon parte de la NSA, lo que permite a la agencia reunir de manera sistemática enormes depósitos de datos de estadounidenses. Las búsquedas para la recolección de datos se realizan en virtud de un programa de vigilancia autorizado en 2008 por el Congreso bajo la sección 702 de la Ley de Vigilancia de Inteligencia Extranjera. Esto permite espiar a estadounidenses sin autorización de los tribunales si existe «una causa probable de que la persona se comunique con terroristas, espías o potencias extranjeras». El FISC extendió el período de tiempo que la NSA tiene permitido retener las comunicaciones interceptadas de cinco años a seis años, con una prórroga adicional si son por razones de inteligencia o de contrainteligencia extranjera. Ambas medidas se llevaron a cabo sin debate público o una autoridad expresa del Congreso.
La agencia de inteligencia alemana, la Bundesverfassungsschutz (BfV), transfiere de manera sistemática, datos personales de residentes en Alemania a la NSA, la CIA y otros siete miembros de la Comunidad de Inteligencia de Estados Unidos a cambio de otras informaciones y software de espionaje.

Una rama especial de la NSA, llamada FTM (Follow the Money: ‘rastrea el dinero’), supervisa los pagos internacionales, transacciones bancarias y a través de tarjetas de crédito y compras y ventas en línea; todos estos datos son recogidos y almacenados en una base de datos financiera a cargo de la propia NSA conocida como Tracfin.
La NSA supervisó las comunicaciones de la presidenta de Brasil, Dilma Rousseff, y sus principales colaboradores. La agencia también espió al gigante petrolero brasileño estatal Petrobras, así como a diplomáticos franceses, y tuvo acceso a la red privada del Ministerio de Asuntos Exteriores de Francia, la red SWIFT.
En los Estados Unidos, la NSA utiliza el análisis de los registros de llamadas telefónicas y mensajes de correo electrónico de los ciudadanos para crear representaciones gráficas sofisticadas acerca de sus conexiones sociales que pueden identificar a sus socios, sus localizaciones en momentos específicos, sus compañer@s de viaje y otros datos personales.
La NSA comparte de manera rutinaria información de inteligencia con Israel sin eliminar previamente datos acerca de los ciudadanos estadounidenses.
En un esfuerzo cuyo nombre clave es GENIE, los especialistas de cómputo pueden controlar redes de cómputo extranjeras usando «implantes encubiertos», una forma de malware transmitido de manera remota con decenas de miles de dispositivos al año.
Conforme las ventas mundiales de los teléfonos inteligentes comenzaron a superar las de los teléfonos móviles tradicionales, la NSA decidió aprovechar el éxito de los primeros. Esto resulta especialmente ventajoso porque el teléfono inteligente combina muchísimos datos que podrían interesar a un servicio de inteligencia como, por ejemplo, los contactos sociales, el comportamiento de los usuarios, sus intereses, su localización, sus fotografías y los datos (número de cuenta y contraseñas) de su tarjeta de crédito.
Un informe interno de la NSA fechado en el 2010 reveló que a la agencia «le preocupaba la rápida propagación y desarrollo de los teléfonos inteligentes, lo que complicaba el análisis objetivo tradicional de la información».
Según el documento, la NSA tiene grupos de trabajo dedicados a estudiar y descifrar los distintos modelos y sistemas. Los modelos, marcas o sistemas para los que existen estos grupos de trabajo incluyen los iPhone de Apple y su sistema operativo iOS o el sistema operativo de Google, Android.
Mientras que la NSA se encarga de los anteriormente mencionados, el GCHQ británico posee un equipo dedicado a estudiar y descifrar las BlackBerry.
Bajo el título «iPhone capability», se descubrió que la NSA tenía pequeños programas conocidos como scripts que permitían a la agencia vigilar a los usuarios de las distintas versiones del sistema iOS (en aquel momento la versión iOS 3 era la más reciente), su geolocalización, notas de voz, fotos y otras aplicaciones como Google Earth, Facebook o Yahoo! Messenger.
Der Spiegel filtró una presentación de la NSA de septiembre de 2009 acerca de cómo la agencia tenía acceso a los sistemas de los iPhone (véanse aquí)

#### Octubre

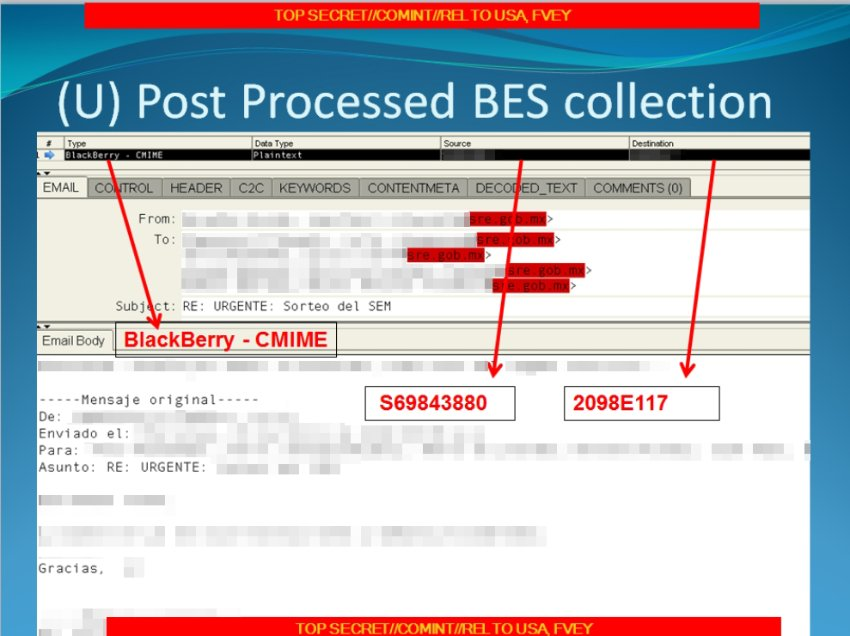
Presentación de la NSA sobre los móviles BlackBerry en la que se lee: «Your target is using a BlackBerry? Now what?» (‘¿tu objetivo está utilizando una BlackBerry? ¿Y ahora qué?’). Esta diapositiva muestra un correo electrónico enviado por el gobierno mexicano a una BlackBerry y que fue interceptado por la NSA

El 4 de octubre del 2013 The Washington Post y The Guardian informaron de manera conjunta acerca de los repetidos intentos de la NSA y el GCHQ para espiar a usuarios anónimos de Internet quienes se han estado comunicando en secreto a través de la red Tor (The Onion Router). Varias de estas operaciones de vigilancia incluyen la implantación de códigos malignos en las computadoras de los usuarios de Tor que visiten sitios web específicos. La NSA y el GCHQ han logrado bloquear el acceso a esta red anónima, desviando a los usuarios de Tor hacia canales inseguros. Las agencias gubernamentales también pudieron descubrir la identidad de algunos usuarios anónimos de Internet.
La Communications Security Establishment Canada (CSEC: ‘Dirección de Seguridad en las Comunicaciones de Canadá’) ha estado utilizando un programa llamado Olympia para registrar las comunicaciones del Ministerio de Minas y Energía de Brasil: los metadatos de las llamadas telefónicas y los mensajes de correo electrónico que envía y recibe este ministerio.
El gobierno federal de Australia sabía acerca del programa de vigilancia PRISM meses antes de que Edward Snowden hiciera públicos los detalles.
La NSA monitoreó la cuenta pública de correo electrónico del entonces presidente mexicano Felipe Calderón Hinojosa (con lo que tuvo acceso a las comunicaciones de miembros de alto rango de su gabinete), los mensajes de correo electrónico de varios miembros de alto rango de las fuerzas de seguridad de ese país y los mensajes de texto y de teléfono móvil del expresidente Enrique Peña Nieto.
La NSA trata de recolectar los números telefónicos fijos y móviles -obteniéndolos a menudo a través de diplomáticos estadounidenses- del mayor número posible de funcionarios extranjeros. El contenido de las llamadas telefónicas se almacena en bases de datos de computadoras que pueden ser analizadas con regularidad utilizando palabras clave.
La NSA monitorea o monitoreó las conversaciones telefónicas de 35 líderes mundiales.
A finales de marzo de 2014, salió a la luz que la agencia había espiado a un total de 122 líderes de todo el mundo. La primera vez que el gran público fue consciente de esta situación fue el 28 de octubre de 2013, con un artículo del Wall Street Journal que relataba que una auditoría interna del gobierno estadounidense había arrojado la cifra de 35 líderes espiados.
Por su parte, el GCHQ trató de mantener en secreto sus programas de vigilancia masiva pues temía «un debate público dañino» que condujera a acciones legales contra la agencia y sus actividades.
The Guardian reveló que la NSA empezó a monitorizar las conversaciones telefónicas de estos líderes después de que los números de teléfono le fueran facilitados gracias a un funcionario de otro departamento del gobierno estadounidense. Un memorando confidencial de la NSA animaba a altos funcionarios de la Casa Blanca, el Estado y el Pentágono a «compartir sus agendas electrónicas», lo que permitiría a la agencia tener acceso a los números de teléfono de los principales políticos o empresarios extranjeros de todo el mundo y así implementar sus sistemas de vigilancia. Como reacción a estas noticias, Angela Merkel, canciller de Alemania, en una cumbre entre la Unión Europea y Estados Unidos acusó a este último de «abuso de confianza», diciendo que «debemos confiar en nuestros aliados y socios, pero el espionaje entre amigos no es en absoluto aceptable sin importar de quien venga o contra quien vaya, y esto se debe aplicar a todos los ciudadanos de Alemania».
La NSA también se dedicó a recoger en 2010 datos sobre la ubicación de móviles de estadounidenses «comunes y corrientes», pero más tarde suspendió esta actividad por su «bajo valor operativo».
Según el programa británico de vigilancia Muscular, la NSA y el GCHQ se han descompuesto en las principales ligas de comunicaciones que conectan los centros de datos de Yahoo y de Google en todo el planeta y ganó así la habilidad de recolectar metadatos y contenido a voluntad a partir de cientos de millones de cuentas de usuarios.
El teléfono móvil de Angela Merkel fue vigilado por la inteligencia estadounidense.
Según Der Spiegel, esta vigilancia empezó en el 2002 y finalizó en el verano de 2013, justo cuando comenzaron las filtraciones sobre la vigilancia mundial.
En cambio The New York Times informó que Alemania tenía pruebas que demostrarían que la vigilancia a Merkel habría comenzado durante el mandato de George W. Bush, o sea, en algún momento entre el año 2000 y 2008. Después de enterarse de las prácticas de espionaje a su persona, Merkel comparó las prácticas de la NSA con la ya desaparecida Stasi.
El 31 de octubre de 2013, Hans-Christian Ströbele, miembro del Bundestag alemán, se reunió con Snowden en Moscú y declaró la disposición del antiguo contratista a informar al gobierno alemán sobre el espionaje de la NSA.
Estados Unidos posee un programa de recolección de señales altamente sensible conocido como Stateroom (‘camarote’), que permite la intercepción de señales de radio, telecomunicaciones y el tráfico de Internet. Se enmarca fuera de las operaciones conjuntas de la alanza Five Eyes y se utiliza en numerosos lugares de todo el mundo. El programa se utiliza en las misiones diplomáticas de Estados Unidos y es ejecutado por la NSA, la CIA y un grupo de empresas colaboradoras, este grupo se denomina Servicio de Recogida especial (SCS). Sus miembros trabajan de incógnito en áreas protegidas por el derecho internacional como embajadas y consulados, donde al acreditarse como diplomáticos disfrutan de privilegios especiales. Bajo esta protección, son capaces de espiar sin prácticamente trabas. Se descubrió que, por ejemplo, el SCS utiliza la embajada de Estados Unidos en Berlín, que está cerca de la Puerta de Brandeburgo, para vigilar las comunicaciones del distrito gubernamental de Alemania, de su sede de gobierno y de su parlamento.
Dentro del programa Stateroom, Australia opera instalaciones clandestinas para la vigilancia y la intercepción de llamadas telefónicas en gran parte del continente asiático.
En Francia la NSA ha dirigido sus actividades de vigilancia a personas del mundo de los negocios, políticos y funcionarios de la administración del Estado francés.
La ejecución sobre el terreno de los planes de vigilancia corrieron (o corren) a cargo de las agencias de inteligencia francesas en nombre de la NSA.
La cooperación entre Francia y la NSA fue confirmada por el director de la NSA, Keith B. Alexander, quien aseguró que los servicios de inteligencia extranjeros recogían registros telefónicos en «zonas de guerra» y «otras áreas fuera de nuestras fronteras» y luego las compartían con la NSA.
El periódico francés Le Monde también reveló nuevas diapositivas de PRISM y Upstream (Ver páginas 4, 7 y 8) procedentes de la presentación «PRISM/US-984XN Overview».
En España, la NSA intercepta y espía millones de conversaciones telefónicas, mensajes de texto y correos electrónicos de millones de españoles, además de vigilar a numerosos miembros del gobierno, al menos hasta el momento en que Snowden filtró los distintos documentos. Solo entre el 10 de diciembre de 2012 y el 8 de enero de 2013, una franja de 29 días, la NSA recogió los metadatos de 60 millones de llamadas telefónicas realizadas en España.
De acuerdo con los documentos filtrados por Snowden, la vigilancia los ciudadanos españoles se realiza de forma conjunta por la NSA en colaboración con las propias agencias de inteligencia de España, como el CNI.

#### Noviembre

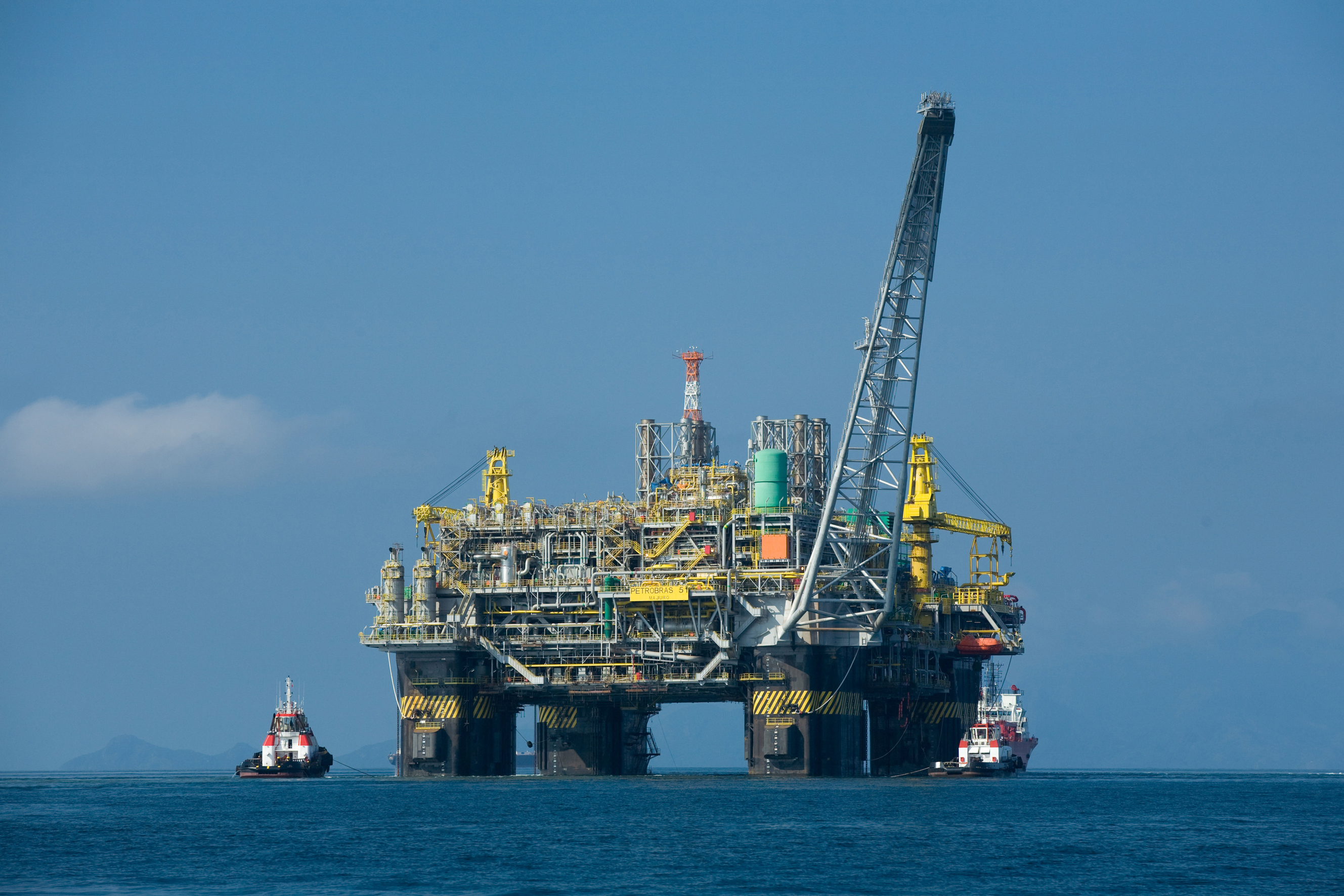
Para el gobierno de Estados Unidos el gigante petrolero del Estado brasileño, Petrobrás, es un "objetivo prominente". La NSA espió a la compañía.

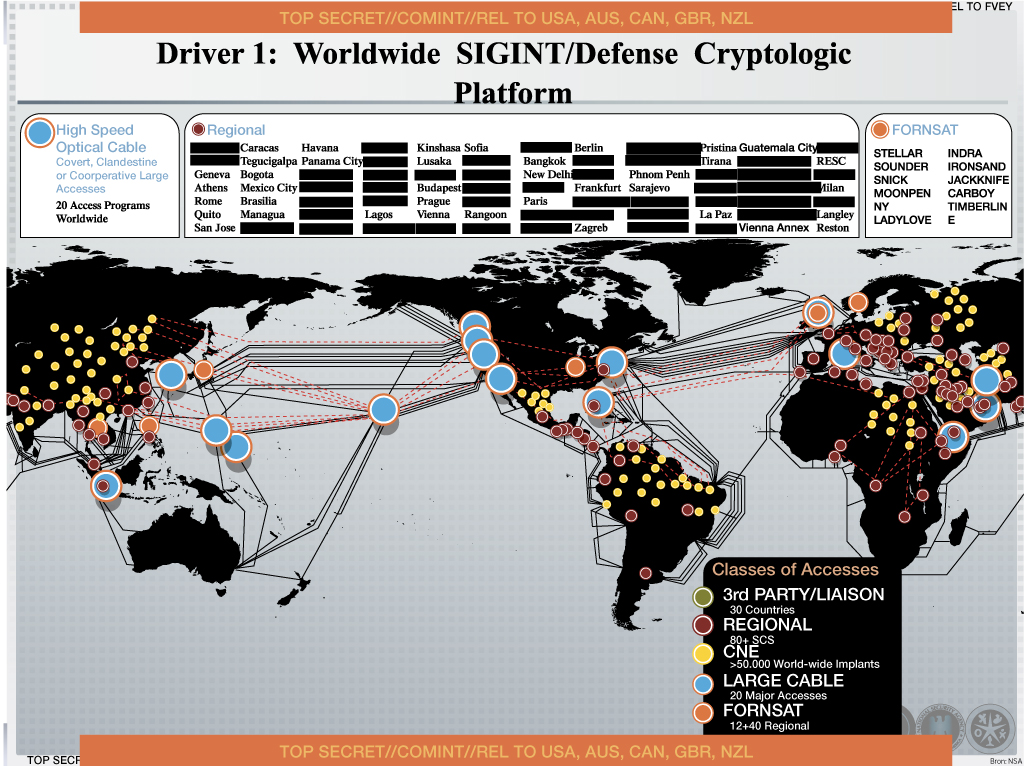
El 23 de noviembre de 2013, el diario neerlandés NRC Handelsblad publicó una presentación secreta de la NSA, filtrada por Snowden, donde se muestran las cinco «clases de acceso» que la NSA utiliza en sus operaciones mundiales de inteligencia. Estas son las cinco «clases de acceso»:
3rd PARTY/LIAISON: datos proporcionados por los socios internacionales de la NSA; se enmarcan dentro del Acuerdo UKUSA, a estos socios se les conoce como «terceros».
REGIONAL: se refiere a más de 80 servicios regionales especiales de recolección (SCS). Al parecer el SCS es un programa secreto financiado con fondos no declarados o de dudosa procedencia operado por la NSA y la CIA, con centros de operaciones en muchas ciudades como Atenas, Bangkok, Berlín, Brasilia, Budapest, Frankfurt, Ginebra, Lagos, Milán, Nueva Delhi, París, Praga, Viena y Zagreb, además de otros lugares como América Central, la Península arábiga, el este de Asia y Europa Continental.
CNE: abreviatura de Computer Network Exploitation. El PDF revelaba que la NSA utilizaba un sofisticado malware que infectó más de 50 000 redes. El malware tenía la capacidad de permanecer oculto durante años, pudiendo ser activado en cualquier momento para comenzar la recopilación masiva de información confidencial. Según las revelaciones, el malware habría sido desarrollado por Tailored Access Operations (TAO), uno de los departamentos de élite de la NSA que emplea a un millar de hackers altamente cualificados. Sus centros de dirección se localizan en Brasil, China, Egipto, India, México, Arabia Saudí y algunos países de Europa del Este.
LARGE CABLE: los 20 principales puntos de acceso, la mayoría de ellos ubicados en Estados Unidos.
FORNSAT: abreviatura de Foreign Satellite Collection (colección de satélites extranjeros). Se refiere a los datos que la NSA interceptaba de una serie de satélites espaciales de países como Gran Bretaña, Noruega, Japón y Filipinas.

The New York Times informó que la NSA puso en marcha la llamada Operación Dreadnought para espiar al ayatolá y líder iraní Alí Jamenei. Durante una visita de este al Kurdistán iraní, la agencia, en colaboración con el GCHQ y la Agencia Nacional de Inteligencia-Geoespacial de Estados Unidos, interceptó comunicaciones de radio entre las aeronaves y los aeropuertos de destino, además, examinó la delegación de Jamenei a través de imágenes de satélite y radares de instalaciones militares. Según las informaciones, el objetivo de la operación era que las agencias fueran capaces de distinguir y filtrar las comunicaciones de Jamenei del resto de iraníes.
Una historia similar sucedió en operación de nombre en clave Ironavenger, donde la NSA interceptó correos electrónicos procedentes de países aliados de Estados Unidos y con destino a países «adversarios». Los correos aliados llevaban un malware que la NSA utilizó para reunir documentos, claves y credenciales pertenecientes a países enemigos.
Según el diario británico The Independent, la agencia de inteligencia británica GCHQ tiene un puesto de escucha en la azotea de la embajada británica en Berlín capaz de interceptar las llamadas desde teléfonos móviles, datos wi-fi y comunicaciones de larga distancia de toda la capital de Alemania, incluyendo los edificios del gobierno adyacentes como el Reichstag (sede del Parlamento alemán) y la Cancillería (sede del jefe de gobierno de Alemania) agrupadas en torno a la Puerta de Brandeburgo.
Operando bajo el nombre en clave Quantum Insert, el GCHQ creó una página web falsa haciéndose pasar por LinkedIn, la famosa red social para profesionales, en un esfuerzo para instalar software espía en las computadoras de la operadora de telecomunicaciones Belgacom.
También fue atacada la sede de la OPEP por infiltrados de la NSA y el GCHQ, infectando las computadoras de nueve empleados y vigilando al Secretario General de la OPEP.
Desde el año 2010, el GCHQ ha estado utilizando un sistema automatizado de control, cuyo nombre en clave es Royal Concierge, para infiltrarse en los sistemas informáticos de al menos 350 hoteles de lujo de todo el mundo con el fin de buscar, analizar y detectar reservas de diplomáticos y funcionarios gubernamentales.
Las primeras pruebas, en 2010, consisteron en descubrir los planes de viaje de una serie de diplomáticos. Este sistema se complementa con métodos de vigilancia tradicionales, como espías humanos (HUMINT). Otras operaciones encubiertas incluyen la vigilancia de los teléfonos de las habitaciones, máquinas de fax, y el seguimiento de las computadoras conectados a las redes de los hoteles.
En noviembre de 2013, la Australian Broadcasting Corporation y el diario The Guardian revelaron que la Australian Signals Directorate (DSD) había intentado espiar las conversaciones telefónicas privadas del presidente de Indonesia y su esposa. El ministro de Relaciones Exteriores de Indonesia, Marty Natalegawa, confirmó que él y el presidente se habían comunicado con el embajador en Canberra. Natalegawa dijo que cualquier vigilancia de los teléfonos personales de los políticos de Indonesia «viola todas las leyes e instrumentos legales que se me ocurren, tanto de Indonesia, como de Australia o a nivel internacional».
Otros políticos indonesios de alto rango que fueron o intentaron ser vigilados por el DDS, están:
| - Boediono (Vicepresidente) - Jusuf Kalla (exvicepresidente) - Dino Patti Djalal (embajador de Indonesia en Estados Unidos) - Sri Mulyani Indrawati (ex Ministro de Finanzas y actual jefe del Banco Mundial) | - Andi Mallarangeng (portavoz del gobierno) - Hatta Rajasa (Secretario de Estado) - Widodo Adi Sutjipto (ex comandante en jefe de las fuerzas armadas) - Sofyan Djalil (asesor «senior» del gobierno) |

Bajo el título 3G impact and update, una presentación de alto secreto filtrada por Snowden reveló los intentos de la CIA y el DDS para seguir el ritmo de avance y penetración de la tecnología 3G en Indonesia y todo el sudeste asiático. Junto a la leyenda ASD/DDS, colocada en la parte inferior de la página, se puede leer: «Reveal their secrets—protect our own» (‘revelar los secretos de ellos, proteger a los nuestros’).
En virtud de un acuerdo secreto aprobado por funcionarios de inteligencia británico, la NSA almacena y analiza los registros de Internet de los ciudadanos del Reino Unido desde 2007. La NSA también propuso ya en 2005 distintos procedimientos para espiar a los británicos y ciudadanos de otras naciones de la alianza Cinco Ojos, aun cuando gobiernos de los países socios se negaron explícitamente a autorizar estas actividades de Estados Unidos. Según la propuesta, los países no debían ser informados de la vigilancia ni de sus procedimientos.
Hacia finales de noviembre, The New York Times publicó un informe interno que describía todos los esfuerzos de la NSA y las demás agencias para ampliar sus capacidades de vigilancia.
El documento, de cinco páginas, afirma que las leyes de Estados Unidos no se han actualizado conforme a las necesidades de la NSA y sus actividades de vigilancia masiva. La NSA describía, en 2013, que la era de la información y el avance de Internet y otras tecnologías, como los teléfonos inteligentes, son «la edad de oro» de la inteligencia de señales y que además hay razones para el optimismo sobre nuevas legislaciones favorables a la vigilancia; en palabras de la propia NSA:

Nuestra cultura del cumplimiento es lo que ha permitido al pueblo estadounidense confiar en la NSA y las autoridades, cuyo trabajo no se verá comprometido a pesar de tantas exigencias y los agresivos ataques contra las autoridades.

En un informe titulado SIGNT Strategy 2012–2016, se reveló que Estados Unidos está tratando de influir en el «mercado mundial de encriptación comercial» a través de «relaciones comerciales», haciendo hincapié en la necesidad de «revolucionar» el análisis y recopilación de datos para «aumentar radicalmente el impacto operativo».
El 23 de noviembre de 2013, el diario neerlandés NRC Handelsblad informó que los Países Bajos habían estado bajo la lupa de las agencias de inteligencia de Estados Unidos durante más de 20 años desde el final de la Segunda Guerra Mundial, concretamente entre 1946 y 1968. Estas operaciones de inteligencia también se dedicaron a interceptar comunicaciones de países europeos vecinos, como Bélgica, Francia, Alemania Occidental y Noruega, todos aliados de Estados Unidos.
El periódico también informó que la NSA infectó más de 50 000 redes de ordenadores por todo el mundo, a menudo en secreto y con la colaboración de las autoridades locales, con un software espía malicioso diseñado para el robo de información «sensible».

#### Diciembre
De acuerdo con los documentos filtrados por Snowden, la Australian Signals Directorate, antes llamada Defence Signals Directorate, ofreció compartir información sobre los ciudadanos australianos con los demás organismos de inteligencia de los países de UKUSA. Los datos compartidos con estos países extranjeros habrían sido a granel, es decir, sin que previamente hubiera existido alguna selección previa; además los datos contenían información médica, legal o religiosa (privada) de los ciudadanos.
The Washington Post reveló que la NSA ha estado rastreando la ubicación de teléfonos móviles en todo el mundo gracias a los cables que conectan las redes móviles a nivel mundial y que dan servicio a los teléfonos celulares de Estados Unidos, así como a los extranjeros. En este proceso, la NSA recoge diariamente más de 5000 millones de registros sobre ubicaciones. Esto permite a los analistas de la NSA mapear los movimientos de los propietarios de los teléfonos mediante sus patrones de movimiento, a la vez que los datos son cruzados con miles o millones de datos de otros usuarios.

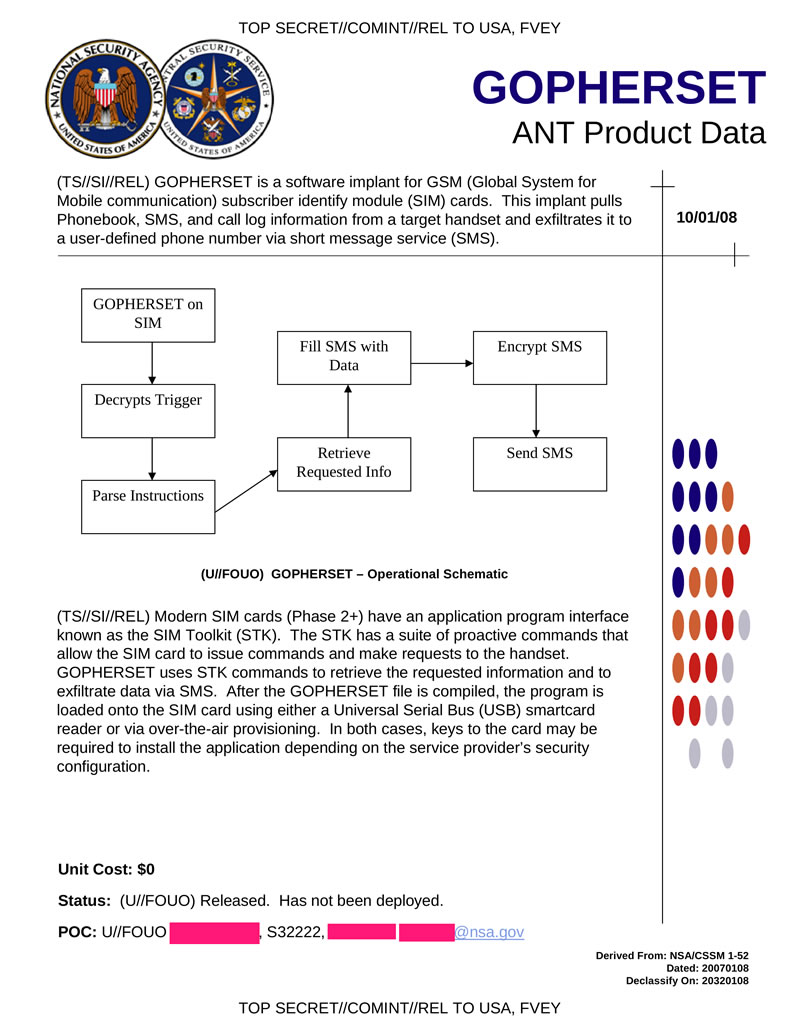
GOPHERSET: implante de software destinado a revelar el módulo de identificación de abonado (SIM) (en inglés: subscriber identity module) que se obtiene a partir de la libreta de direcciones, los SMS, los mensajes de texto y los registros de llamadas almacenados en los móviles

The Washington Post también informó que la NSA hace uso de los datos de localización y archivos de seguimiento de la publicidad generada a través de herramientas de navegación por Internet, herramientas que permiten a los anunciantes de Internet rastrear a los consumidores que utilicen buscadores como Google. La NSA usa estos datos para obtener información sobre posibles objetivos, establecer claramente los objetivos para el gobierno y vigilar a posibles piratas informárticos.

El Servicio de Inteligencia de Noruega (SIN), que coopera con la NSA, tiene acceso a objetivos rusos de la península de Kola y otros objetivos civiles. En general, el SIN proporciona información a la NSA sobre «políticos», «energía» y «armamento».
En un memorándum secreto de la NSA se enumeran por año los «hitos» conseguidos «gracias» al acuerdo de cooperación entre Noruega y Estados Unidos (formalmente llamado en inglés Norway-United States of America SIGINT agreement), conocido como Acuerdo NORUS:
- 1952: año en que dio comienzo una cierta cooperación informal entre el SIN y la NSA.[286]
- 1954: formalización del acuerdo.[286]
- 1963: ampliación del acuerdo para dar cobertura a las agencias extranjeras en inteligencia de señales (FISINT).[286]
- 1970: ampliación del acuerdo para dar cobertura en inteligencia electrónica (ELINT).[286]
- 1994: ampliación del acuerdo para dar cobertura a la inteligencia de comunicaciones (COMINT).[286]

La NSA considera al SIN uno de sus socios más fiables. Ambos organismos cooperan para la ruptura de sistemas encriptados. De acuerdo con la NSA, Noruega nunca ha hecho objeción alguna a sus peticiones.
El 5 de diciembre, Sveriges Television (la televisión sueca) informó que la agencia de inteligencia del país, la Försvarets radioanstalt (FRA) realizó operaciones de vigilancia clandestina a la política interna de Rusia. La operación se realizó en nombre de la NSA, que recibió los datos recopilados por la FRA.
En la relación sueco-estadounidense radica el interés por los recursos energéticos de Rusia y los estados bálticos.
En el marco del Acuerdo UKUSA, Suecia firmó un tratado secreto en 1954 con Estados Unidos, Reino Unido, Australia, Canadá y Nueva Zelanda comprometiéndose a colaborar e intercambiar datos de inteligencia.
Como resultado de las revelaciones de Snowden, el calificar a Suecia como un país neutral a nivel internacional, posición defendida por el país, ha sido puesta en duda. En un documento interno fechado en 2006, la NSA reconocía su «relación» con Suecia, aunque esta relación se mantenía en el más absoluto secreto debido a la neutralidad sueca en el panorama internacional.
Los detalles desvelados acerca de la cooperación de Suecia con los miembros del acuerdo UKUSA incluyeron revelaciones como que:
- El FRA sueco tiene acceso a XKeyscore, una base de datos analítica de la NSA.[292]
- El gobierno de Suecia promulgó diversos cambios en la legislación del país para el intercambio de información entre sus servicios de inteligencia y la NSA.[54]
- Desde enero de 2013, un analista de contra terrorismo de la NSA ha estado destinado en la capital sueca, Estocolmo.[54]
- Varios años antes de que el Riksdag, el parlamento sueco, aprobara la controvertida ley que permitía a la FRA vigilar o pinchar sin orden judicial todo el tráfico de internet y telefónico que cruzara las fronteras suecas, la NSA, el GCHQ y la FRA firmaron un acuerdo en 2004 que permitía a la FRA a colaborar con la NSA sin la intermediación del GCHQ.[54]

Con el fin de identificar los objetivos gubernamentales para su vigilancia o ataque, tanto el GCHQ como la NSA usan cookies publicitarias operadas por Google conocidas como Pref para identificar los objetivos. De acuerdo con los documentos filtrados por Snowden, la NSA ha estado reuniendo información sobre «los inicios de sesión, cookies y GooglePREFID» a través de su división TAO (Tailored Access Operations) en colaboración con el GCHQ británico.

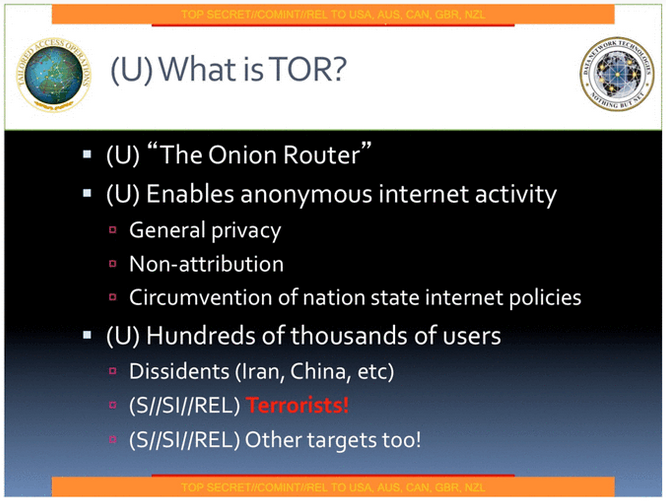
El 4 de octubre de 2013, el Washington Post publicó una presentación PowerPoint que mostraba cómo la NSA ha puesto en peligro la red encriptada Tor, red que permite el anonimato en la red y que es empleada por millones de personas para eludir «las leyes internas de los distintos estados». Gracias a la explotación de un plug-in de JavaScript, la NSA es capaz de descubrir la identidad de usuarios que buscan el anonimato, como disidentes, enemigos del Estado, «terroristas» u otros objetivos.

Durante la cumbre del G-20 en Toronto de 2010, la embajada de Estados Unidos en Ottawa se transformó en un puesto de mando donde durante seis días se realizaron operaciones de espionaje y seguridad coordinadas por la NSA en estrecha colaboración con la Communications Security Establishment Canada (CSEC) canadiense. El objetivo de las operaciones fueron, entre otros, la obtención de información sobre los planes de desarrollo internacional y reformas bancarias, en un intento por contrarrestar los planes de proteccionismo comercial, negativos para los objetivos de la política estadounidense.
El CSEC, en nombre de la NSA, ha establecido puestos de espionaje en más de 20 países en todo el mundo.
En Italia, El Servicio de Recolección Especial de la NSA (Special Collection Service of the NSA) mantiene dos bases de vigilancia independientes entre sí en Roma y Milán.
Según un memorando secreto de la NSA fechado en septiembre de 2010, la embajada de Italia en Washington D. C. ha sido blanco de dos operaciones de espionaje de la NSA:
- Bajo el nombre en clave Bruneau, que forma parte de la misión Lifesaver (salvavidas), la NSA roba la información almacenada en las computadoras de la embajada y crea imágenes electrónicas de unidades del disco duro.[295]
- Bajo el nombre en clave Hemlock, que forma parte de la misión Highlands (tierras altas), la NSA tiene acceso a las comunicaciones de la embajada a través de implantes físicos.[295]

Debido a las preocupaciones de que las redes terroristas u otros criminales puedan comunicarse en secreto a través de juegos de ordenador, la NSA, el GCHQ, la CIA y el FBI han estado vigilando y recogiendo datos de muchos juegos en línea, incluyendo juegos en línea multijugador de carácter masivo (MMORPG) tales como el célebre World of Warcraft (WOW), otros mundos virtuales como Second Life y videojuegos de la consola Xbox de Microsoft.
La NSA ha roto la tecnología de encriptado móvil más utilizada, la A5/1. De acuerdo con un documento clasificado filtrado por Snowden, la agencia puede romper el código aún sin conocer las claves de cifrado.
Además, la NSA utiliza diversos tipos de infraestructuras móviles, tales como vínculos entre las redes de los operadores, para determinar la ubicación de un usuario.
El 16 de diciembre de 2013, el Juez de Distrito del Distrito de Columbia de los Estados Unidos, Richard León, decretó que la recogida en masa de metadatos y registros telefónicos por parte de la Agencia de Seguridad Nacional, probablemente viola la cuarta enmienda a la Constitución, que prohíbe las pesquisas y aprehensiones arbitrarias.
León dictó la paralización de la recogida masiva de datos y ordenó al gobierno la destrucción de todos los registros reunidos hasta la fecha a petición de dos demandantes particulares: Larry Klayman, un abogado conservador, y Charles Strange, padre de un criptógrafo muerto en Afganistán cuando el helicóptero en el que viajaba fue derribado en 2011. En cambio, el juez decidió esperar la apelación del gobierno, reconociendo en su auto de 68 páginas «los intereses en seguridad nacional que hay en juego y las posibles violaciones del derecho constitucional».
Sin embargo, el juez federal William H. Pauley III de la ciudad de Nueva York dictaminó «la necesidad de implementar un sistema mundial para la recopilación de datos por parte del gobierno de Estados Unidos para hacer frente a posibles ataques terroristas, sistema que solo puede funcionar si son interceptadas todas las llamadas a nivel mundial».
Por su parte, el Juez de Distrito de Estados Unidos, Pauley, también dictaminó que el Congreso había autorizado los programas de vigilancia y que estos no violaban los derechos constitucionales de nadie. El juez concluyó que los datos telefónicos interceptados por la NSA no pertenecían a los usuarios, sino a las compañías telefónicas. Se resolvió, además, que la NSA obtiene sus datos de las compañías telefónicas y que posteriormente estos datos son cruzados para localizar terroristas y establecer vínculos, por lo que el uso de estos datos no violaba la Cuarta enmienda. El juez Pauley también escribió (refiriéndose al caso Smith v. Maryland) que: una persona que facilita y acepta compartir información con terceras partes, no debe tener expectativa alguna de mantener su privacidad. La Unión Estadounidense por las Libertades Civiles declaró el 2 de enero de 2012, su intención de apelar el fallo del juez Pauley, que falló a favor de la NSA y sus programas. El director de la ACLU, Jameel Jaffer, declaró que «el gobierno tiene un interés legítimo en el seguimiento de personas y asociaciones sospechosas de terrorismo, pero que este seguimiento no puede extenderse a todos los ciudadanos a través de una vigilancia permanente».
En los años inmediatamente precedentes a 2013, las agencias de inteligencia estadounidenses y británicas se concentraron en la vigilancia de unos 1100 objetivos, incluida la oficina del primer ministro israelí, jefes de organizaciones internacionales, empresas energéticas extranjeras e incluso un alto funcionario de la Unión Europea que en ese momento participaba en una batalla legal contra varias empresas tecnológicas estadounidenses acusadas de monopolio.
Un catálogo de aparatos de alta tecnología y software desarrollados por la división TAO de la NSA fue filtrado por la revista alemana Der Spiegel.
Fechado en 2008, el catálogo revelaba la existencia de aparatos especiales modificados para realizar capturas de pantalla a ordenadores y unidades flash USB en secreto y transmitir los datos robados a través de transmisores de ondas de radio a estaciones que operan bajo falsa bandera. Los aparatos catalogados se muestran listados a continuación:

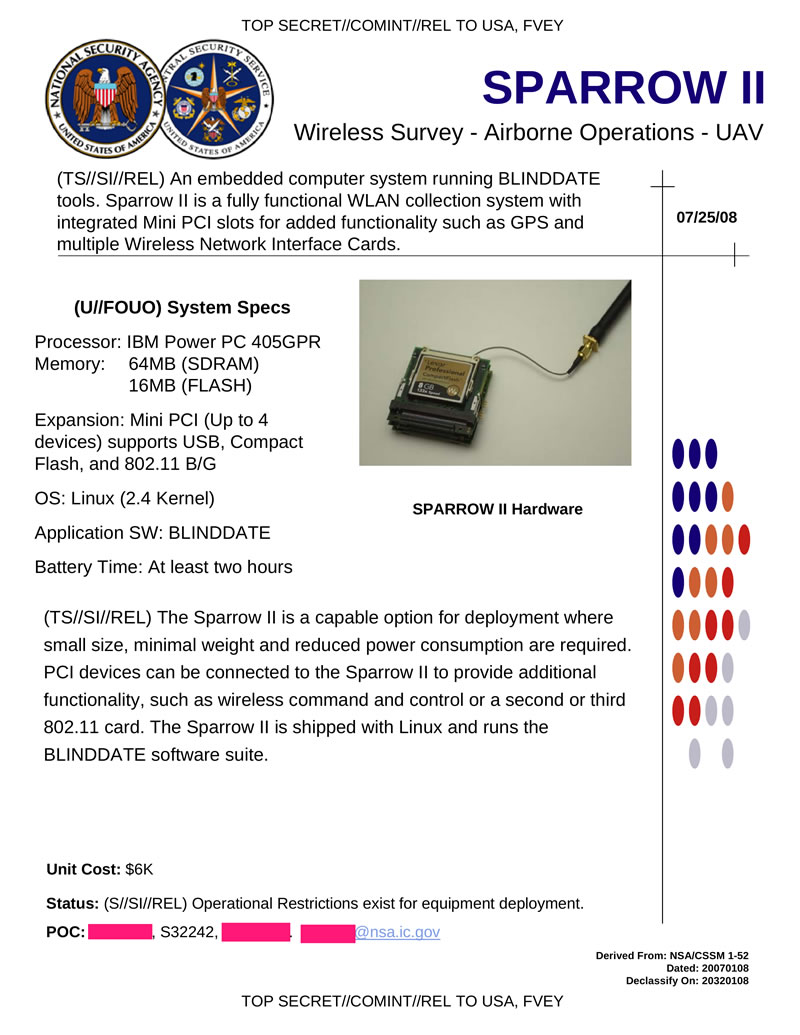
SPARROW II: dispositivo móvil que funciona como un sistema de recogida WLAN
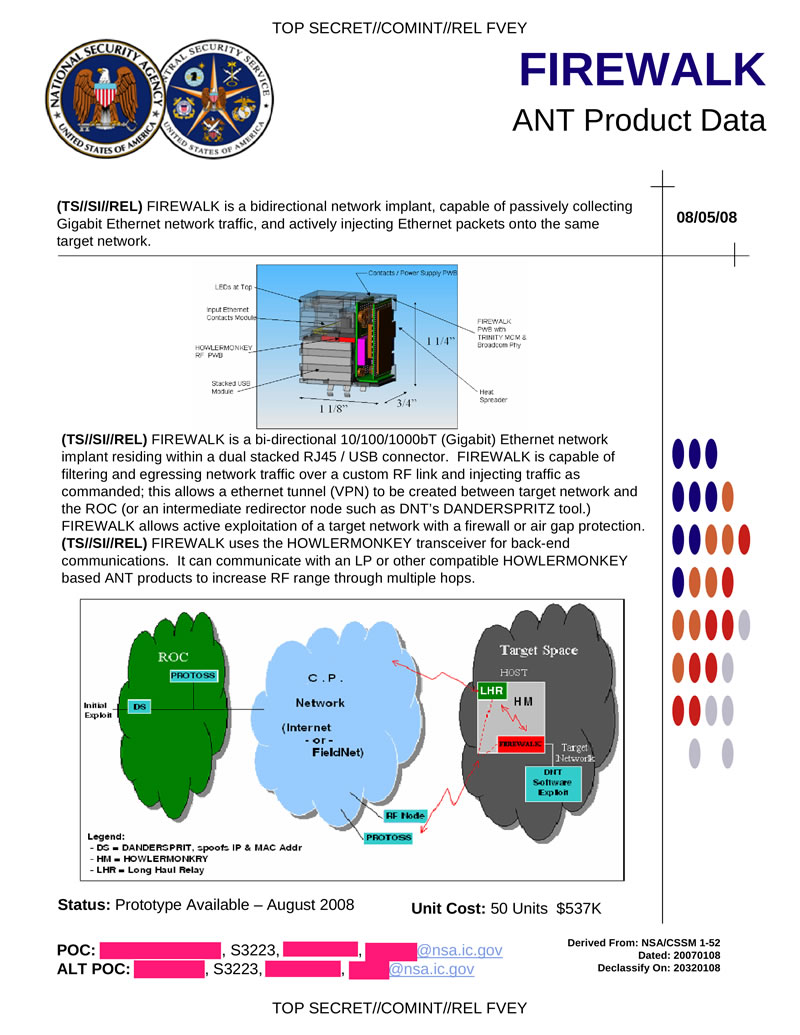
FIREWALK: implante de hardware para la recolección de tráfico de red Gigabit Ethernet
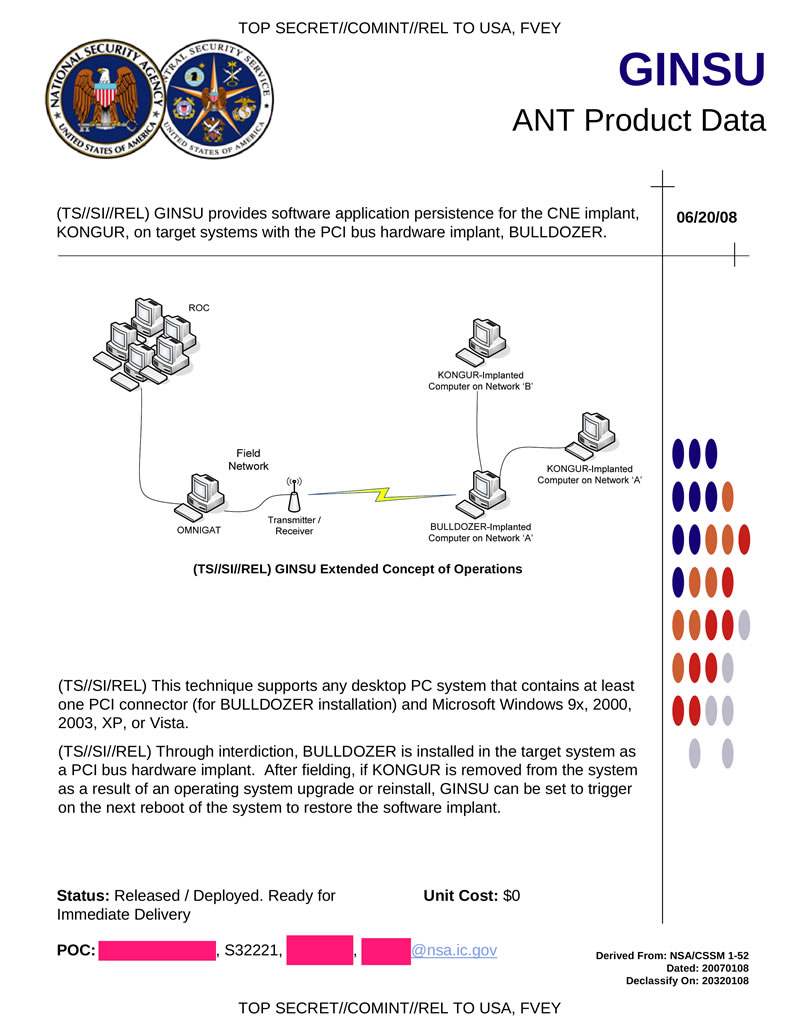
GINSU: implante de software que solicita acceso a la CNE
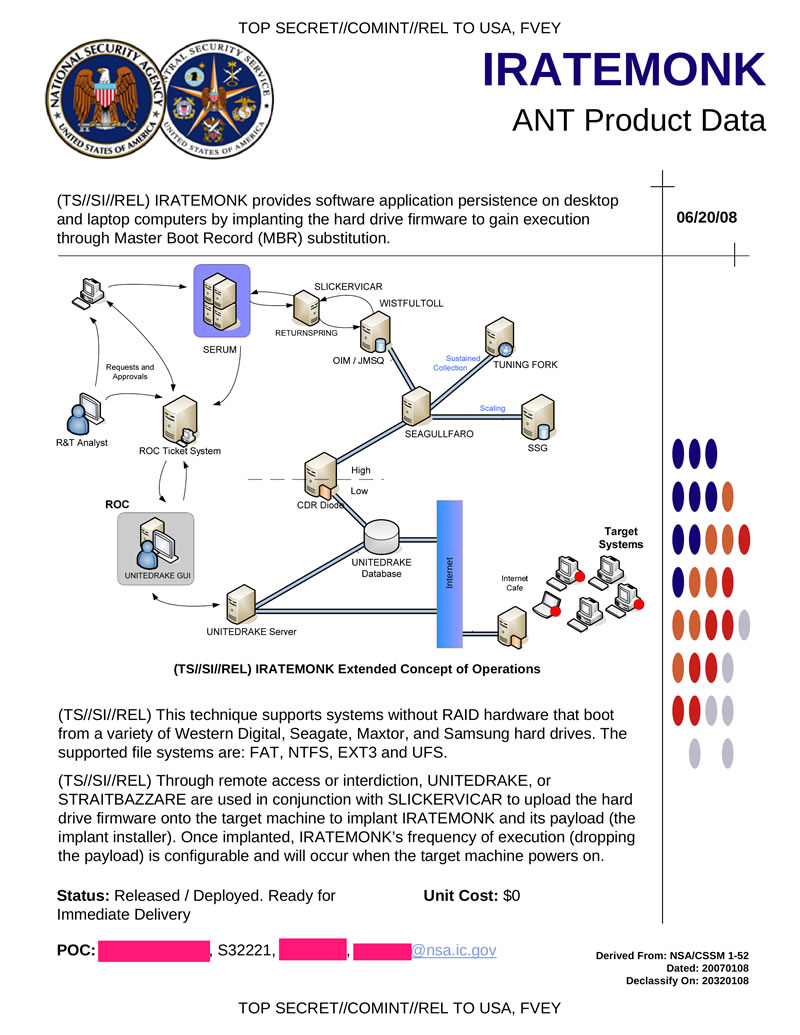
IRATEMONK: sustituye los registros de arranque principal de los fabricantes en el disco duro
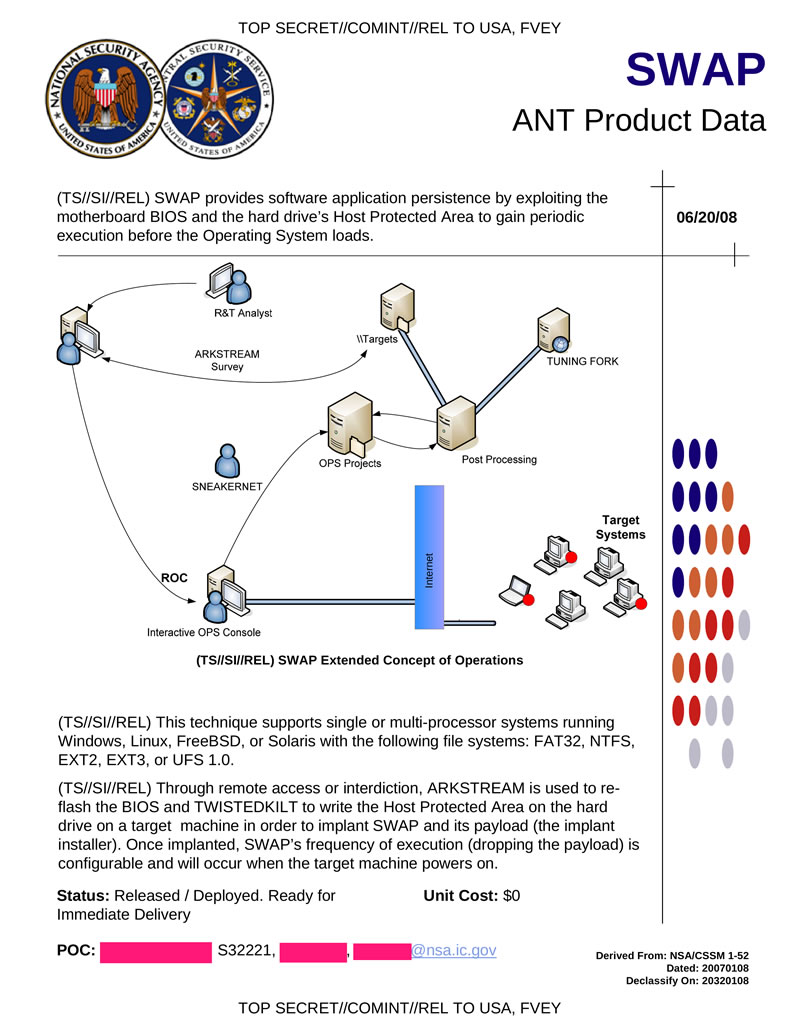
SWAP: accede a la placa base y la BIOS antes de que se inicie el sistema operativo
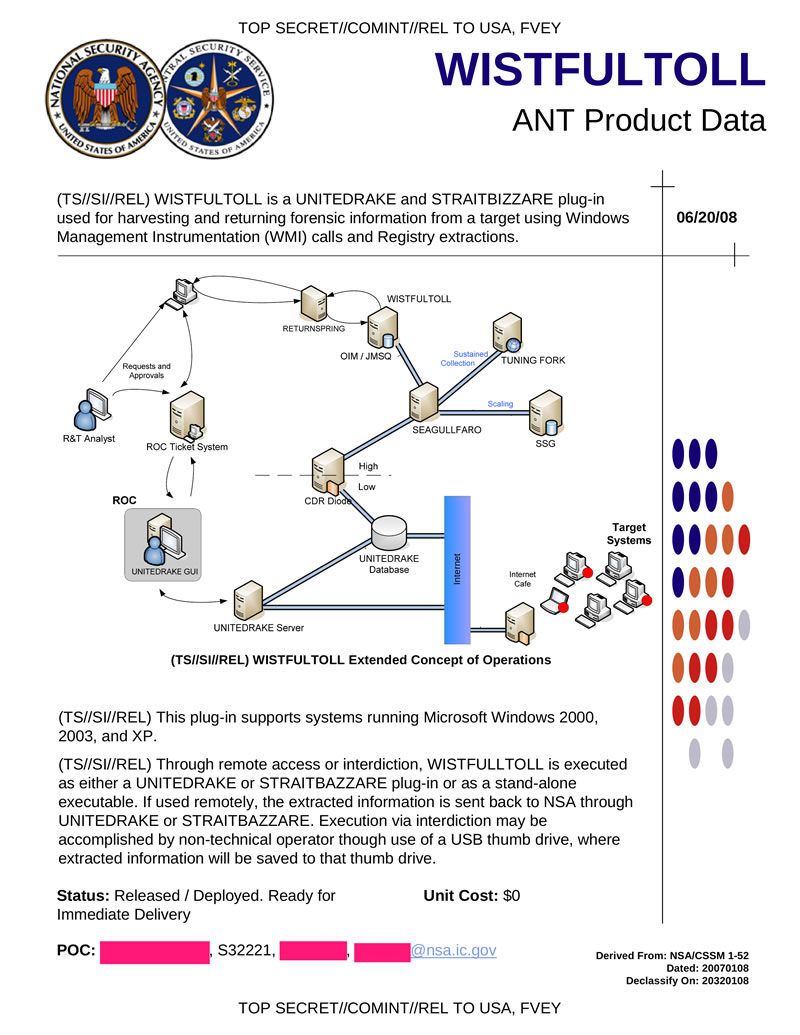
WISTFULTOLL: implante de software que explota el WMI (Windows Management Instrumentation) para transferir datos
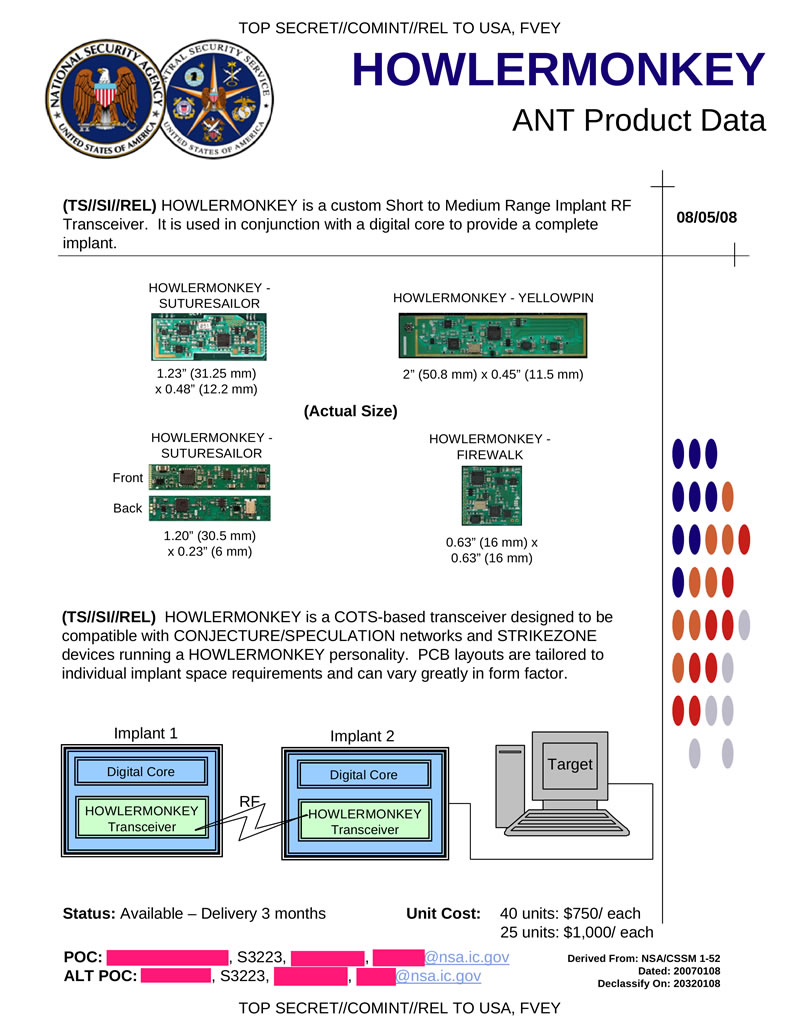
HOWLERMONKEY: transceptor corto de rango de medio de radio frecuencia (RF).
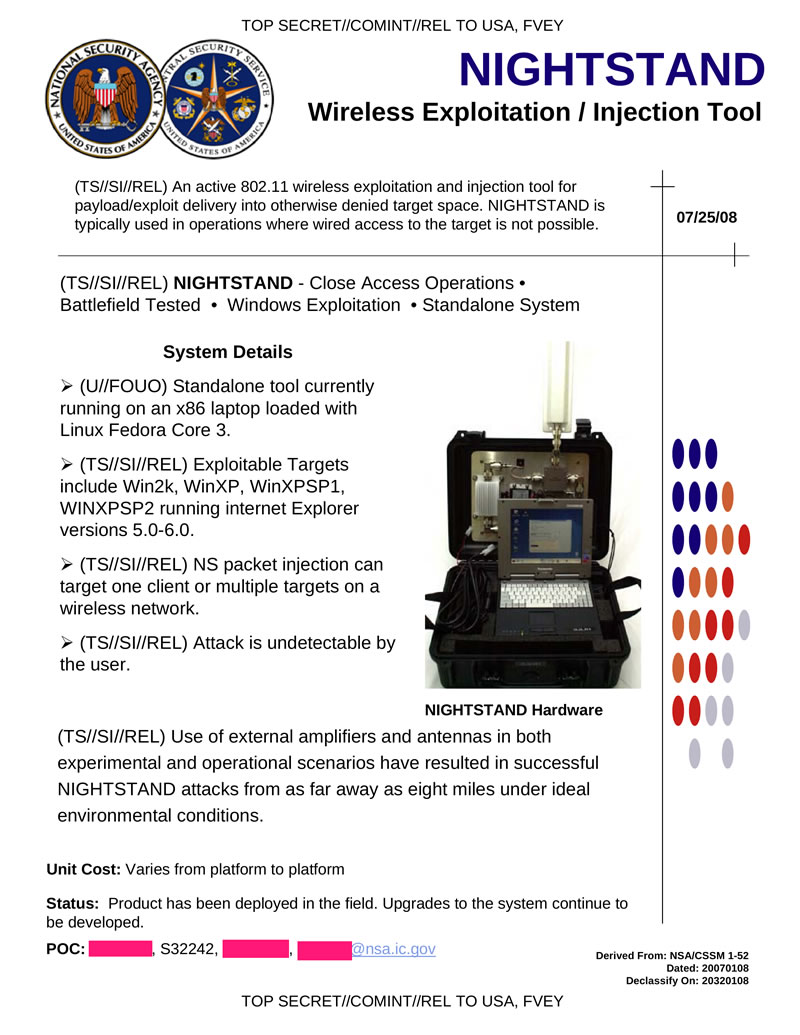
NIGHTSTAND: dispositivo móvil capaz de insertar software de la NSA en ordenadores situados en un radio de 13 kilómetros a través de Wireless LAN
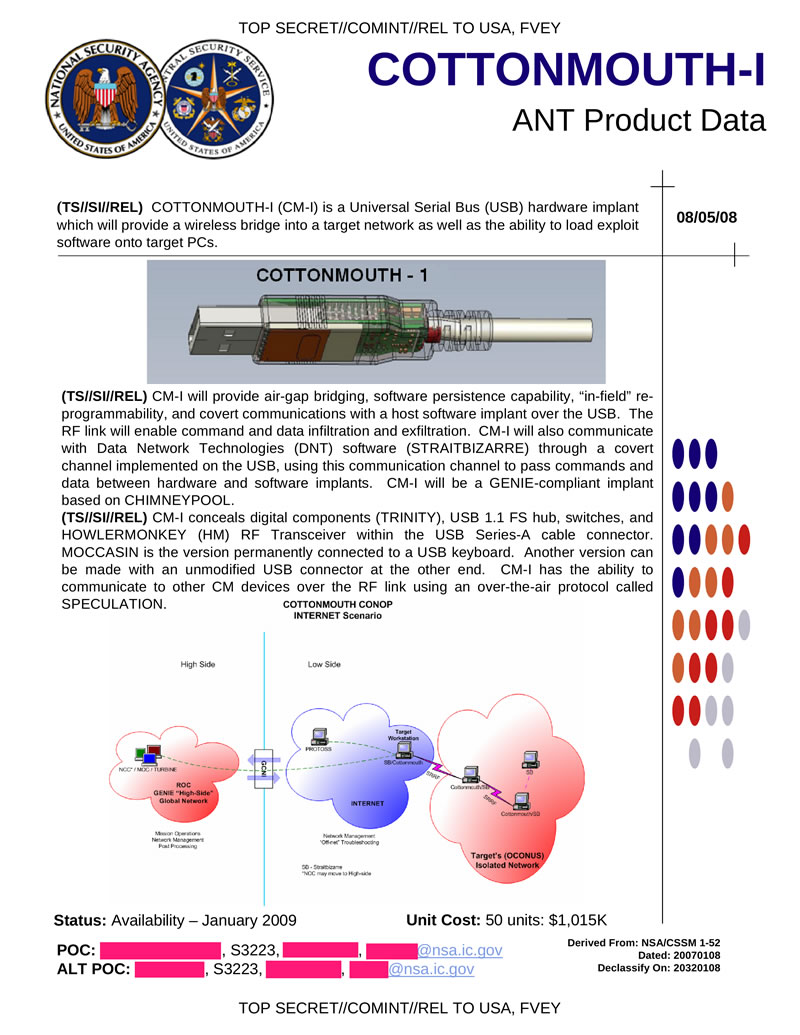
COTTONMOUTH-I: implante USB flash drive
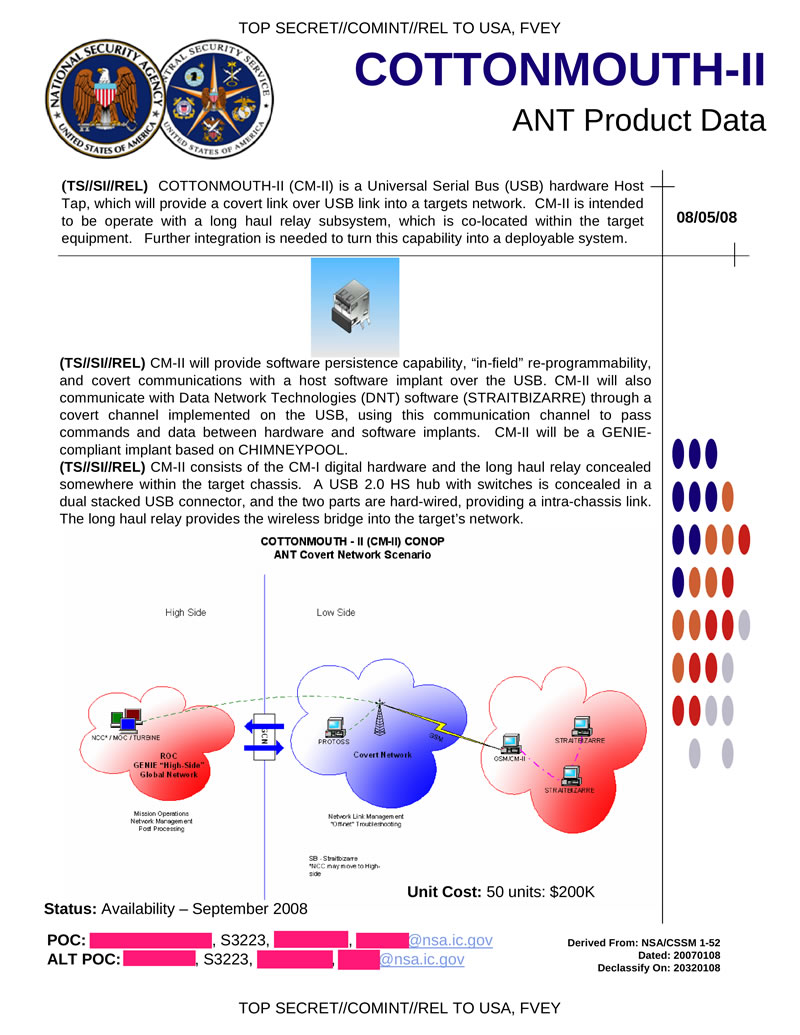
COTTONMOUTH-II: implante USB
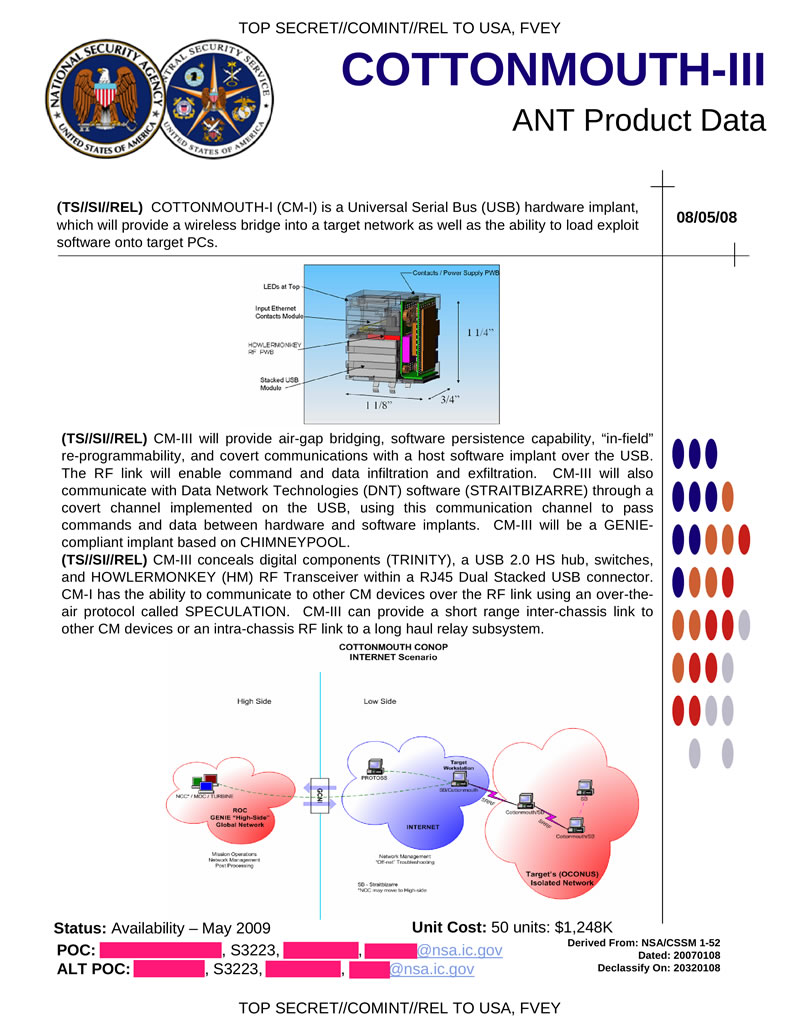
COTTONMOUTH-III: implante USB
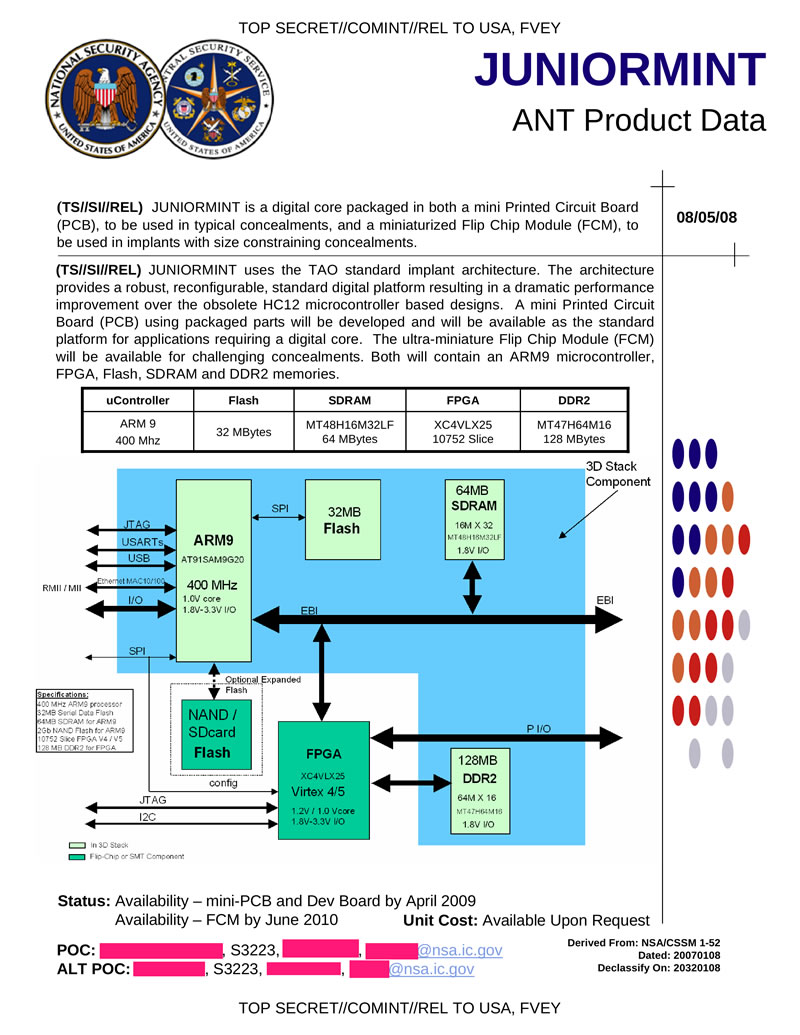
JUNIORMINT: núcleo digital «empaquetado» en una placa de circuito impreso (PCB) y un flip chip
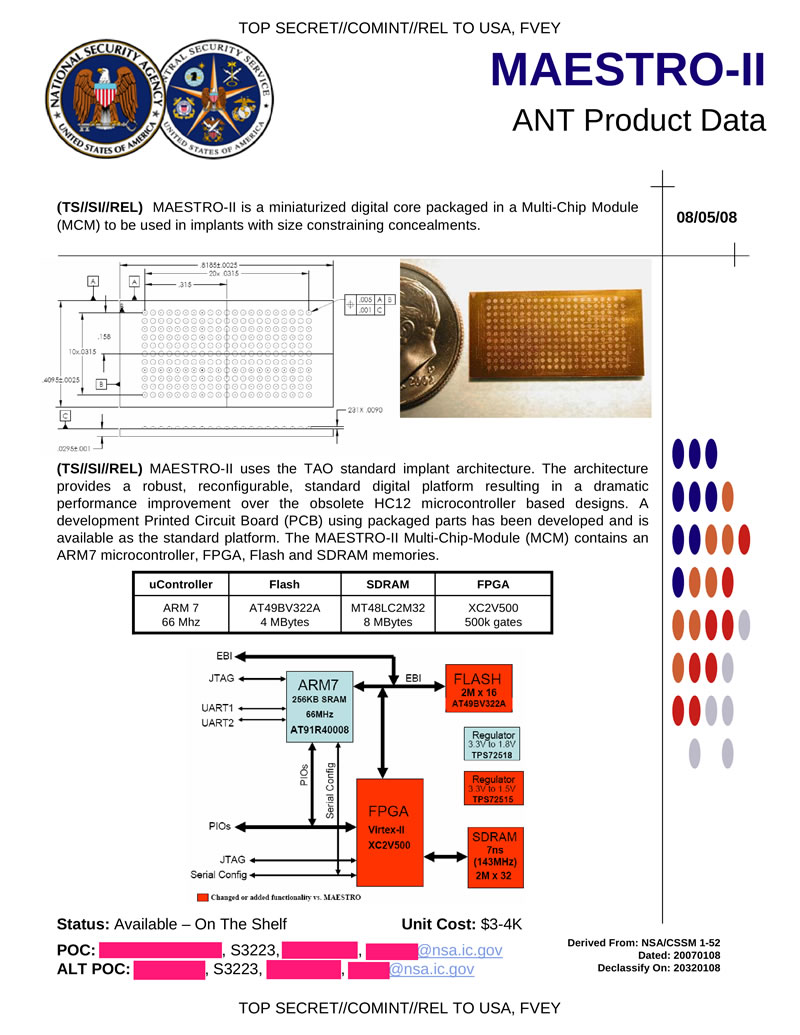
MAESTRO-II: núcleo digital miniaturizado empaquetado en un módulo multichip (MDM).
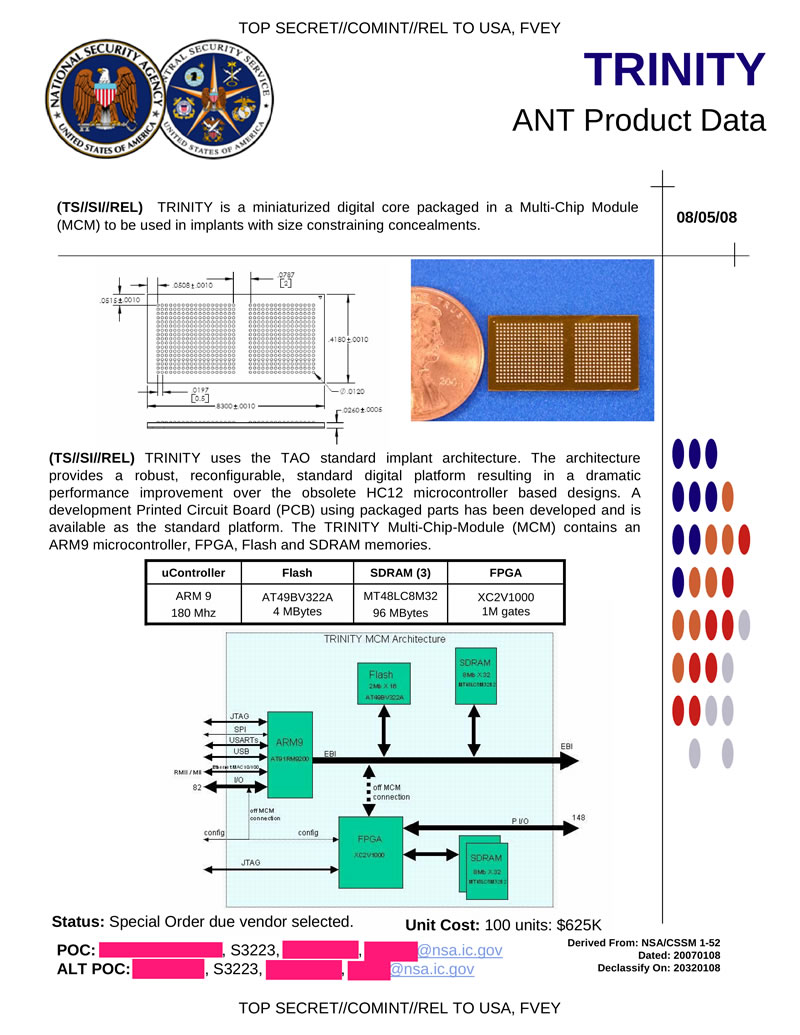
TRINITY: núcleo digital miniaturizado empaquetado en un módulo multichip (MDM).
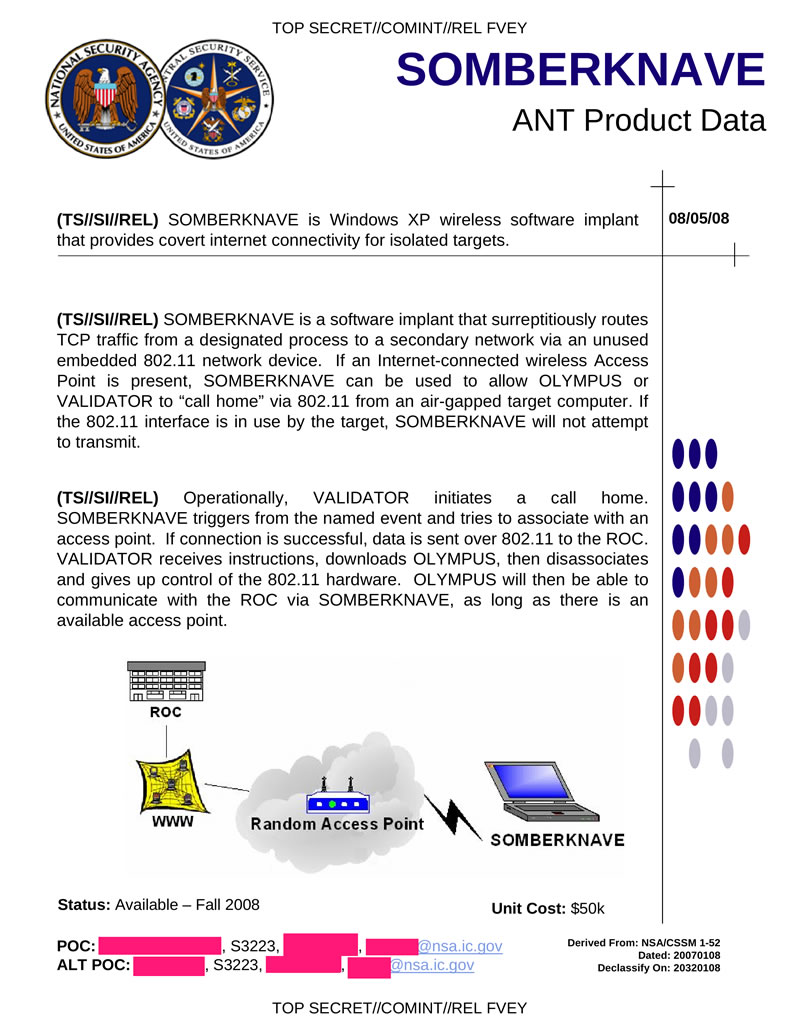
SOMBERKNAVE: implante de software para Windows XP que proporciona acceso a Internet de manera encubierta para los objetivos de la NSA
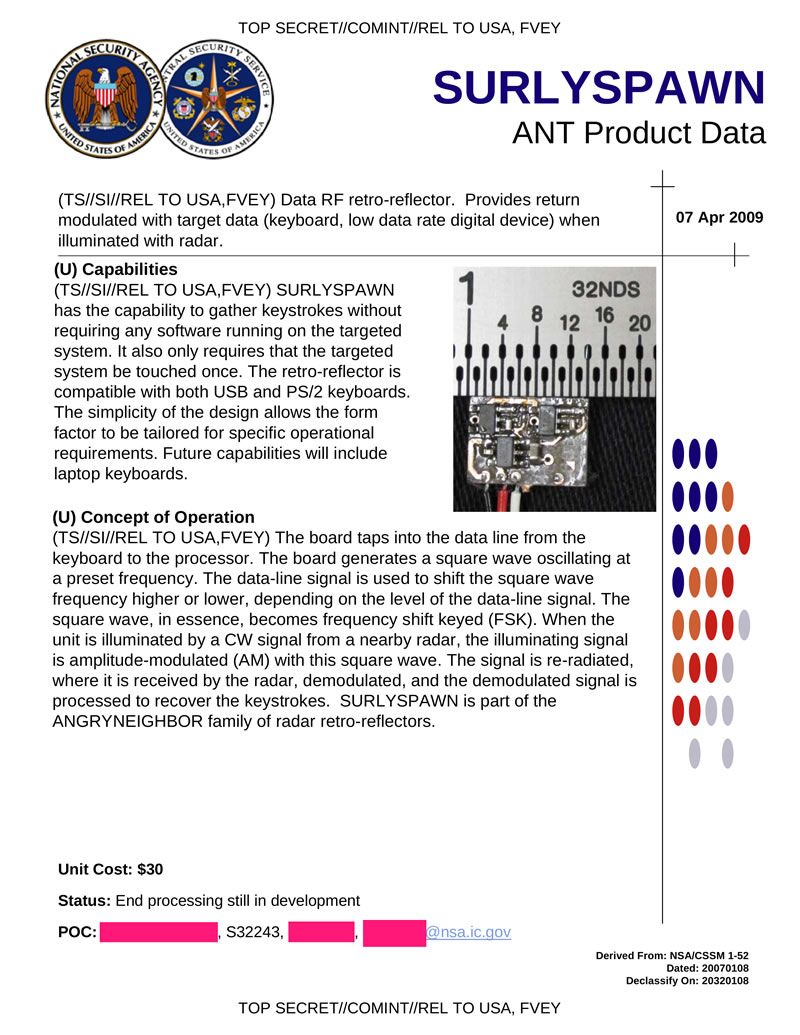
SURLYSPAWN: dispositivo para el «registro de pulsaciones» (keystroke logging).
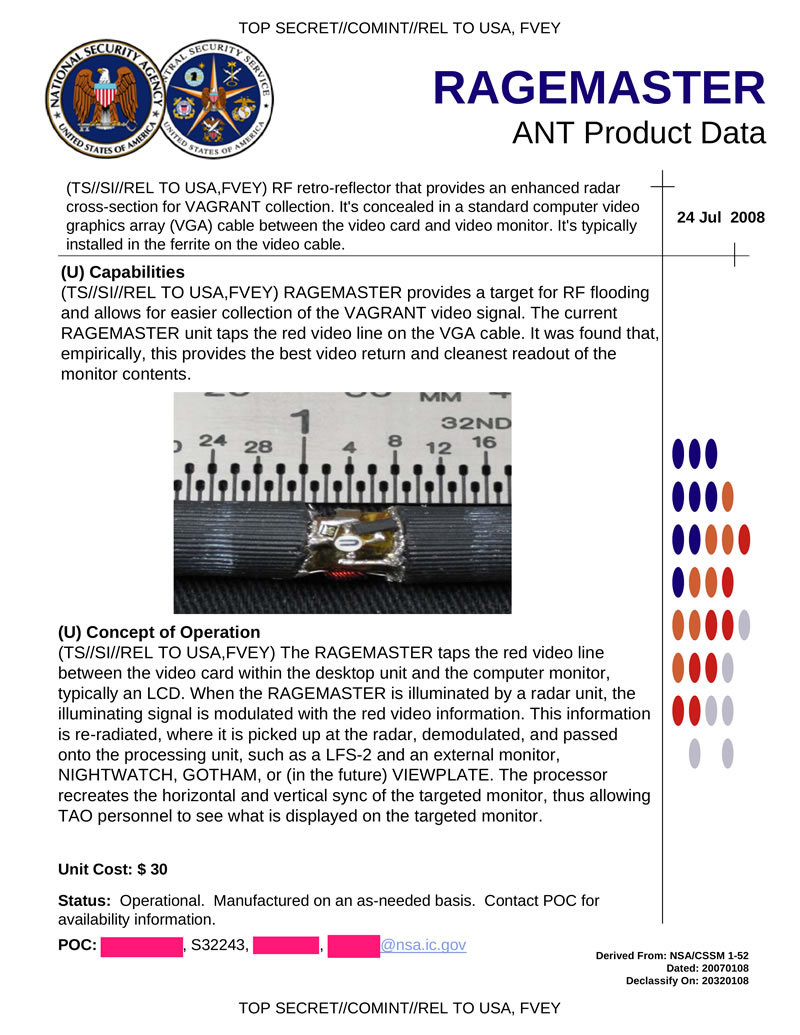
RAGEMASTER: implante de hardware oculto en Video Graphics Array (VGA) capaz de capturar imágenes y vídeos

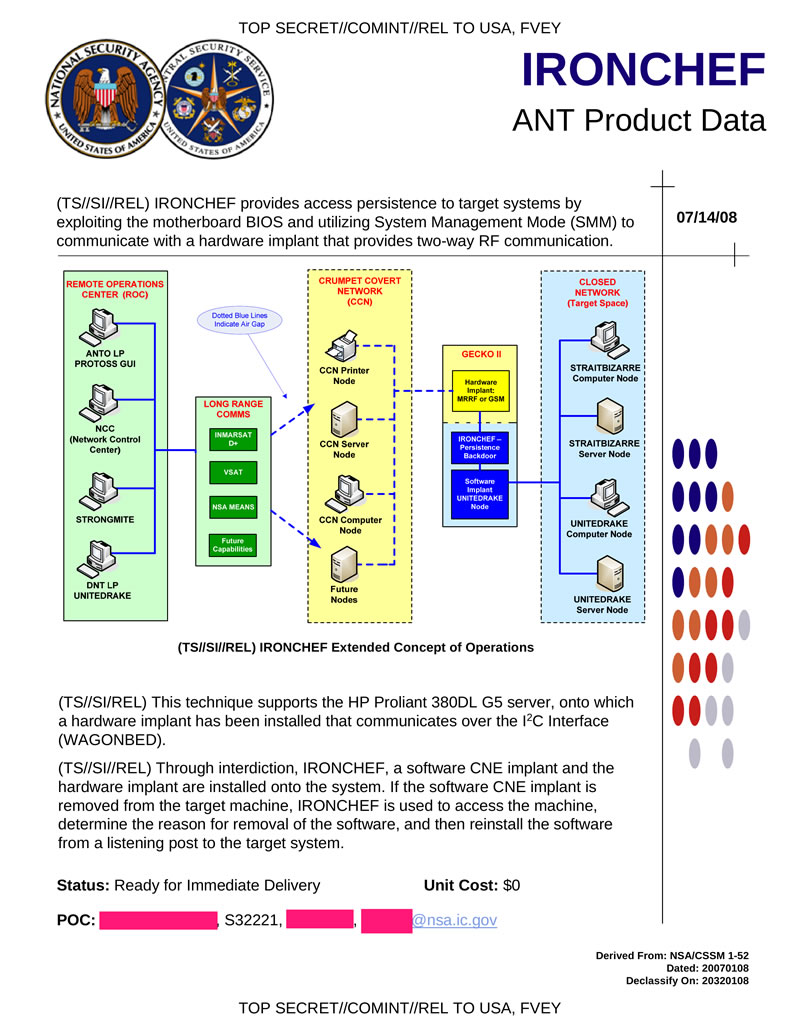
IRONCHEF: implante de software que funciona en el sistema BIOS de manera permanente
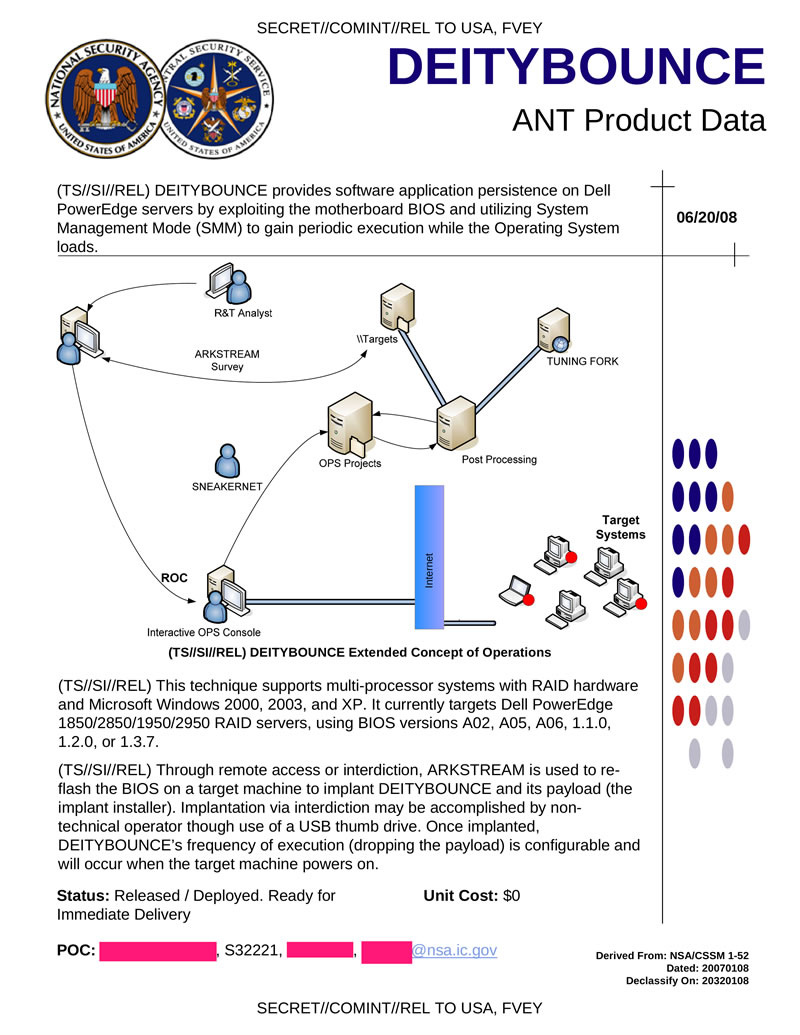
DEITYBOUNCE: software para insertar en servidores Dell PowerEdge
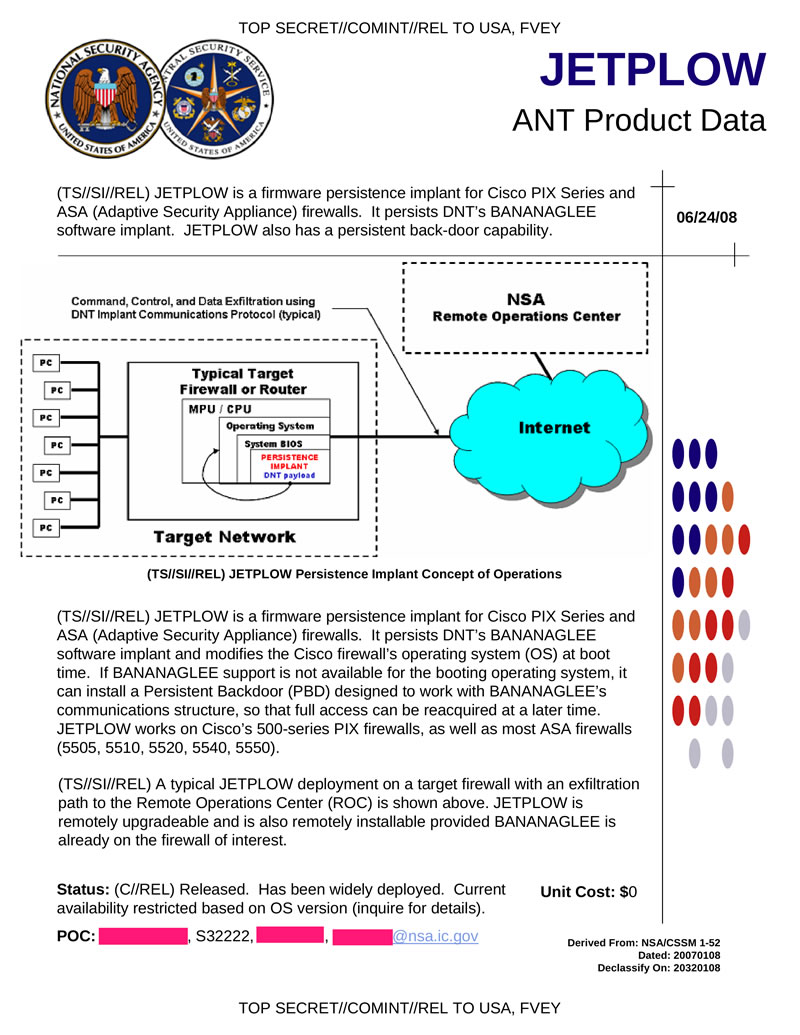
JETPLOW: instala una puerta trasera (backdoor) en el Cisco PIX y los firewalls ASA
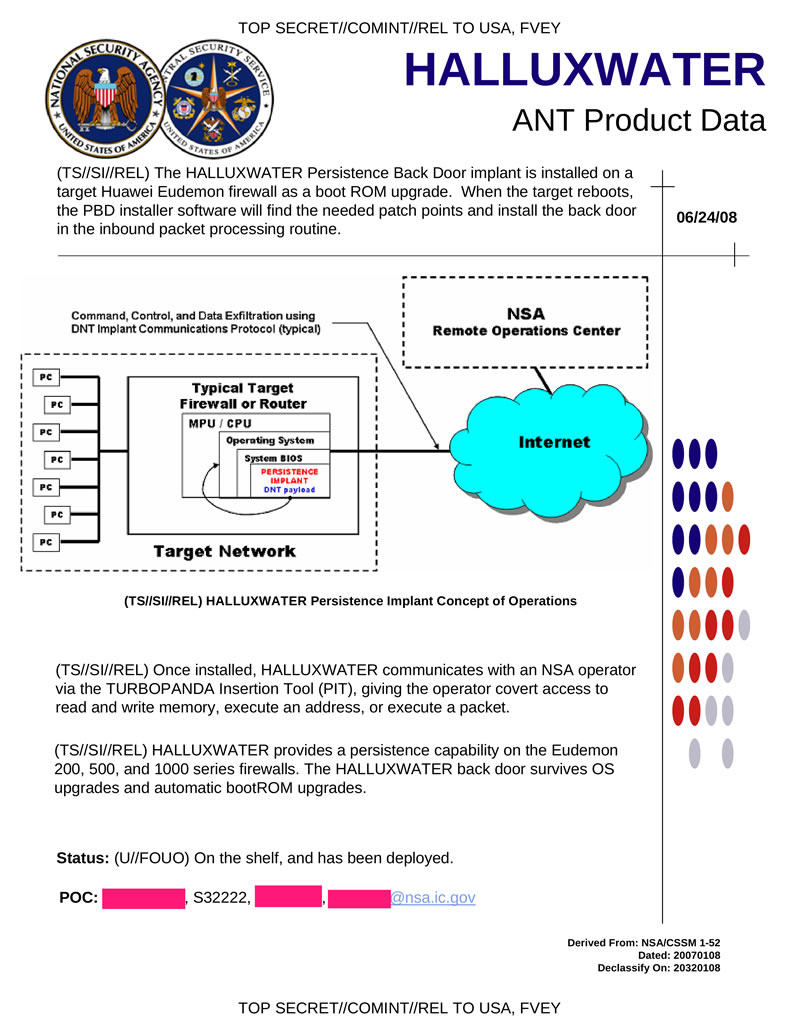
HALLUXWATER: instala una puerta trasera (backdoor) en los cortafuegos Eudemon de los aparatos marca Huawei
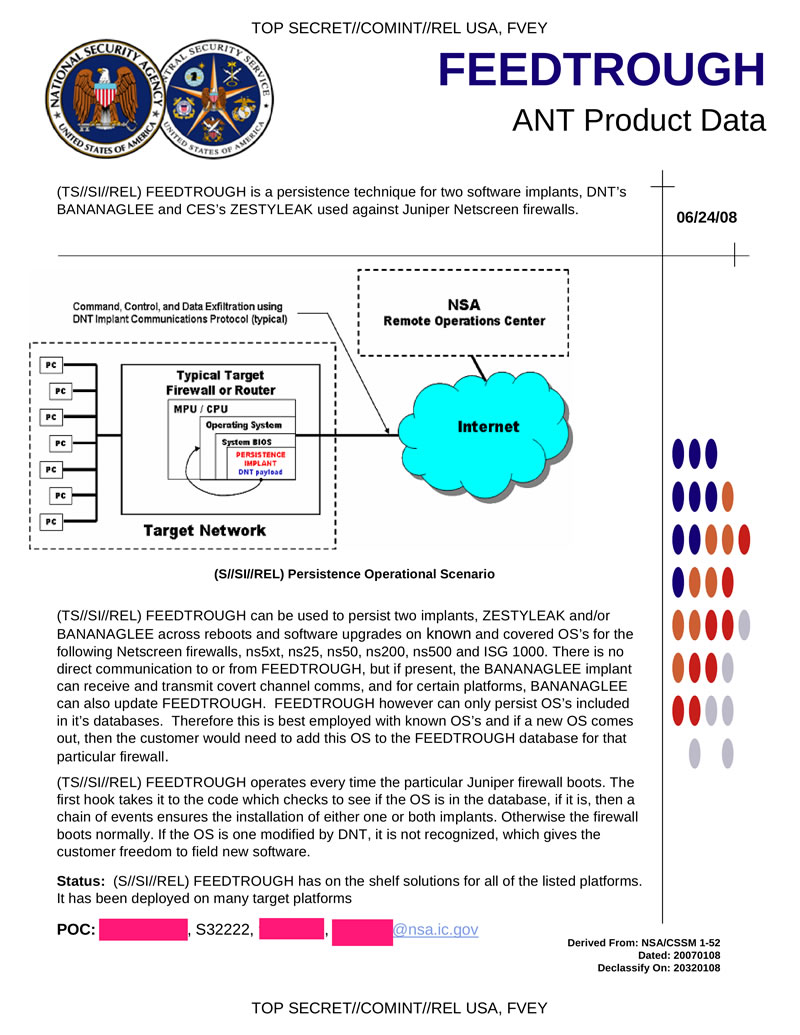
FEEDTROUGH: instala backdoors en los firewalls Juniper Networks
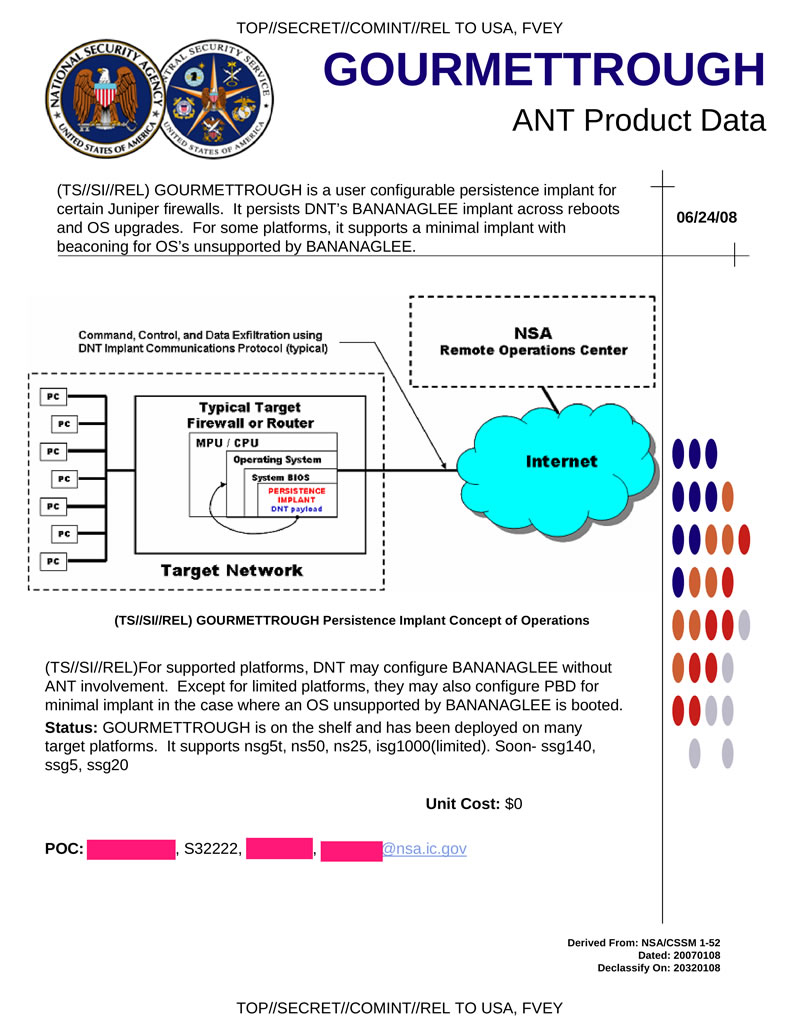
GOURMETTROUGH: instala backdoors en los firewalls de Juniper Networks
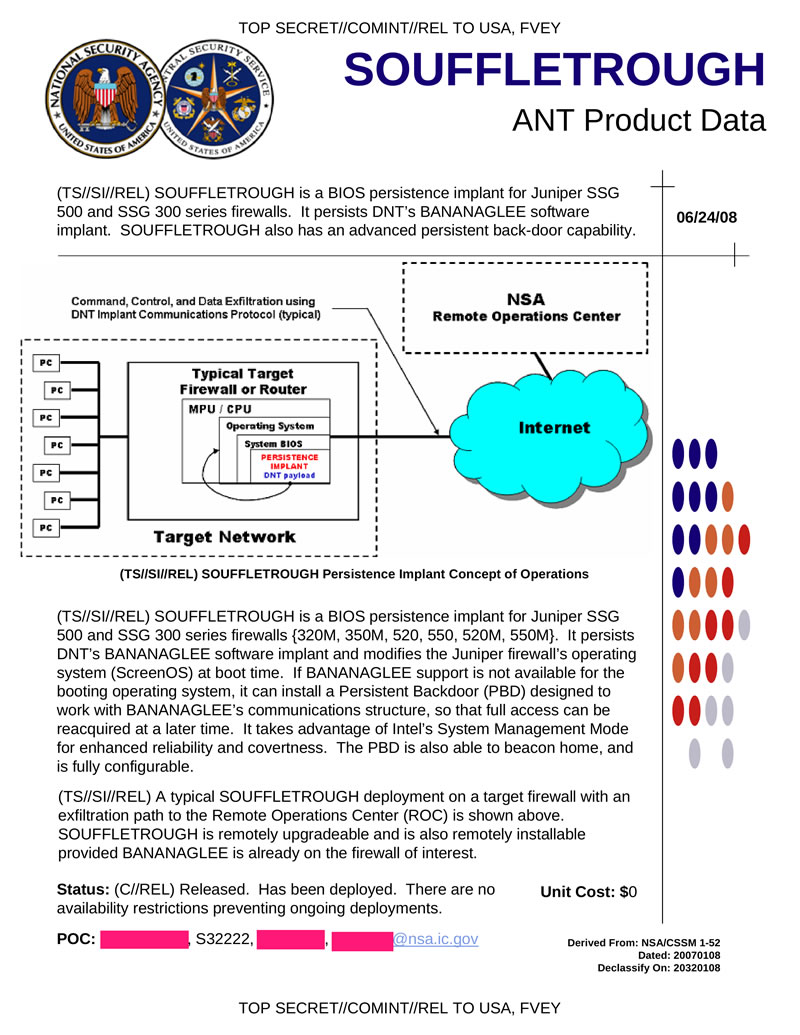
SOUFFLETROUGH: implante en la BIOS para los servidores de seguridad de la serie Juniper SSG300 y SSG 500

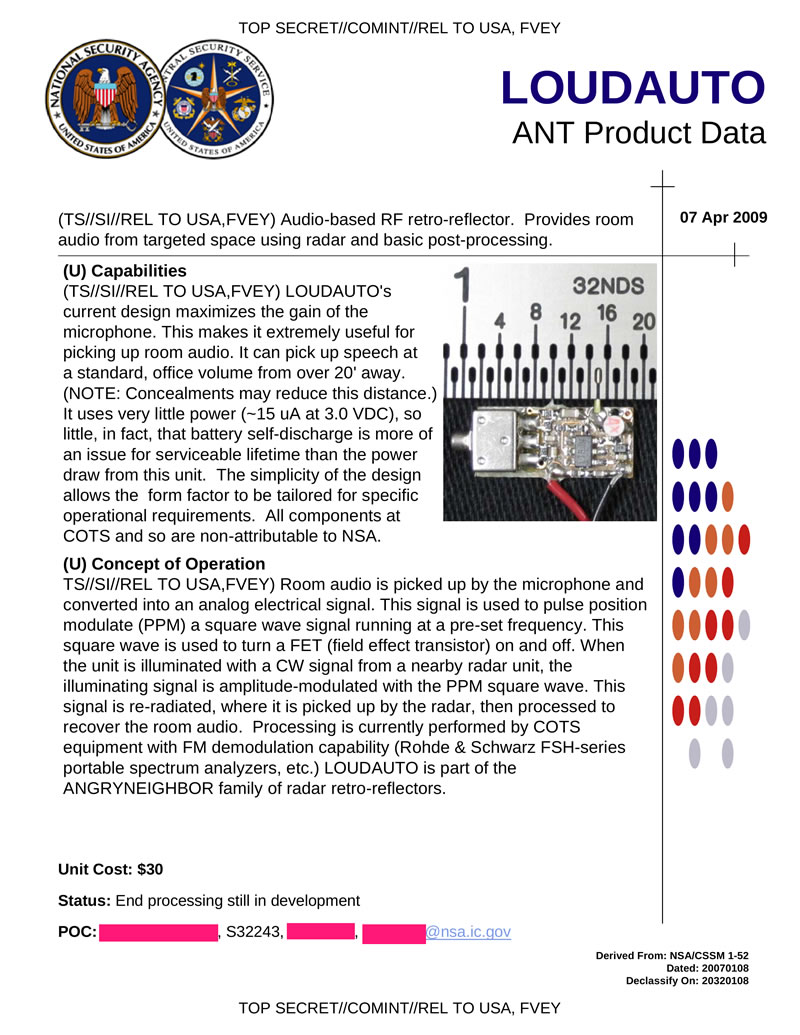
LOUDAUTO: dispositivo secreto de escucha
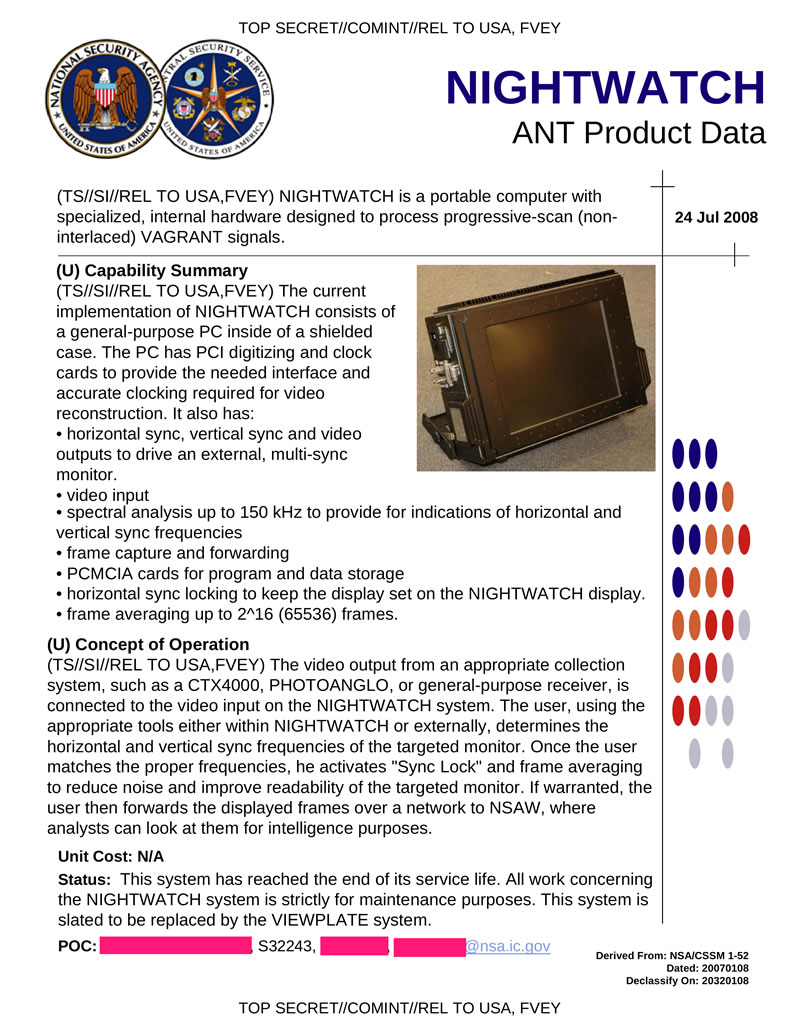
NIGHTWATCH: dispositivo para la «reconstrucción» de señales pertenecientes a sus sistemas de destino
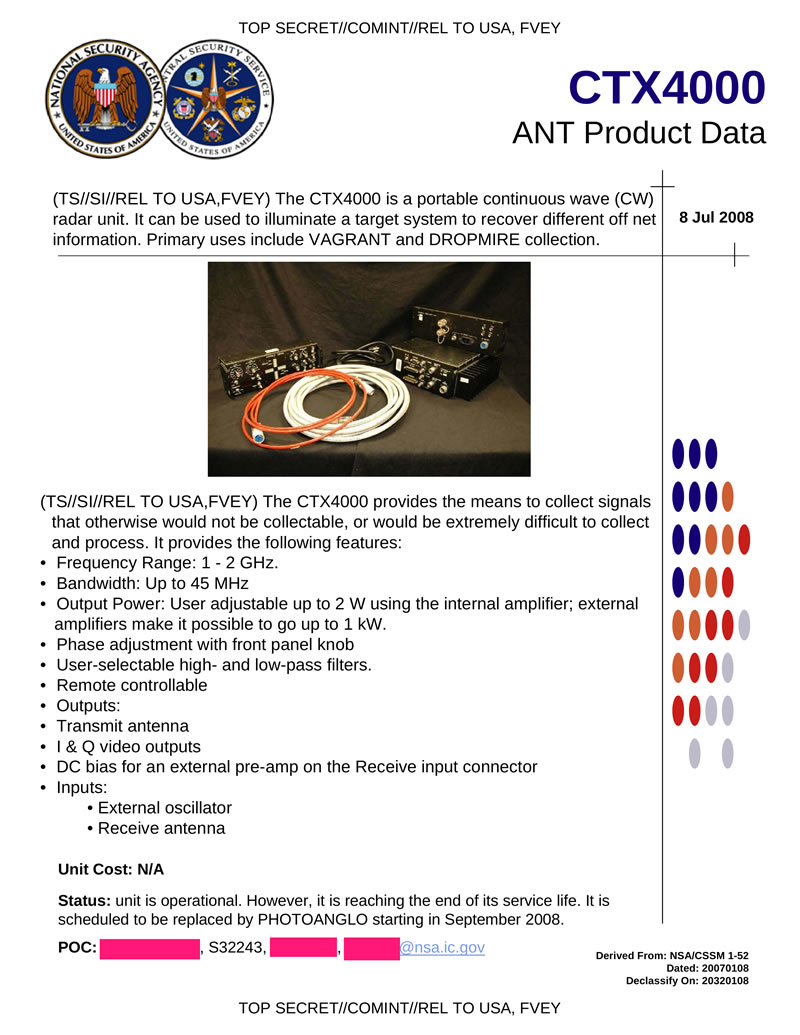
CTX4000: radar de onda continua portable (continuous-wave radar, CRW) que «guía» al sistema Dropmire para la recolección de datos
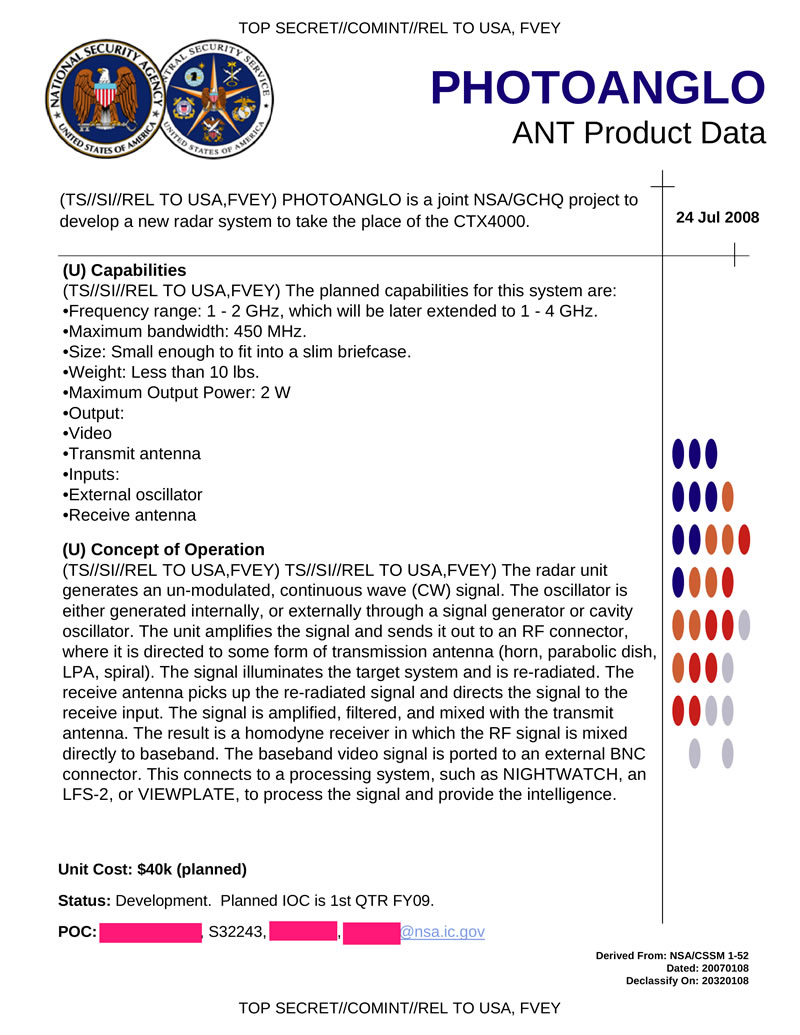
PHOTOANGLO: sucesor del CTX4000 y desarrollado conjuntamente por la NSA y el GCHQ
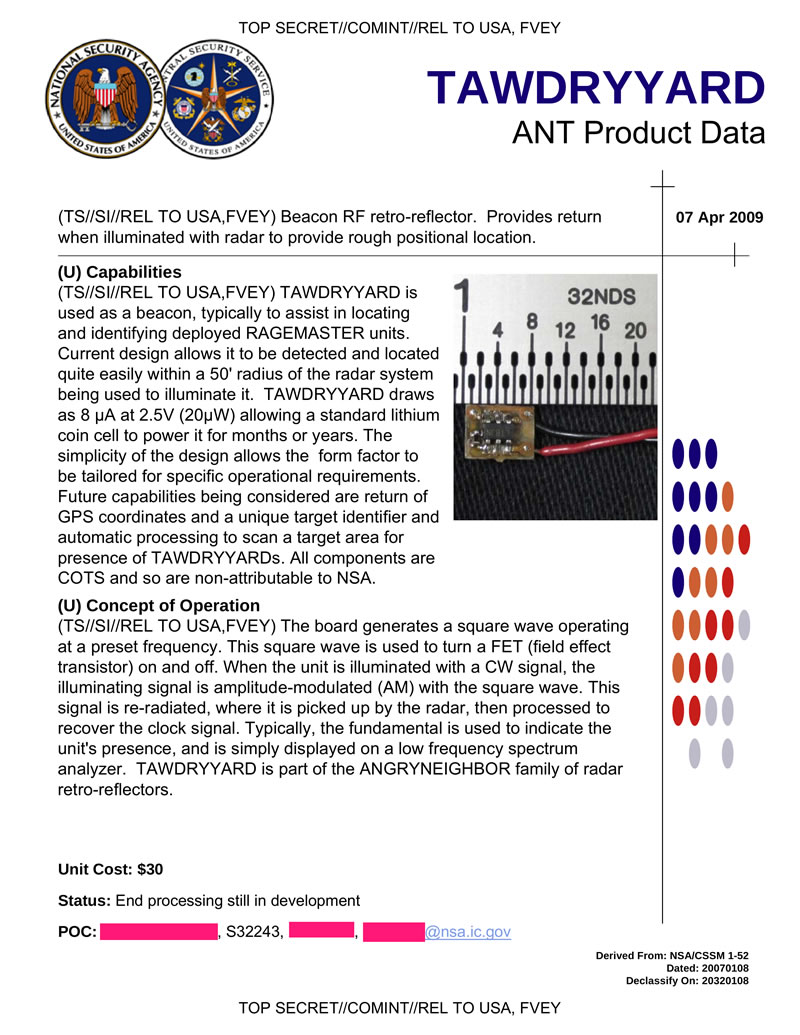
TAWDRYYARD: dispositivo que funciona como un retrorreflector de RF

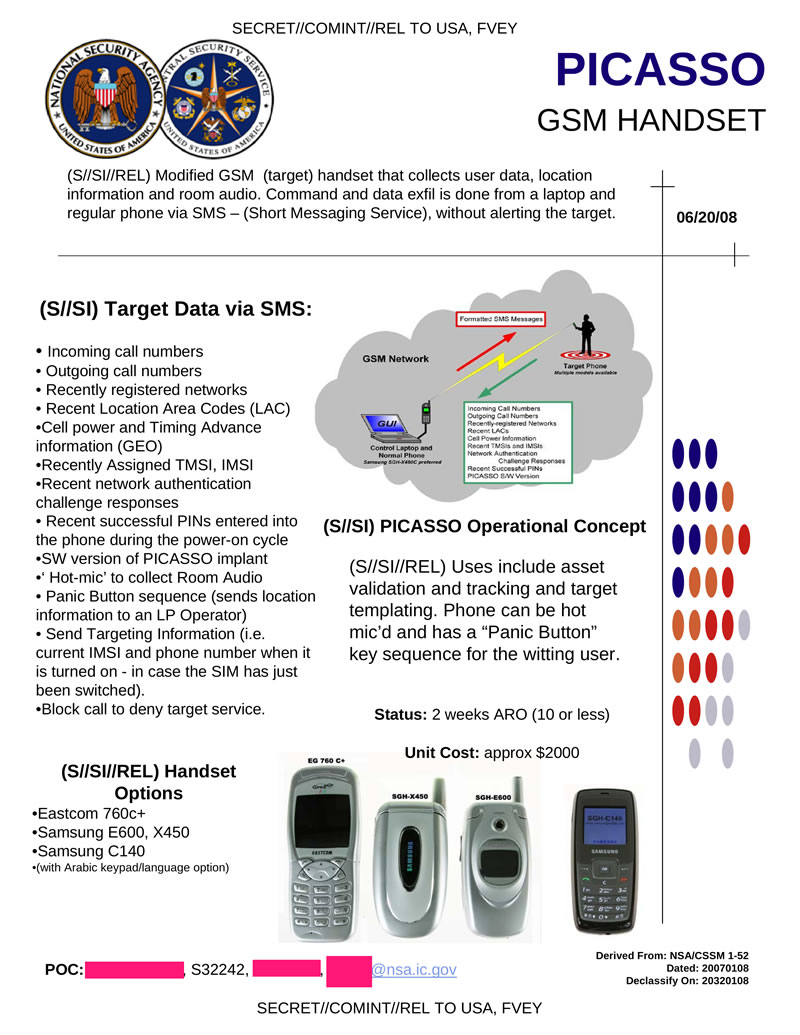
PICASSO: modificación del Sistema global para las comunicaciones móviles (GSM).
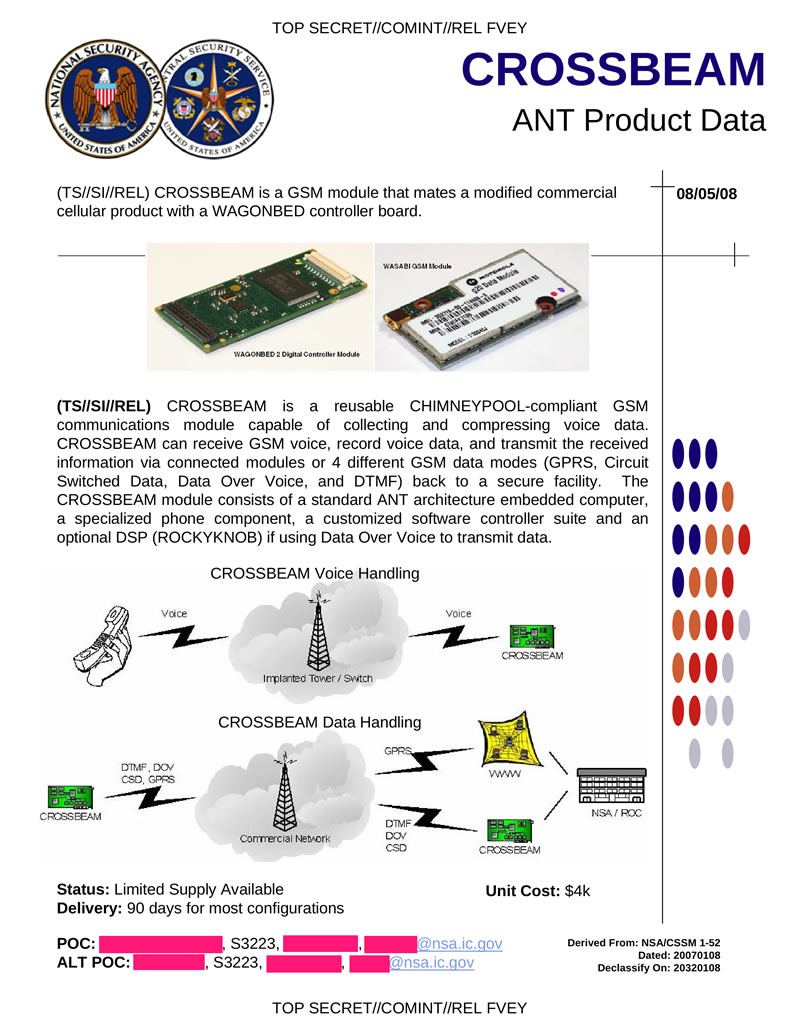
CROSSBEAM: módulo GSM para teléfonos móviles comerciales
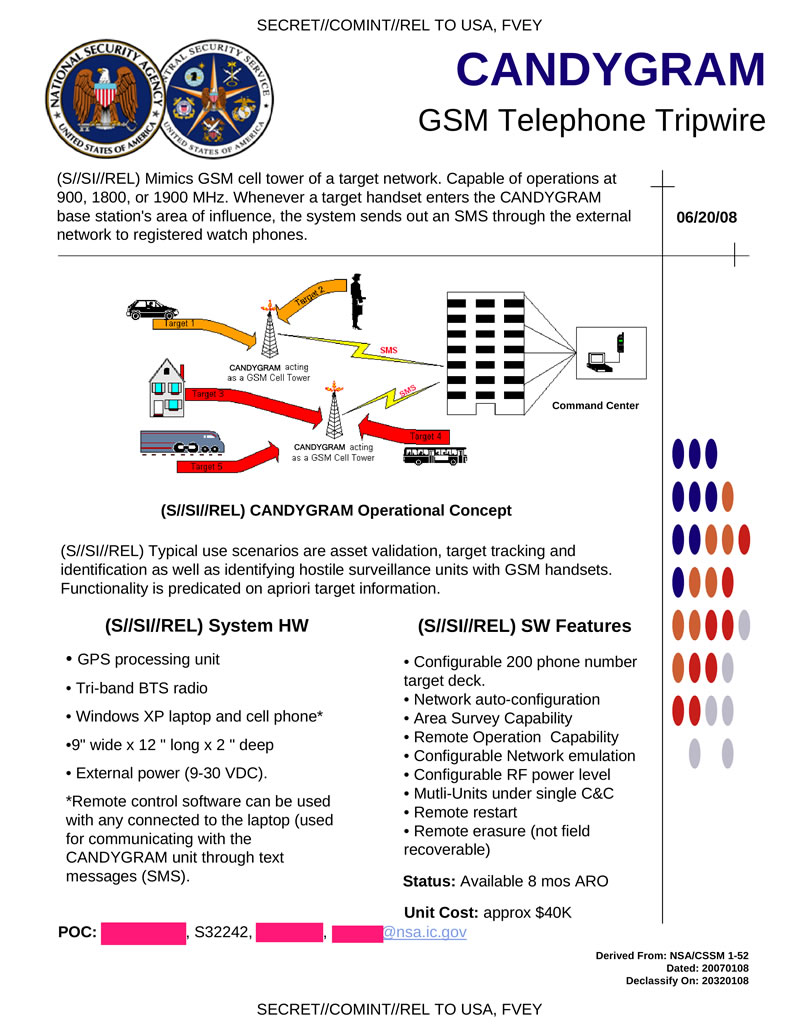
CANDYGRAM: imitación de las antenas de telefonía móvil para redes específicas del GSM
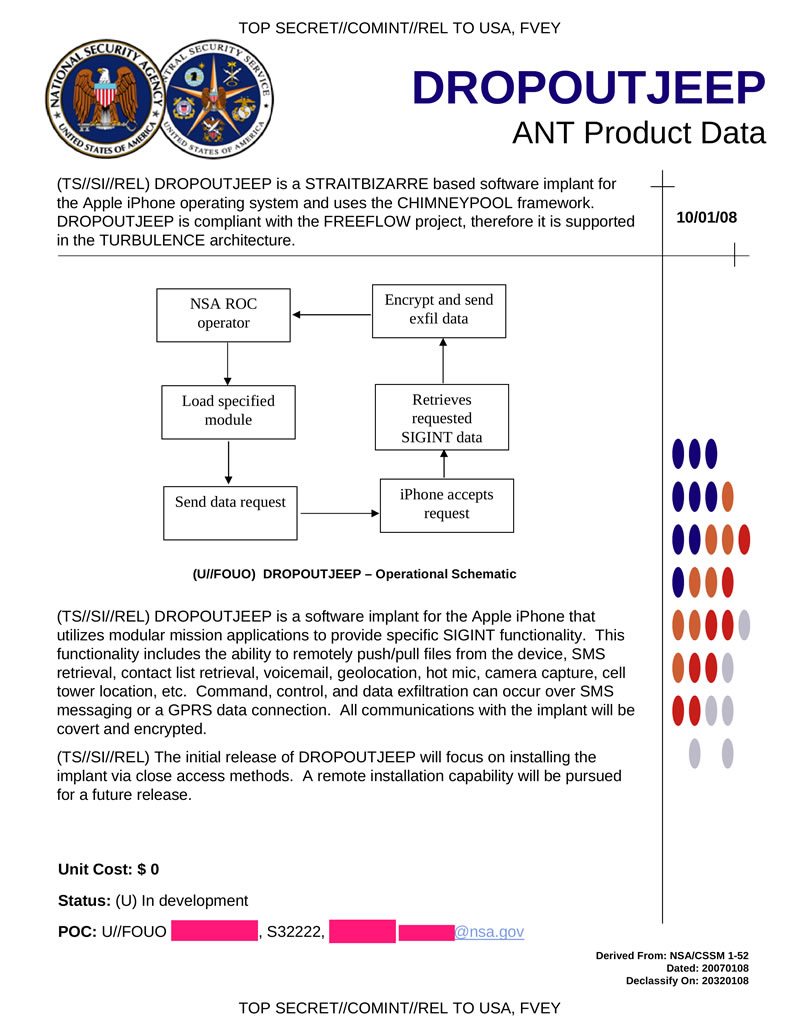
DROPOUTJEEP: implante de software destinado al sistema operativo iOS del iPhone de Apple
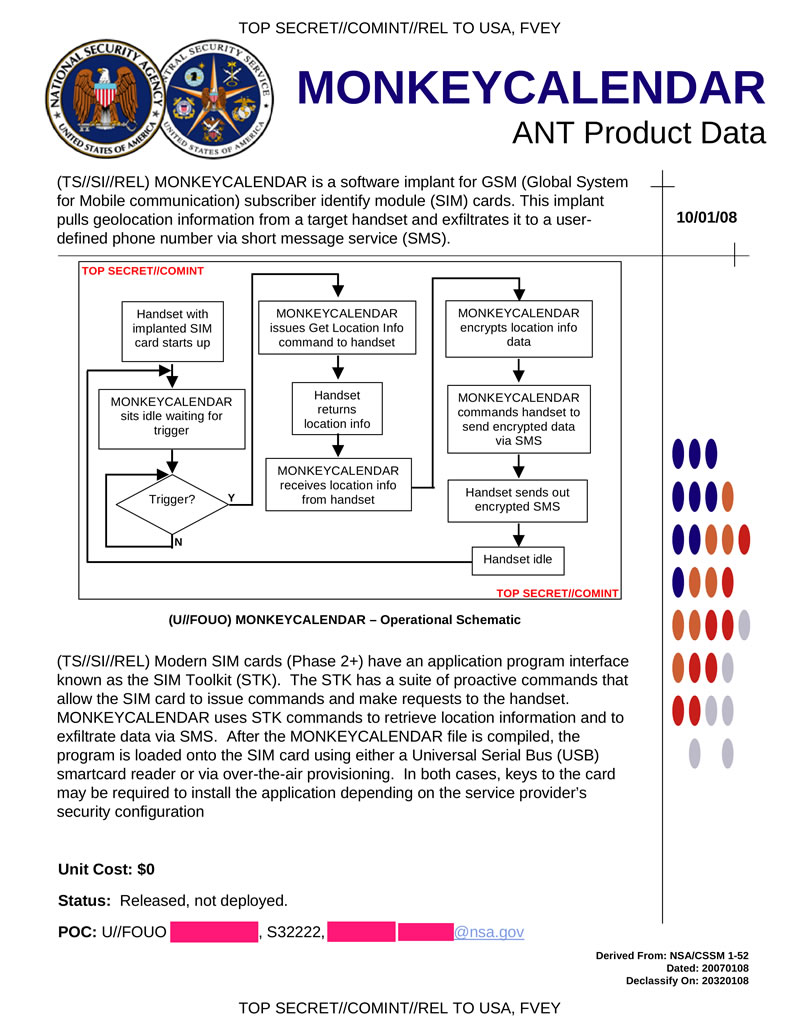
MONKEYCALENDAR: implante de software para la tarjeta SIM destinado a obtener la geolocalización del aparato
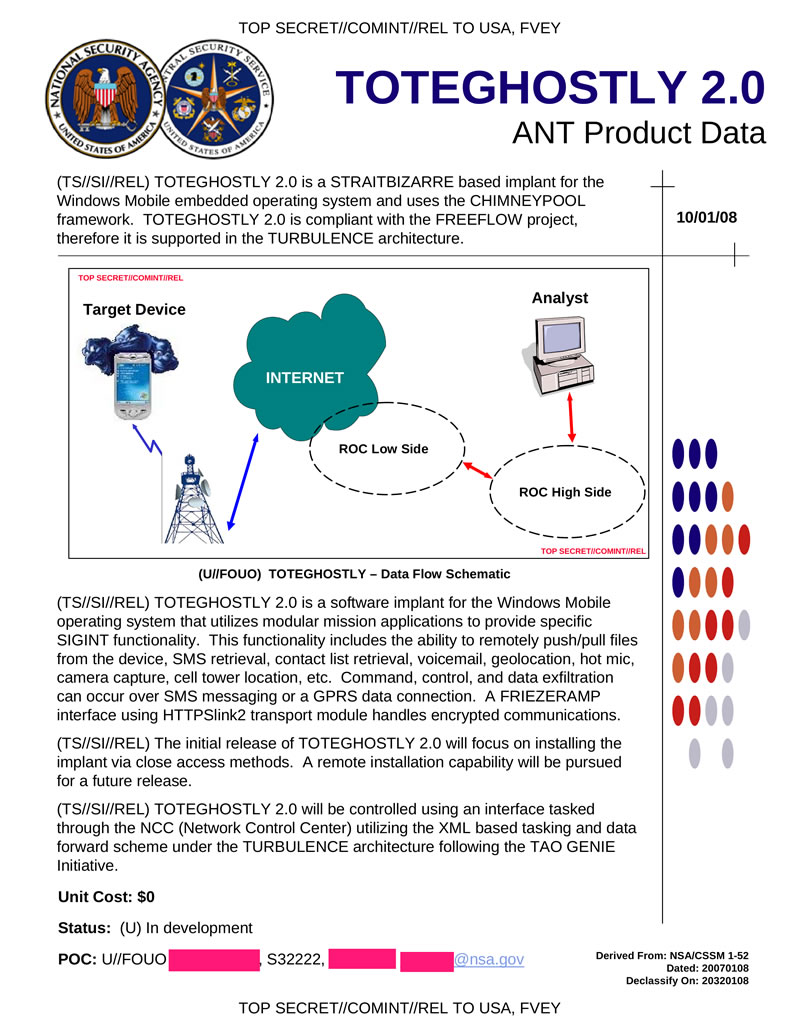
TOTEGHOSTLY 2.0: implante de software para Windows Mobile capaz de recuperar SMS, mensajes de texto, notas de voz y listas de contactos, así como encender micrófonos y cámaras
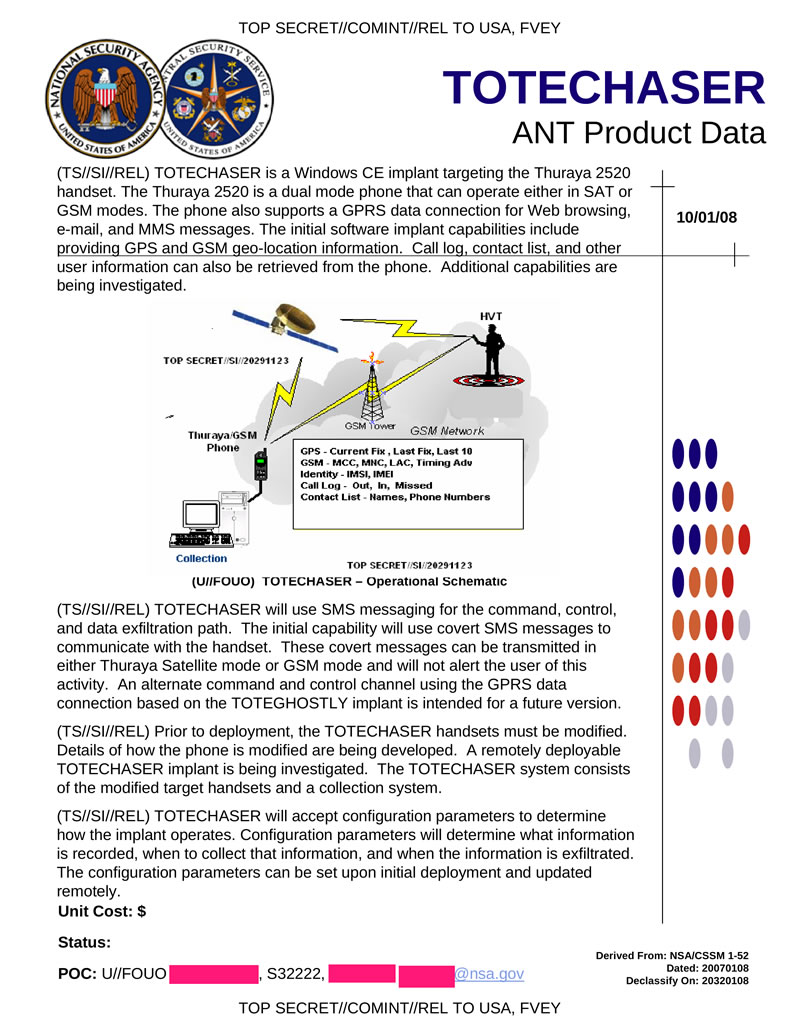
TOTECHASER: implante para Windows CE dirigido a los teléfonos cuyo proveedor sea Thuraya

La división de élite de la NSA, la Tailored Access Operations (TAO) interceptó entregas de ordenadores y portátiles pedidos por Internet con el fin de instalar spyware (software espía) y otros aparatos electrónicos físicos. Como colaboradores se encontraban la Agencia Nacional de Inteligencia (CIA) y el FBI.
Funcionarios de la NSA respondieron al diario Spiegel que: «Tailored Access Operations (TAO) es un bien nacional único que se encuentra a la vanguardia de la labor de la NSA en defensa de la nación y sus aliados. Su trabajo [el de TAO] se centra en la explotación de las redes informáticas para la recolección de datos procedentes de la inteligencia extranjera».
En otra revelación, no relacionada con las de Snowden, el Tesoro Público francés, que dirige la concesión de certificaciones, encontró que se habían expedido certificados falsos haciéndose pasar por Google con el fin de facilitar las labores de espionaje a funcionarios del gobierno francés a través de ataques man-in-the-middle.

### 2014

#### Enero

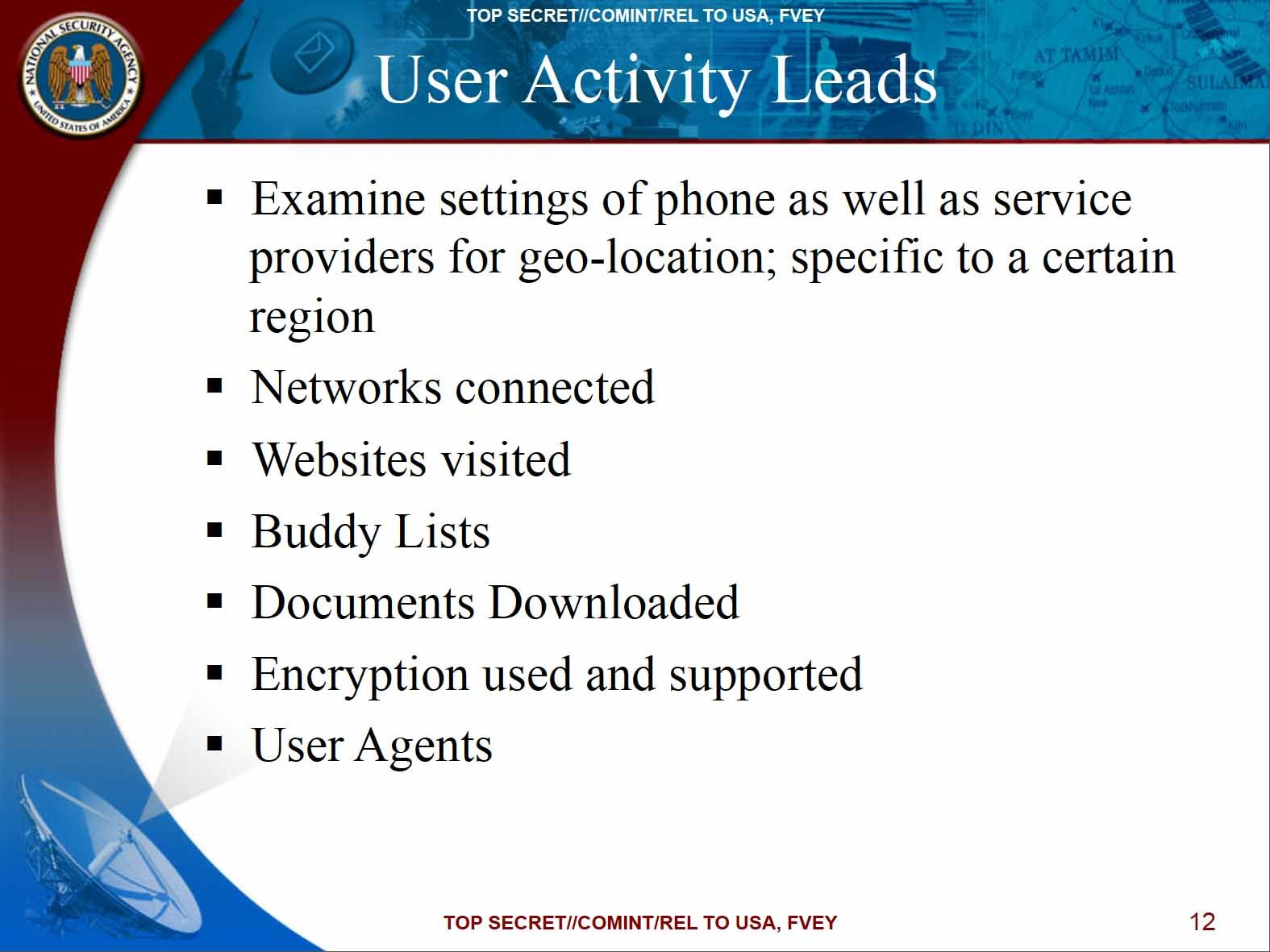
El 27 de enero de 2014, The New York Times publicó este documento interno de la NSA de una reunión de 2010, donde se detalla el alcance de la vigilancia de las agencias de inteligencia sobre los teléfonos inteligentes (smartphones). Los datos espiados por la NSA incluyen la configuración del teléfono, sus conexiones de red, historiales de búsqueda web, listas de contactos, documentos descargados y otros. Observe en la parte inferior de la imagen: «TOP SECRET//COMINT//REL TO USA, FVEY», estas claves se utilizan para indicar que el documento que esta viendo es (o era) de alto secreto (TOP SECRET) y que se trata de un documento de inteligencia (COMIT) al que tenían acceso los países de la alianza Cinco Ojos (FVEY), Australia, Gran Bretaña, Canadá y Nueva Zelanda y Estados Unidos.

Según datos de enero de 2014, la NSA está trabajando en un ordenador cuántico de gran alcance que sería capaz de romper todo tipo de códigos de cifrado y demás sistemas de seguridad similares.
Este proyecto es parte de un programa de investigación estadounidense dotado con un presupuesto de 79,7 millones de dólares conocido como Penetrating Hard Targets. Se trata de una extensa investigación llevada a cabo en habitáculos blindados conocidos como Jaulas de Faraday, diseñados para evitar la entrada o salida de radiación electromagnética.
En la actualidad, la NSA está cerca de producir bloques de este tipo que permitirían a la agencia tener un control cuántico total en dos qubits semiconductores.
Una vez que se tenga lo anterior, la NSA podría completar con éxito su ordenador cuántico, lo que permitiría a las agencias de inteligencia desbloquear y tener acceso a todos los datos en poder de bancos, compañías de seguro y tarjetas de crédito, minoristas, corredores de bolsa, gobiernos, historiales médicos, etc.
Según el New York Times la NSA estaría controlando aproximadamente 100 000 computadoras en todo el mundo con un software espía llamado Quantum. Quantum permitiría a la NSA vigilar esos equipos y por otro lado crear una «autopista» digital para desde allí, realizar ataques cibernéticos. Entre los objetivos de estos ataques están el ejército chino y ruso, pero también socios de Estados Unidos como las instituciones de la Unión Europea. El New York Times también informó que la NSA puede acceder y modificar las computadoras que no están conectadas a Internet mediante una tecnología secreta utilizada por la NSA desde 2008. Para ello sería necesario la inserción física de un hardware de radio de alta frecuencia por un espía, un fabricante o un usuario cualquiera, tanto de manera voluntaria como involuntaria. La tecnología se basa en la existencia de un canal secreto en las ondas de radio que se puede transmitir de las placas de circuitos pequeños a tarjetas o dispositivos USB insertados en las computadoras. En algunos casos, las órdenes también podrían enviarse a una estación receptora establecida por las agencias de inteligencia a kilómetros de distancia. La tecnología también puede transmitir el nuevo malware al ordenador ya infectado.
Channel 4 y The Guardian revelaron la existencia de DISHFIRE, una enorme base de datos de la NSA que recoge diariamente cientos de millones de mensajes de texto.
Según las revelaciones, la inteligencia británica (GCHQ) tiene acceso total a la base de datos, que utiliza para obtener información privada de los británicos gracias a una laguna legal en las leyes del país.
Cada día la base de datos recibe y almacena los siguientes volúmenes de datos:
- Los datos geolocalizados de más de 76 000 mensajes de texto y otras informaciones útiles.[332]
- Más de 110 000 nombres de personas, obtenidos a través de tarjetas electrónicas.[332]
- Más de 800 000 transacciones financieras, ya sea de pagos por transferencia o mediante la vinculación de tarjetas de crédito de los distintos usuarios con sus móviles.[332]
- Detalles de más de 1,6 millones de cruces fronterizos a partir de la itinerancia de datos.[332]
- Más de 5 millones de avisos de llamadas perdidas.[332]
- Alrededor de 200 millones de mensajes de texto en todo el mundo.[330]

La base de datos tiene un complemento que consiste en una herramienta de análisis conocida como Prefer Program (programa Prefiero) que procesa los mensajes SMS para extraer distintos tipos de información adicional, como avisos de llamadas pérdidas de los distintos contactos.
Según una publicación conjunta de los diarios New York Times, The Guardian y ProPublica, la NSA estadounidense y el GCHQ británico comenzaron a trabajar juntos para recoger y almacenar datos gracias al uso de software instalados en aplicaciones para teléfonos inteligentes (teléfonos inteligentes). Estas prácticas habrían empezado, como muy tarde, en 2007. Un informe filtrado por Snowden del GCHQ fechado en 2008 afirma que «cualquier persona que utilice Google Maps en un smartphone está trabajando y apoyando los sistemas del GCHQ». La NSA y el GCHQ utilizan distintos métodos para el acaparamiento masivo de datos de localización, planes de viaje a partir de los destino seleccionados en Google Maps, libretas de direcciones, listas de amigos, registros telefónicos y datos geolocalizados de imágenes publicadas en las versiones móviles de redes sociales como Facebook, Flickr, LinkedIn y Twitter, entre otros. En un informe de 20 páginas fechado en 2012, el GCHQ citó como ejemplo de «aplicación espía utilizada para extraer datos a los usuarios» al popular juego para móvil Angry Birds. Los datos recogidos en este tipo de aplicaciones permitirían a las agencias de inteligencias recoger información suficiente como para conocer el modo de vida de un usuario, su país de origen, localización exacta, edad, sexo, código postal, estado civil, ingresos financieros, etnia, orientación sexual, nivel educativo, número de hijos, etc.
Un documento del GCHQ fechado en agosto de 2012 proporcionó detalles sobre el programa de vigilancia Squeaky Dolphin, que permite al GCHQ un amplio seguimiento y en tiempo real de las distintas características de páginas y redes sociales, como su tráfico, visitas a vídeos de YouTube e incluso control del botón «me gusta» de Facebook y Blogspot, todo sin consentimiento o conocimiento de las empresas que prestan estos servicios. Squeaky Dolphin permite reunir, analizar y utilizar datos en tiempo real obtenidos de YouTube, Facebook y Blogger con fines analíticos. El programa es capaz de recoger direcciones de más de 1000 millones de vídeos vistos a diario, así como datos de usuarios.
Durante la Conferencia sobre el Cambio Climático de Naciones Unidas de 2009, celebrado en Copenhague, Dinamarca, la NSA y sus socios de la alianza Cinco Ojos pincharon y vigilaron las comunicaciones de los delegados de numerosos países. Esto se hizo para obtener ventajas a la hora de negociar con los distintos legisladores.

La Communications Security Establishment Canada (CSEC) realizó seguimientos a los pasajeros canadienses en aeropuertos gracias a servicios de conexión Wi-Fi. Los pasajeros que más tarde abandonaban los aeropuertos seguían siendo vigilados, ya que accedían a otras redes Wi-Fi en otras partes de Canadá. En un documento fechado en mayo de 2012, el CSEC canadiense describía que tenía accesos a dos sistemas de comunicaciones con más de 300 000 usuarios con el fin de identificar blancos específicos imaginarios. La operación fue ejecutada en nombre de la NSA como una especie de ensayo para probar nuevas tecnologías capaces de rastrear cualquier objetivo que haga incursiones ocasionales en ciudades o regiones. Esta tecnología fue posteriormente compartida con el resto de socios de Cinco Ojos: Australia, Nueve Zelanda, Reino Unido y Estados Unidos.

#### Febrero
Según una investigación de Süddeutsche Zeitung y la cadena de televisión NDR, el teléfono móvil del antiguo canciller alemán, Gerhard Schröder, fue monitorizado desde el año 2002, al parecer debido a la oposición de su gobierno a la intervención militar en Irak. Esta investigación estaría respaldada y confirmada por uno de los documentos de la NSA filtrados por Snowden. En ese documento se encuentra información de la National Sigint Requirement List (NSRL), donde los investigadores dedujeron que esta solo se refería al espionaje a Angela Merkel. Sin embargo Süddeutsche Zeitung y la NDR afirman que la orden de espionaje, dada en 2002, abarcaría también a Schröder. Según estos medios, Schröder era el número 388 en la lista de espiados, lista que contenía los nombres de las personas e instituciones puestas bajo la vigilancia de la NSA.
El servicio de inteligencia británico GCHQ lanzó un ataque cibernético a la red de activistas Anonymous utilizando un ataque de denegación de servicio (DoS) para cerrar una sala de chat frecuentado por miembros de esta red y espiarlos. El ataque, conocido como Rolling Thunder, fue llevado a cabo por una unidad del GCHQ conocida como Joint Threat Research Intelligence Group (JTRIG). Sin embargo, la unidad no logró revelar las identidades de varios de los miembros de Anonymous.
El programa de recogida de metadatos de la NSA, conocido como Section 215, que tiene como objetivo acumular registros de todas las llamadas realizadas en Estados Unidos, esta actualmente recogiendo, según The Washington Post, menos de un 30% de las llamadas de los estadounidenses a causa de su aún incompleta operabilidad. Este controvertido programa de la NSA fue autorizado por la secreta Foreign Intelligence Surveillane Court, dando permiso para registrar los número de teléfono y la ubicación del emisor y receptor de cada llamada.

#### Marzo
La NSA tiene una infraestructura que le permite hackear secretamente ordenadores de manera masiva gracias a sistemas automatizados que reducen la intervención humana necesaria para el proceso. La NSA posee un sistema con nombre en código TURBINE que le permite gestionar y controlar una gran red de implantes de malware transmitidos a dispositivos informáticos de manera remota, tanto de forma individual como de forma masiva en decenas de miles de dispositivos. TURBINE está diseñado para que la red pueda gestionar millones de implantes.
Los archivos conseguidos por la NSA son compartidos con sus aliados de la alianza Cinco Ojos.
Entre otras cosas, TURBINE es capaz de:
- Irrumpir en equipos y desviar el tráfico de datos extranjeros de internet de las redes de telefonía.
- Infectar archivos y discos duros.
- Grabar de forma encubiertas audios y conseguir imágenes utilizando micrófonos y cámaras web de los equipos.
- Lanzar ataques cibernéticos para romper o alterar descargas de archivos o denegar el acceso a determinados sitios web.
- Exfiltrating en unidades flash extraíbles que se conecten a un equipo infectado.

Los implantes de TURBINE están vinculados a una amplia red de vigilancia clandestina de sensores que la NSA ha instalado en lugares de todo el mundo, incluyendo la sede de la propia NSA de Maryland y sus bases de Misawa (Japón) y Menwith Hill (Inglaterra). Bajo el nombre en código TURMOIL, los sensores funcionan como una forma de vigilancia de sofisticada y alta tecnología, que sigue los paquetes de datos que se envían a través de Internet. Cuando los implantes de TURBINE identifican de manera automática los datos, los desvían a la NSA para que sean analizados. En cambio, cuando los objetivos se están comunicando, entra en funcionamiento TURMOIL, que envía alertas o "consejos" a TURBINE, para que comience el ataque con malware. Para identificar objetivos a vigilar, la NSA utiliza una serie de "selectores" hechos a medida que fluyen a través de las líneas de comunicación de Internet. Estos selectores pueden recoger direcciones de correo, IP, cookies que contengan nombres de usuario o identificaciones procedentes de sitios como Google, Facebook, Hotmail, Yahoo! y Twitter. Estas "cookies" de publicidad de Google, recogen los hábitos de navegación, huellas digitales y claves y cifrados que permiten rastrear al usuario e identificar el ordenador desde el que se conecta a Internet, incluso cuando se bloquean o actualizan ordenadores con Windows.
La presidenta del Comité Selecto de Inteligencia del Senado de Estados Unidos, Dianne Feinstein, acusó a la CIA de espiar la red informática independiente establecida por el comité para la investigación de las torturas y abusos cometidos por la CIA en las cárceles clandestinas durante los programas de interrogatorio de la administración de George Bush.
El programa para interceptar comunicaciones, de nombre en código MYSTIC, comenzó en 2009. Junto con el programa de nombre RETRO, abreviatura del equivalente en inglés de "recuperación retrospectiva" (RETRO permite recuperar grabaciones interceptadas de hasta un mes de antigüedad), MYSTIC es capaz de grabar el 100% de las llamadas telefónicas de un país extranjero, lo que permite a la NSA revisar y almacenar conversaciones de hasta 30 días de antigüedad y sus metadatos. Con esta capacidad de almacenamiento, la NSA puede recurrir al historial para ver movimientos, planes y "asociados" de una persona.
El 21 de marzo, Le Monde publicó diapositivas de una presentación interna de la Communications Security Establishment de Canadá que atribuía una pieza de software malicioso a la inteligencia francesa. La presentación concluía que la lista de víctimas de ese malware eran prioridades de la inteligencia francesa, además se encontraron referencias culturales a la cultura francesa en el código fuente del malware, como el nombre "Babar", un famoso personaje infantil francés y el nombre del desarrollador, "Titi".
La multinacional francesa de las telecomunicaciones, Orange S.A. comparte sus datos con la agencia de inteligencia francesa DGSE, agencia que posteriormente las entrega también a la agencia británica GCHQ.
La NSA espía a la compañía de tecnología china Huawei, fabricante de teléfonos, tabletas e infraestructura de telecomunicaciones, como fibra óptica. Según Der Spiegel, este tipo de tecnología es decisiva en la batalla de la NSA por la supremacía de la información. La NSA, en una operación denominada Shotgiant, pudo acceder a archivos de correo de Huawei y al código fuente de sus productos. El gobierno de Estados Unidos temía que Huawei cooperara con el Ejército Popular de Liberación, las fuerzas armadas de China, y el gobierno de ese país para actividades de ciberespionaje o ciberguerra. Los objetivos de la operación de la NSA eran evaluar esta relación y aprender más sobre los planes del gobierno chino, pero también utilizar los datos obtenidos de Huawei para espiar a sus clientes, como Irán, Afganistán, Pakistán, Kenia y Cuba. El expresidente de China, Hu Jintao, el Ministerio de Comercio chino, los principales bancos del país, así como las empresas de telecomunicaciones también fueron blanco de la NSA.
The Intercept publicó un documento donde un empleado de la NSA disertaba sobre cómo construir bases de datos de direcciones IP, correos y cuentas de Facebook asociadas a los administradores del sistema para que la NSA pudiera obtener acceso a estas redes y sistemas.
A finales de marzo de 2014, Der Spiegel y The Intercept publicaron una serie de archivos clasificados relacionados con los esfuerzos del GCHQ y la NSA para espiar a Alemania. El GCHQ británico utilizó tres empresas alemanas de análisis de datos para obtener información del tráfico y los puntos de intercambio de Internet en Alemania, así como los principales proveedores y las tendencias futuras en el sector sobre empleo y tecnología. El Tribunal de Vigilancia de Inteligencia Extranjera autorizó a la NSA para vigilar de forma generalizada a personas e instituciones alemanas, independientemente de si los espiados fueran o no sospechosos de algún delito. La canciller alemana, Angela Merkel, estaba incluida en la lista de personas vigiladas, junto a otros 121 líderes extranjeros. Los datos recogidos se almacenaban en una base de datos llamada Nymrod. Según The Intercept: «la NSA utiliza el sistema Nymrod para encontrar información relativa a objetivos que de otra manera serían difíciles de rastrear». Según los documentos secretos de la NSA, la base de datos cuenta con informes secretos, comunicaciones interceptadas y transcripciones completas de faxes, llamadas telefónicas y otras comunicaciones recogidas por sistemas informáticos. Más de 300 "citas" (informes de inteligencia y transcripciones recogidas por operarios de la NSA) de Merkel estarían disponibles en esa base sólo en 2013.

#### Abril

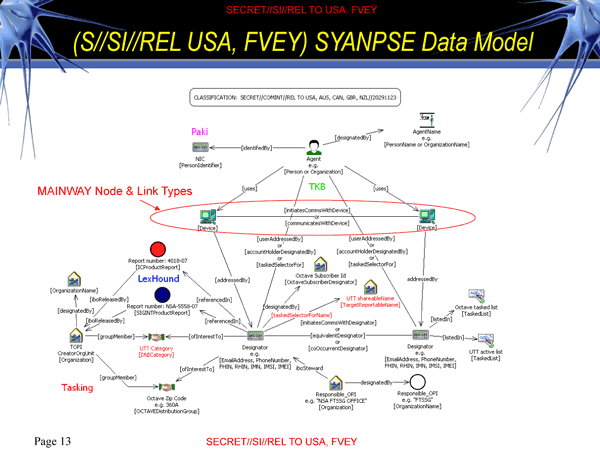
El New York Times, citando documentos filtrados por Snowden, informó en septiembre de 2013 que la NSA empezó a explotar de manera masiva los datos telefónicos y correos electrónicos de los estadounidenses después de que se levantara la ley que lo prohibía en 2010. Esto permite el análisis gráfico a gran escala de grandes conjuntos de metadatos. La diapositiva muestra uno de los métodos usados por la agencia para obtener material procedente de fuentes públicas o comerciales, como códigos bancarios, seguros, perfiles de Facebook, padrones electorales, listas de pasajeros, información GPS, etc. Estas acciones se hacen tanto contra estadounidenses como personas extranjeras.

Hacia finales de abril, Edward Snowden dijo que los sistemas de vigilancia de Estados Unidos espían a la población estadounidense más que a nadie en el mundo, lo que ponía en entredicho todo lo defendido por el gobierno de Estados Unidos hasta ese momento.

#### Mayo
Un artículo publicado por Ars Technica mostró imágenes de empleados de la Tailored Access Operations (TAO) de la NSA interceptando un router Cisco.
The Intercept y Wikileaks revelaron información sobre qué países estaban recogiendo comunicaciones como parte del programa de vigilancia MYSTIC. El 19 de mayo The Intercept informó que la NSA graba y archiva casi todas las conversaciones de teléfonos móviles en las Bahamas gracias a un sistema llamado SOMALGET, que forma parte del programa MYSTIC.
Esta vigilancia masiva se ha estado produciendo sin el permiso del gobierno de las Bahamas. El periódico también informó que esta práctica también se realiza en Kenia, Filipinas, México y un quinto país, aunque no se dio el nombre debido, según The Intercept, a «las preocupaciones creíbles sobre un aumento de la violencia en ese país de conocerse». Wikileaks publicó el día 23 de mayo de 2014 que el «país sin nombre» era Afganistán.
En respuesta a las nuevas revelaciones, la NSA declaró que «las informaciones sobre la recolección de inteligencia exterior arbitraria y sin restricciones de la NSA son falsas».
Los millones de imágenes, correos electrónicos, mensajes de texto, redes sociales o videoconferencias que las operaciones mundiales de vigilancia de la NSA explotan, se utilizan en sofisticados programas de reconocimiento facial para rastrear a sospechosos de «terrorismo» y otros objetivos de la inteligencia estadounidense.

#### Junio
Vodafone reconoció que había permitido a las agencias gubernamentales acceder a sus cables submarinos.
Vodafone señaló que seis países habían demandado acceso a estas redes, aunque no dijo sus nombres.
Los documentos de alto secreto de un programa de vigilancia encubierto llamado OPC-1 (Overseas Processing Centre 1, cuyo nombre en código es CIRCUIT) por el GCHQ fue sacado a la luz por The Register. Tomando como referencia los documentos de Edward Snowden, también se señaló las grietas provocadas por el GCHQ en la fibra óptica submarina en el estrecho de Ormuz de Yemen. British Telecommunications y Vodafone también estaban implicadas.
El periódico danés Dagbladet Information y The Intercept revelaron el 19 de junio que la NSA poseía un programa de vigilancia de nombre en código MURALLA-A, que permitía intervenir e instalar equipos de vigilancia en los cables de fibra óptica de "terceros" países, responsables de la mayoría del tráfico de comunicaciones electrónicas en el mundo. Los socios extranjeros dan a la NSA grandes cantidades de datos en contenidos de llamadas telefónicas, faxes, correos, chats y archivos de voz procedentes del software de Skype. A cambio, los socios de la NSA reciben equipos de vigilancia avanzada de la NSA, para poder espiar la masa de datos que fluye hacia y desde sus respectivos territorios. En estos socios se encuentra Alemania y Dinamarca.

#### Julio
Durante la primera semana de julio, un empleado de sexo masculino de 31 años de edad de los servicios de inteligencia alemanes, el BND, fue arrestado bajo la acusación de espiar para Estados Unidos. Se sospechaba que podría haber espiado a la Comisión Parlamentaria alemana que investigaba el espionaje de la NSA.
El antiguo funcionario de la NSA y denunciante, William Binney, dijo en una conferencia en Londres del Centro de Periodismo de Investigación que «al menos el 80% de todas las llamadas, no sólo metadatos, están registradas y almacenadas en los Estados Unidos. La NSA miente». También afirmó que «la mayoría de los cables de fibra óptica atraviesan Estados Unidos, lo que no es una mera casualidad, sino una forma de que Estados Unidos pueda acceder a todas las comunicaciones».
The Washington Post publicó una revisión de los archivos proporcionados por Snowden, que contenían aproximadamente 160 000 mensajes de texto y correos electrónicos interceptados por la NSA entre 2009 y 2012. El periódico concluyó que nueve de cada diez titulares de cuentas cuyas conversaciones habían sido grabadas no eran un objetivo a espiar, sino que habían quedado «atrapados» en la red de vigilancia. En su análisis, el Post señaló que muchas de esas personas vigiladas eran estadounidenses.
El 9 de julio, un soldado que trabajaba en el Ministerio Federal de Defensa de Alemania cayó bajo sospecha de espiar para Estados Unidos.
Como resultado de la anterior detención del 4 de julio y esta, el gobierno alemán expulsó del país al jefe de la CIA en Alemania el 17 de julio.
El 18 de julio, el exfuncionario del Departamento de Estado de los Estados Unidos, John Tye, publicó una editorial en el Washington Post, donde destacaba las preocupaciones que tenía sobre la recopilación de datos que se realizaba en virtud de la Orden Ejecutiva 12333, material clasificado al que habría tenido acceso desde el Departamento, aunque no dio a conocer públicamente ese material.

#### Agosto
El diario The Intercept informó en agosto de 2014 de que la NSA está suministrando en secreto gran cantidad de datos a casi dos docenas de agencias del gobierno de Estados Unidos –23 concretamente– gracias a un motor de búsqueda similar a Google llamado ICREACH. También informó que la base de datos a la que pueden acceder estas agencias, encargadas de hacer cumplir la ley como el FBI y la Administración para el Control de Drogas, fue creada para mantener los cerca de 850 000 millones de registros de metadatos de llamadas telefónicas, correos electrónicos, localizaciones y mensajes de texto que la NSA ya tenía almacenados en esas fechas.

### 2015

#### Enero
Según datos de Der Spiegel —publicados por Jacob Appelbaum, Aaron Gibson, Claudio Guarnieri, Andy Müller-Maguhn, Laura Poitras, Marcel Rosenbach, Leif Ryge, Hilmar Schmundt y Michael Sontheimer— Estados Unidos se estaría preparando para una escalada bélica, en la cual la vigilancia no representaría otra cosa que la primera fase o «Fase 0», cuyo objetivo es establecer vulnerabilidades en las redes enemigas. El programa Passionatepolka, por ejemplo, puede inutilizar tarjetas de red de forma remota. Berserkr implantaría “puertas traseras persistentes” y “drivers parasitarios” y Barnfire, podría “borrar el BIOS en una marca de servidores que actúan como una red troncal de muchos gobiernos rivales”. El programa Quantumdirk, inyecta contenido malicioso en servicios de chat provistos por sitios web como Facebook y Yahoo. Y las computadoras infectadas con Straitbizarre pueden ser convertidos en nodos “disparadores” descartables y no atribuibles. Adicionalmente la documentación de Snowden revela que la NSA aprovecha el trabajo de otras agencias de inteligencia para recabar información y utilizarla para su provecho, esto lo hacen mediante su Centro de Operaciones Remotas (ROC).

#### Febrero
Tomando como base los documentos de Snowden, The Intercept informó que la NSA y el GCHQ habían irrumpido en la red informática interna de Gemalto y robado las claves de cifrado que utilizan sus tarjetas SIM a más tardar en 2010. Gemalto era en 2015 el mayor fabricante de tarjetas SIM del mundo, con cerca de 2000 millones de tarjetas anuales. Con las claves obtenidas, las agencias de inteligencia consiguieron la capacidad de espiar teléfonos móviles sin el conocimiento de los operadores de telefonía o gobiernos extranjeros.

#### Marzo
El periódico The New Zealand Herald, en colaboración con The Intercept, publicó que Nueva Zelanda utilizó XKeyscore para espiar a los candidatos a presidir la Organización Mundial del Comercio y también a miembros del gobierno de las Islas Salomón.

#### Abril
En enero de 2015, la DEA reveló que había estado recopilando registros y metadatos de todas las llamadas telefónicas realizadas por estadounidenses a 116 países vinculados al tráfico de drogas. El programa de la DEA era un programa independiente de los demás administrados por la NSA. En abril, USA Today informó que el programa de recolección de datos de la DEA había empezado en 1992 e incluía todas las llamadas telefónicas entre Estados Unidos, México y Canadá. Funcionarios y antiguos funcionarios describieron el programa como un precursor de los similares de la NSA. La DEA aseguró que su programa se suspendió en septiembre de 2013 después de la revisión de los programas de la NSA y que «se daba por concluido».

## Reacción

### Reacción de los líderes políticos
Estados Unidos
En política interior, el presidente Barack Obama aseguró que «no se ha espiado a los estadounidenses»; además, el secretario de prensa de la Casa Blanca afirmó que los programas de vigilancia revelados por Snowden «habían sido autorizados por el Congreso».
En el plano internacional, el fiscal general de Estados Unidos, Eric Holder, aseguró a los extranjeros que «no podemos espiar a personas extranjeras en el extranjero si no hay un propósito válido».
Reino Unido
El primer ministro británico, David Cameron, amenazó a los periodistas con que «si no demuestran alguna responsabilidad social va a ser muy difícil para el gobierno dar un paso atrás y no actuar».
El vice primer ministro Nick Clegg hizo hincapié en que los medios de comunicación debían «defender por encima de todo los secretos de las agencias de inteligencia».
El Secretario de Relaciones Exteriores, William Hague, declaró que «tenemos mucho cuidado en el equilibrio entre la privacidad de los individuos y nuestro deber de salvaguardar la seguridad nacional y pública del Reino Unido».
Hague defendió la alianza Cinco Ojos y reiteró que la colaboración británico-estadounidense en labores de inteligencia debe mantenerse, pues «ha salvado muchas vidas», según sus propias palabras.
Australia
El primer ministro australiano, Tony Abbott, declaró que «cada agencia gubernamental de Australia y cada oficial de Australia en el país y en el extranjero, opera de acuerdo a la ley».
Abbot criticó a la Australian Broadcasting Corporation, tildándola de «antipatriota», debido a que habían sacado a la luz parte de los documentos aportados por Snowden, a quien Abbott describió como un «traidor».
El canciller Julie Bishop también denominó a Snowden como un «traidor» y lo acusó de traición «sin precedentes».
Bishop defendió la alianza Cinco Ojos y reiteró que Australia, Estados Unidos y su relación en servicios de inteligencia no debía ser cuestionada, pues «salva vidas».
Alemania

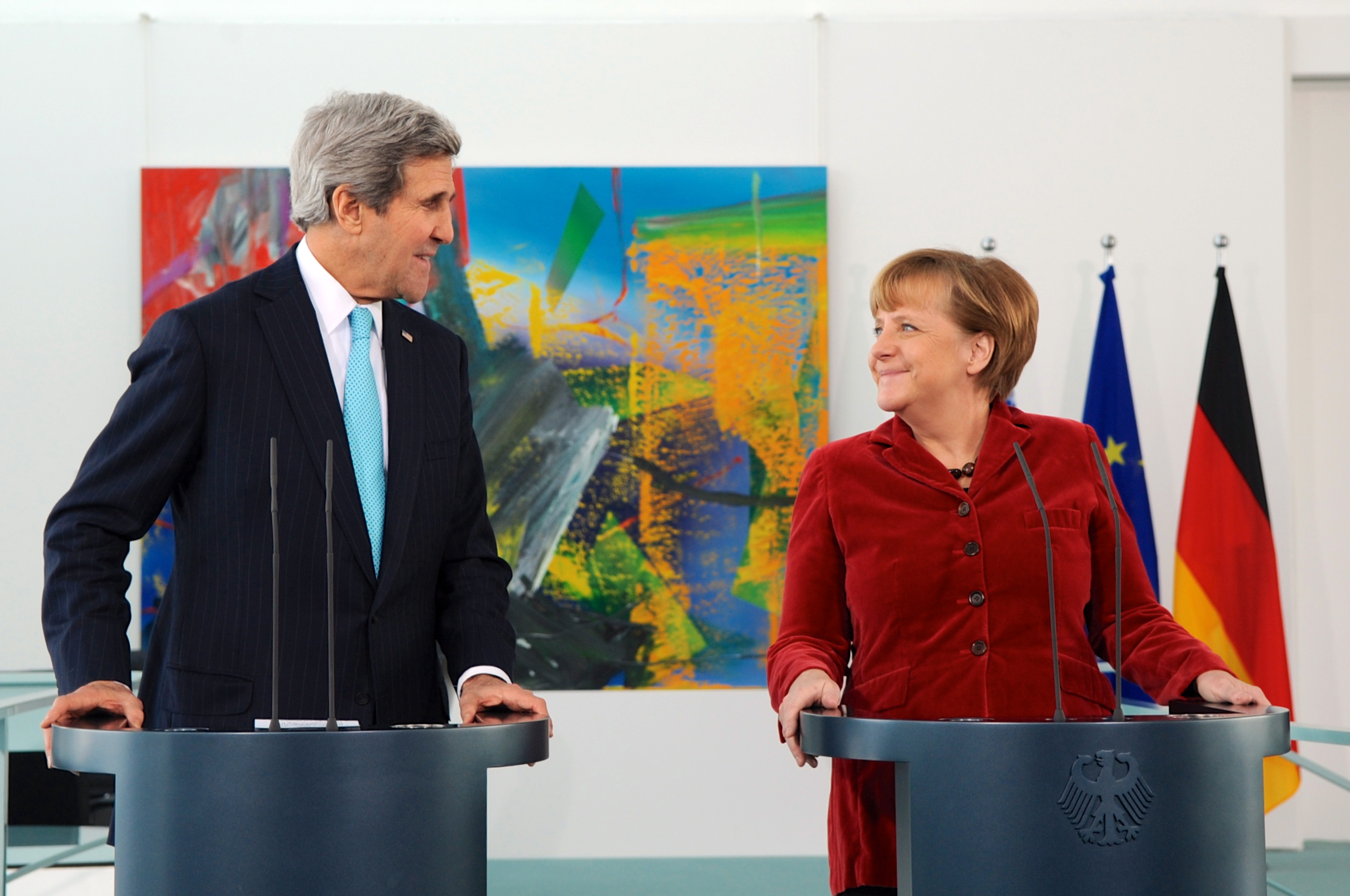
La canciller alemana Angela Merkel junto al Secretario de Estado de Estados Unidos, John Kerry, en enero de 2014

En julio de 2013, la canciller alemana, Angela Merkel, defendió las prácticas de la NSA y describió a Estados Unidos como «nuestro más fiel aliado de las últimas décadas».
Después de que se destapara que la NSA había estado espiando a Merkel, la canciller cambió radicalmente sus declaraciones, comparando a la NSA con la Stasi, los antiguos servicios de inteligencia de la RDA.
Según The Guardian, Alemania estaría intentado utilizar esta polémica sobre el espionaje de la NSA como excusa para poder ingresar en la hermética alianza de los Cinco Ojos.
El Ministro del Interior alemán, Hans-Peter Friedrich, declaró que «los estadounidenses toman muchas preocupaciones para mantener la privacidad de los datos interceptados». Al testificar ante el Parlamento alemán, Friedrich defendió la actuación de la NSA, citando cinco supuestos ataques terroristas en suelo alemán abortados gracias a la NSA.
Suecia
El Ministro de Relaciones Exteriores sueco, Carl Bildt, defendió a los Servicios de Inteligencia de Suecia y describió sus prácticas de vigilancia como una necesidad nacional.

### Revisión de las agencias de inteligencia
- En julio de 2013, el gobierno alemán anunció una amplia revisión de los servicios de inteligencia de Alemania.[434][435]

- En agosto de 2013, el gobierno estadounidense anunció una amplia revisión de los servicios de inteligencia de Estados Unidos.[436][437]

- En octubre de 2013, el gobierno británico anunció una extensa revisión de los servicios de inteligencia del Reino Unido.[438]

- En diciembre de 2013, el gobierno canadiense anunció una amplia revisión de los servicios de inteligencia de Canadá.[439]

### Críticas
En enero de 2014, el presidente de Estados Unidos, Barack Obama, declaró que «a menudo las revelaciones sobre vigilancia se han hecho en un tono sensacionalista, lo que hace que muchas veces hayan arrojado más calor que luz».
Otros críticos como Sean Wilentz afirmaron que «la NSA probablemente haya actuado con mucha más responsabilidad que la revelada por las filtraciones y las distintas publicaciones en la prensa». Según Wilentz «las filtraciones han desatado una alarma por unos supuestos abusos que están justificados; además, la mayoría de los documentos filtrados por Snowden poco tienen que ver con la vigilancia nacional o interna».
Edward Lucas, exjefe de la sección en Moscú de la revista británica The Economist, estuvo de acuerdo con la opinión de Wilentz, argumentando que «las revelaciones de Snowden favorecen de forma clara y sospechosa a los intereses de un país: Rusia». Además, citando a Masha Gessen declaró que «la máquina de propaganda rusa no había apoyado tanto a un ciudadano estadounidense desde el juicio a la comunista Angela Davis en 1971».
Bob Cesca se opuso a que el New York Times revelara el nombre de un empleado de la NSA y el lugar exacto donde un grupo de Al Qaeda estaba siendo objeto de una serie de slides filtrados.
El periodista ruso Andrei Soldatov argumentó que «las revelaciones de Edward Snowden habían tenido consecuencias negativas para la libertad de Internet en Rusia, ya que desde las filtraciones las autoridades rusas habrían aumentado la vigilancia sobre las páginas y servicios localizados en Estados Unidos, como Google y Facebook, bajo el pretexto de proteger la privacidad de los usuarios rusos». Soldatov también dijo que «como resultado de las revelaciones, los gobiernos nacionales tenderán a apoderarse de las competencias que actualmente poseen las organizaciones que participan en la mejora de la arquitectura global de Internet, lo que produciría la balcanización de Internet con la regionalización y restricciones al libre acceso global de la información».
La Declaración de Montevideo sobre el Futuro de la Cooperación en Internet, emitida en octubre de 2013 por la ICANN y otras organizaciones, advirtió «de la fragmentación de Internet a nivel nacional» y expresó «su profunda preocupación por el brusco descenso de la confianza de los usuarios en Internet a nivel mundial debido a las recientes revelaciones».

## Galería de documentos secretos filtrados

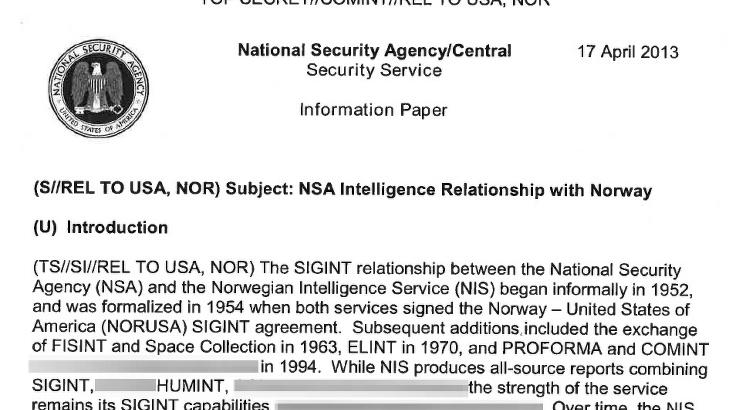
Documento que prueba la colaboración de la NSA con los Servicios de Inteligencia de Noruega
- Relación de la NSA con la FRA de Suecia
- Documento secreto donde se acuerda que la NSA y la Unidad 8200 israelí compartan datos
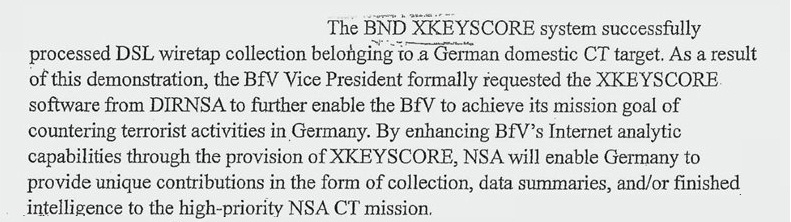
Documento donde la NSA explica al Servicio Federal de Inteligencia de Alemania como funciona XKeyscore
- Relación de la NSA con la Communications Security Establishment de Canadá
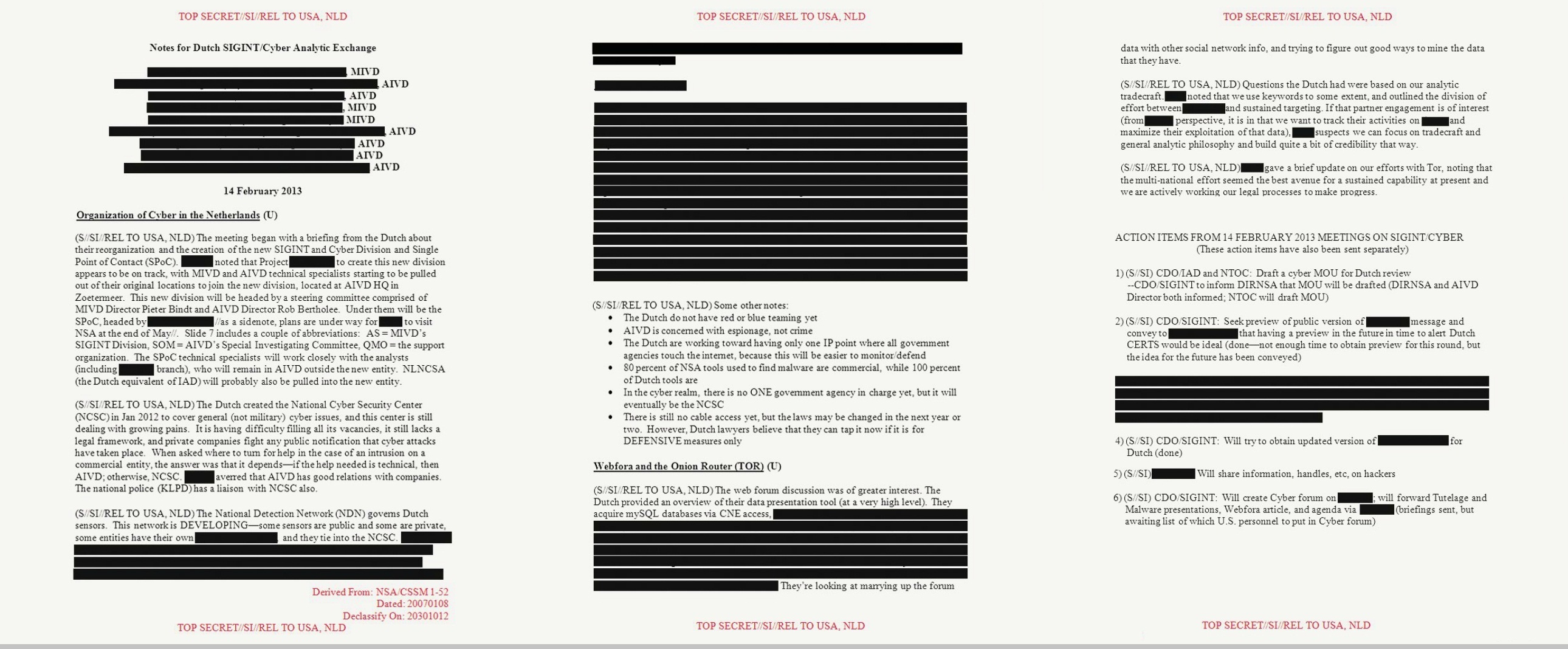
Documentos de una reunión secreta entre la NSA y los Servicios de Inteligencia Neerlandeses (NIS) y el MIVD (también neerlandés).

- Orden judicial instando a Verizon a entregar todos sus metadatos a la NSA
- Documento secreto con los procedimientos utilizados para la vigilancia de extranjeros
- Procedimientos utilizados para minimizar el espionaje a ciudadanos estadounidenses
- Reporte de OIG de 2009 sobre Stellar Wind, nombre en clave de una de las operaciones de recogida de datos (pinche en la imagen para ver el informe completo).
- Memorádum de 2007 de Michael Mukasey solicitando mayores poderes.
- Directiva Presidencial Política 20 (en inglés: Presidential Policy Directive 20), firmada por Barack Obama y clasificada como Top Secret, relativa a la guerra cibernética
- Informe de la NSA sobre violaciones de privacidad.
- Veredicto del tribunal FISA, donde se declara que las actividades de la NSA son ilegales por razones legales y constitucionales. No obstante, FISA no puso freno a las operaciones y dio su visto bueno para su continuación.
- Tablas adicionales sobre los presupuestos de la Inteligencia de Estados Unidos para 2013
- Directrices generales
- ¿Qué es una violación de privacidad?

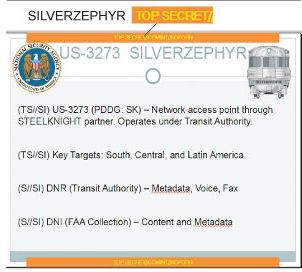
SilverZephyr Slide
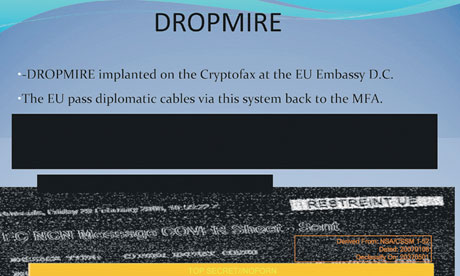
Dropmire Slide.
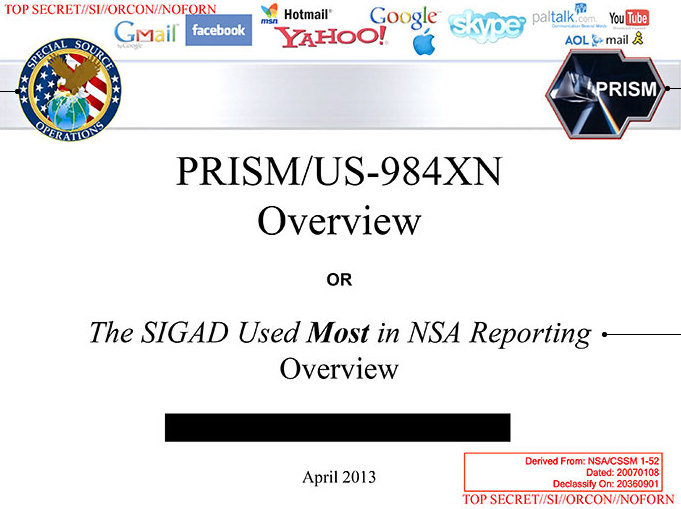
Carátula de la presentación de PRISM, pueden verse los logos de empresas asociadas al programa: Apple, Google, Facebook, Yahoo, Microsoft.
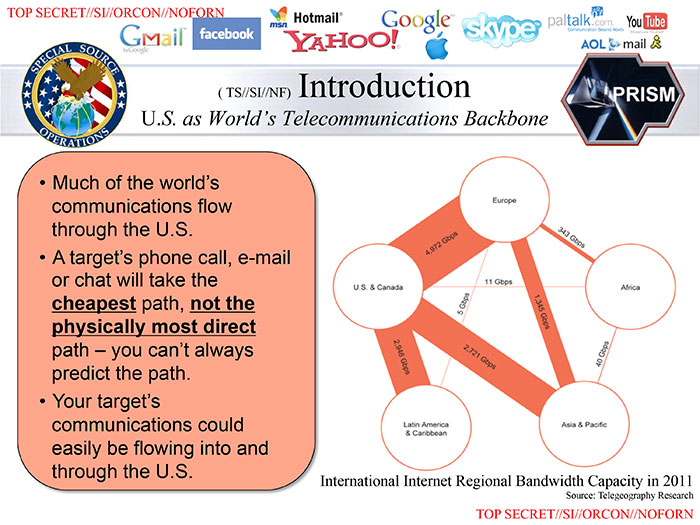
Mapa del ancho de banda a nivel mundial
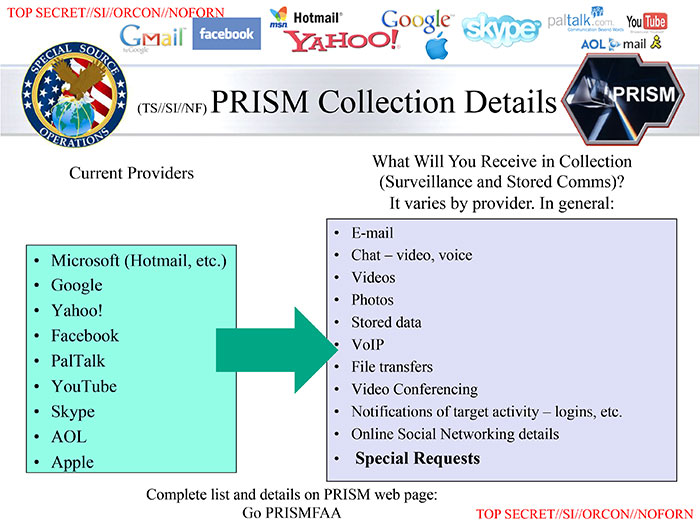
Esquema con los nombres de las empresas que proveen de datos a la NSA a través del programa PRISM y servicios que normalmente prestan (Top Secret).
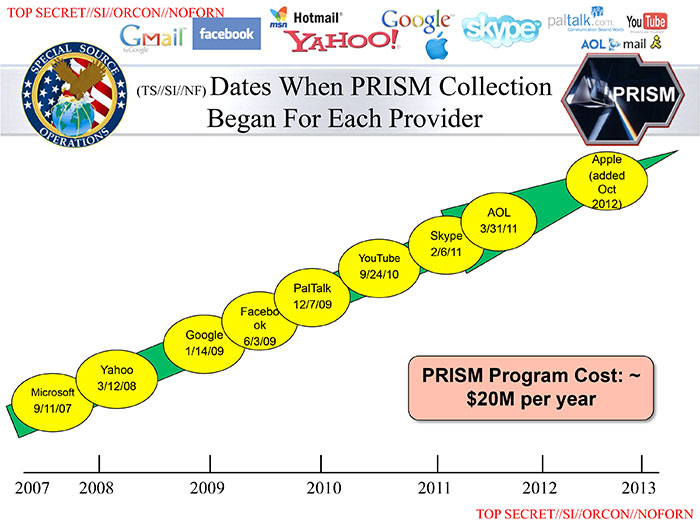
Documento donde se muestran las fechas en las que cada empresa empezó a colaborar con PRISM
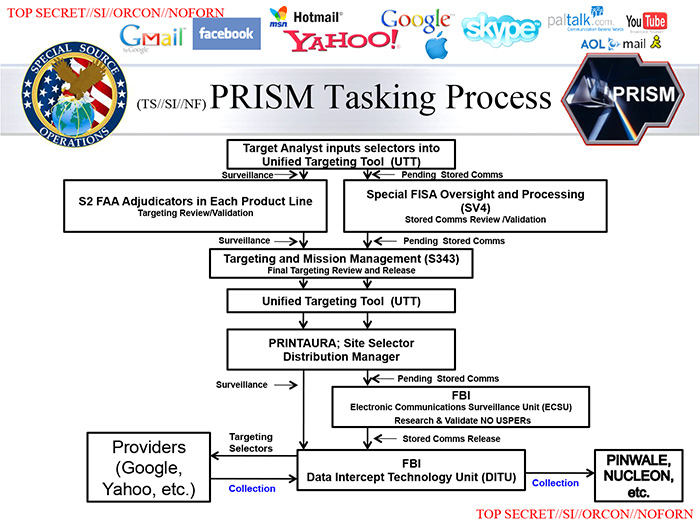
Diagrama con el proceso de asignación de tareas
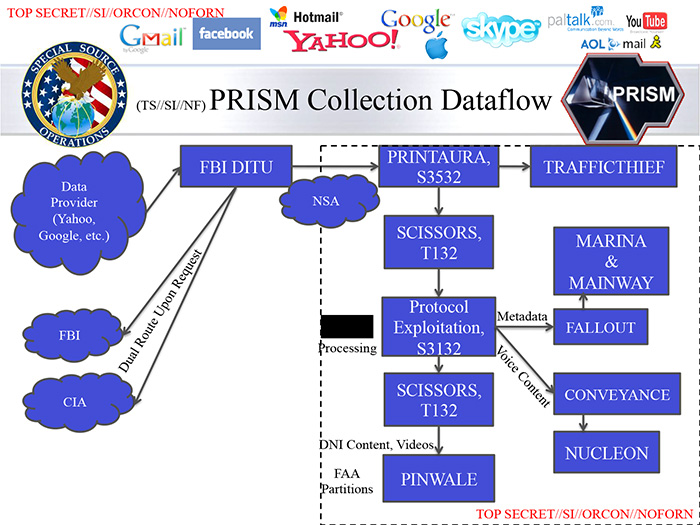
Flujo de datos a PRISM
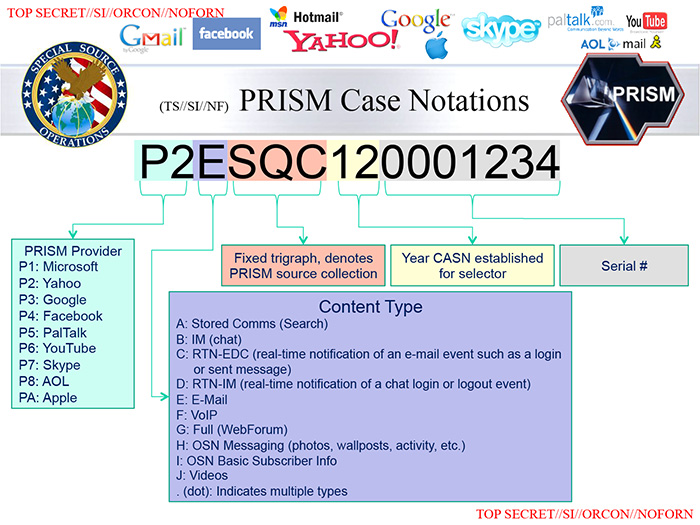
Distintos casos para la recogida de datos
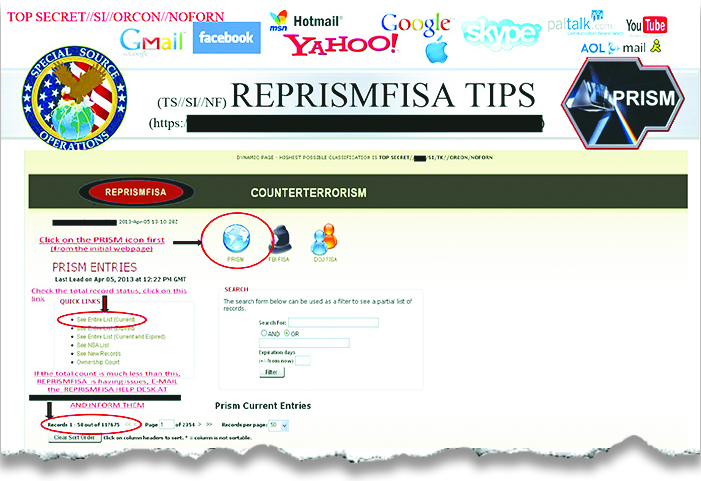
Aplicación web REPRISMFISA
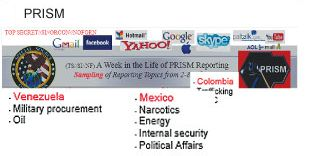
Objetivos de PRISM en una semana cualquiera
- Presentación de 2008 del programa XKeyscore. (vea el PDF completo pulsando en la imagen).
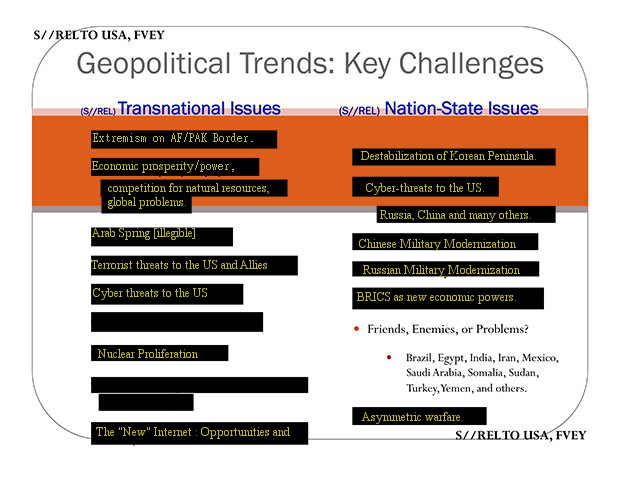
Tendencias geopolíticas: desafíos clave (pinche en la imagen para ver la relación de países amigos o enemigos y pasos a dar por el gobierno de Estados Unidos)
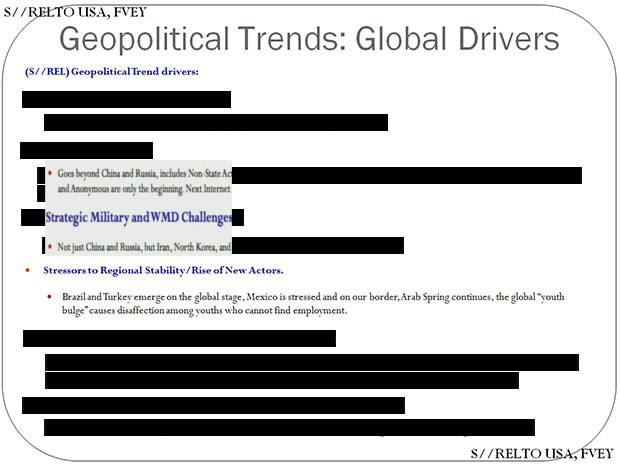
Tendencias geopolíticas
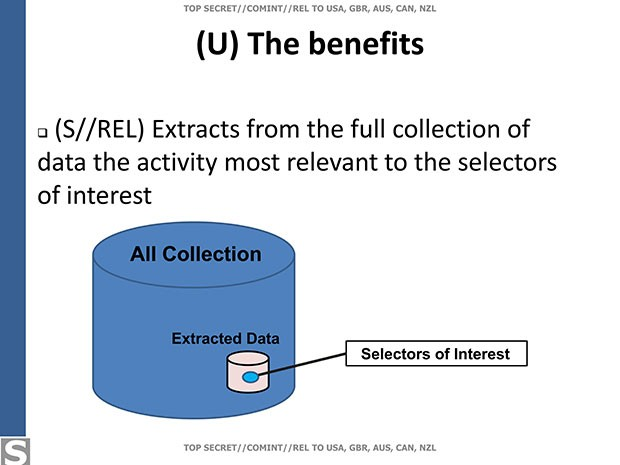
Beneficios del análisis gráfico
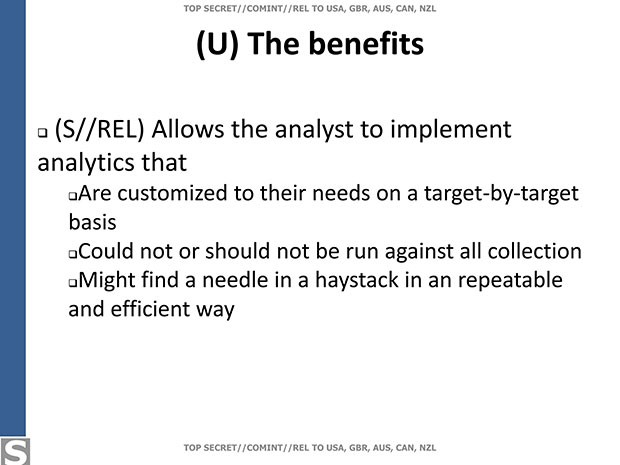
Beneficios del análisis gráfico por contacto
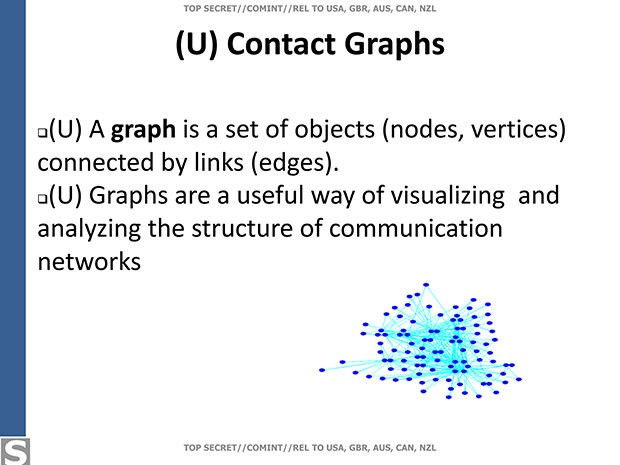
contacto gráfico
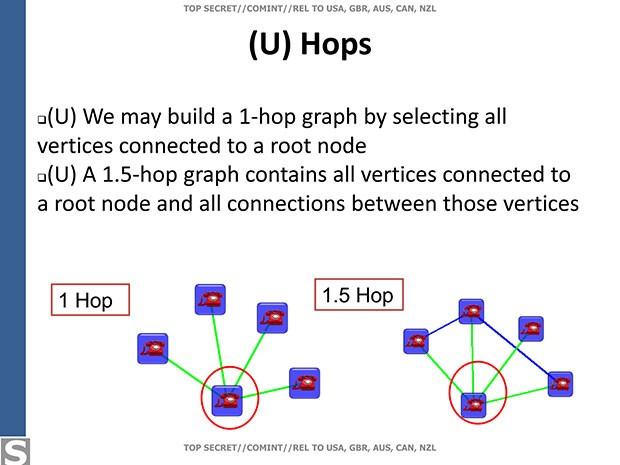
Saltos en un contacto gráfico
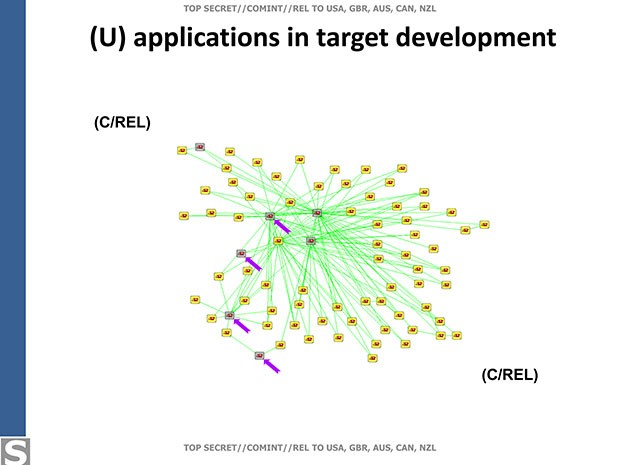
2 saltos en un contacto gráfico
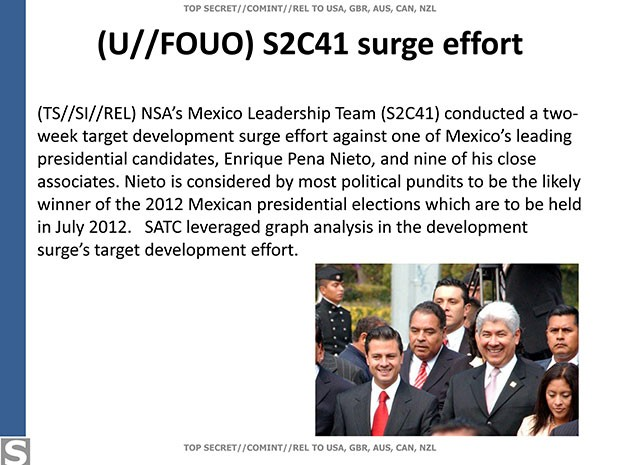
Pruebas del espionaje al presidente mexicano Enrique Peña Nieto y sus asociados.
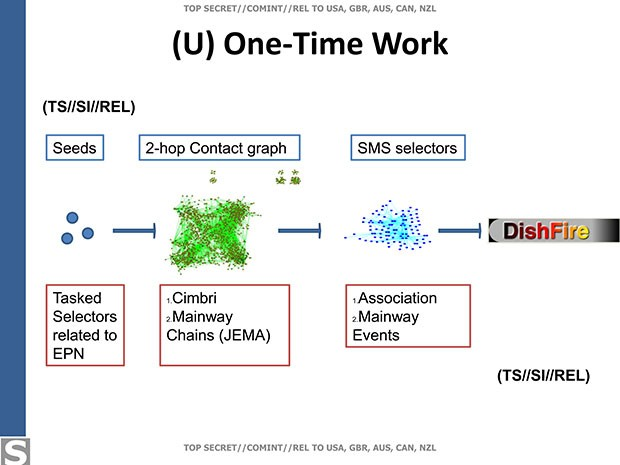
Detalles del espionaje y sus métodos contra Peña Nieto.
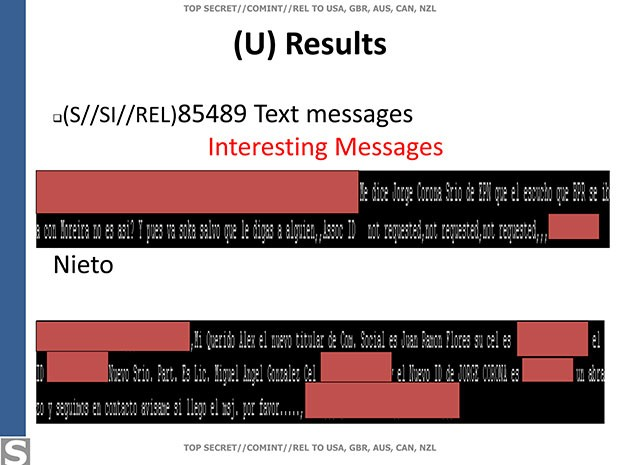
Ejemplo de correos interceptados a Peña Nieto.
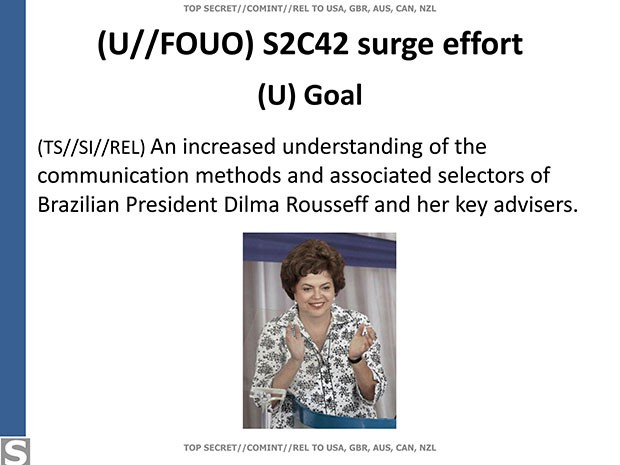
Pruebas del espionaje a la presidente brasileña Dilma Rousseff y sus asesores.
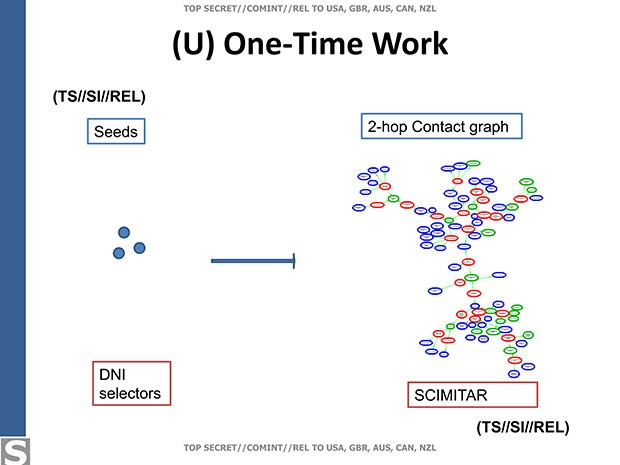
Detalles del proceso contra Rousseff (2 hop contact graph).
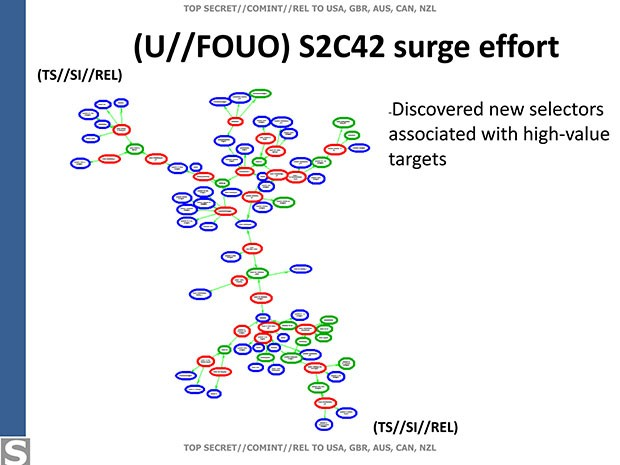
Más detalles sobre el proceso de espionaje a Rousseff (2 hop contact graph).
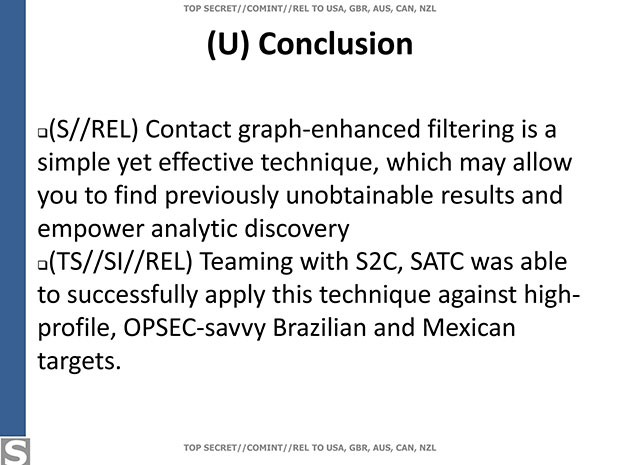
Beneficios
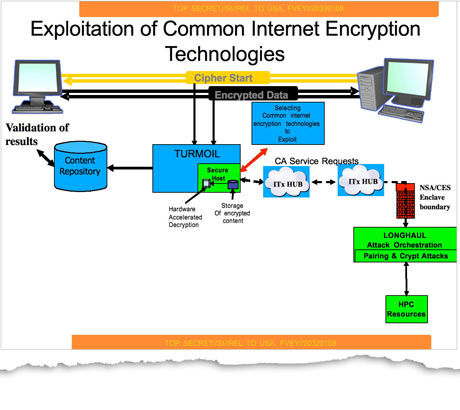
Exploitation of Common Internet Encryption Technologies.

## «Información Excepcionalmente Controlada» (ECI)
Según el diario The Guardian, los documentos clasificados bajo el nombre ECI (exceptionally controlled information: ‘información excepcionalmente controlada’), se refiere a aquellos cuyo nivel de clasificación o secreto es todavía mayor que los documentos catalogados como top secret, clasificación que recibían la mayoría de los filtrados por Snowden.
Los documentos clasificados como ICE contienen las identidades reales de las empresas y socios colaboradores de la NSA que operan la red de vigilancia mundial: los nombres en clave Artífice, Lithium y Serenade.
El nombre de las instalaciones de los socios comerciales de la NSA está clasificado como ECI y por tanto estas instalaciones se ocultan bajo el nombre en clave Steelknight.
Los papeles de Snowden revelaron que las empresas colaboradoras jugaban y juegan un papel fundamental en la recopilación de datos.

## Comparación con otras filtraciones
| Año  | Revelación                                                            | Tamaño                     | Fuente                          | Editores |
| ---- | --------------------------------------------------------------------- | -------------------------- | ------------------------------- | --- |
| 2013 | Revelaciones sobre la vigilancia global                               | 1,7 millones de documentos | Edward Snowden                  | The Guardian, The New York Times, The Washington Post, Der Spiegel, El País, Le Monde, L'Espresso, O Globo, ProPublica, Australian Broadcasting Corporation, Canadian Broadcasting Corporation, NRC Handelsblad, Sveriges Television |
| 2010 | Documentos del Ejército de Estados Unidos y el Departamento de Estado | 734 885 archivos           | Chelsea (antes Bradley) Manning | The Guardian, The New York Times. Der Spiegel, Le Monde, El País, WikiLeaks El material divulgado consistió en: - 1 vídeo de Irak donde se muestra el asesinato de 18 personas (incluidos dos periodistas extranjeros) por parte de soldados estadounidenses. - 91 000 documentos de los llamados Diarios de Afganistán. - 391 832 registros sobre la Guerra de Irak. - 251 287 cables de las embajadas de Estados Unidos calificados como secretos. - 765 archivos secretos sobre todos los presos de Guantánamo. En total 734 885. |
| 1971 | Pentagon Papers                                                       | 4100 páginas               | Daniel Ellsberg                 | The New York Times, The Washington Post |